# Elektrotechnik
Elektrotechnik ist eine Ingenieurwissenschaft, die sich mit der Forschung und der Entwicklung sowie der Produktion, dem Zusammenbau und der Instandhaltung von Elektrogeräten und elektrischen Anlagen befasst, die zumindest anteilig auf elektrischer Energie beruhen. Hierzu gehören als Beispiel der Bereich der Wandler, die elektrischen Maschinen und Bauelemente sowie Schaltungen für die Steuer-, Mess-, Regelungs-, Nachrichten-, Geräte- und Rechnertechnik bis hin zur technischen Informatik, Elektroinstallation und Energietechnik.

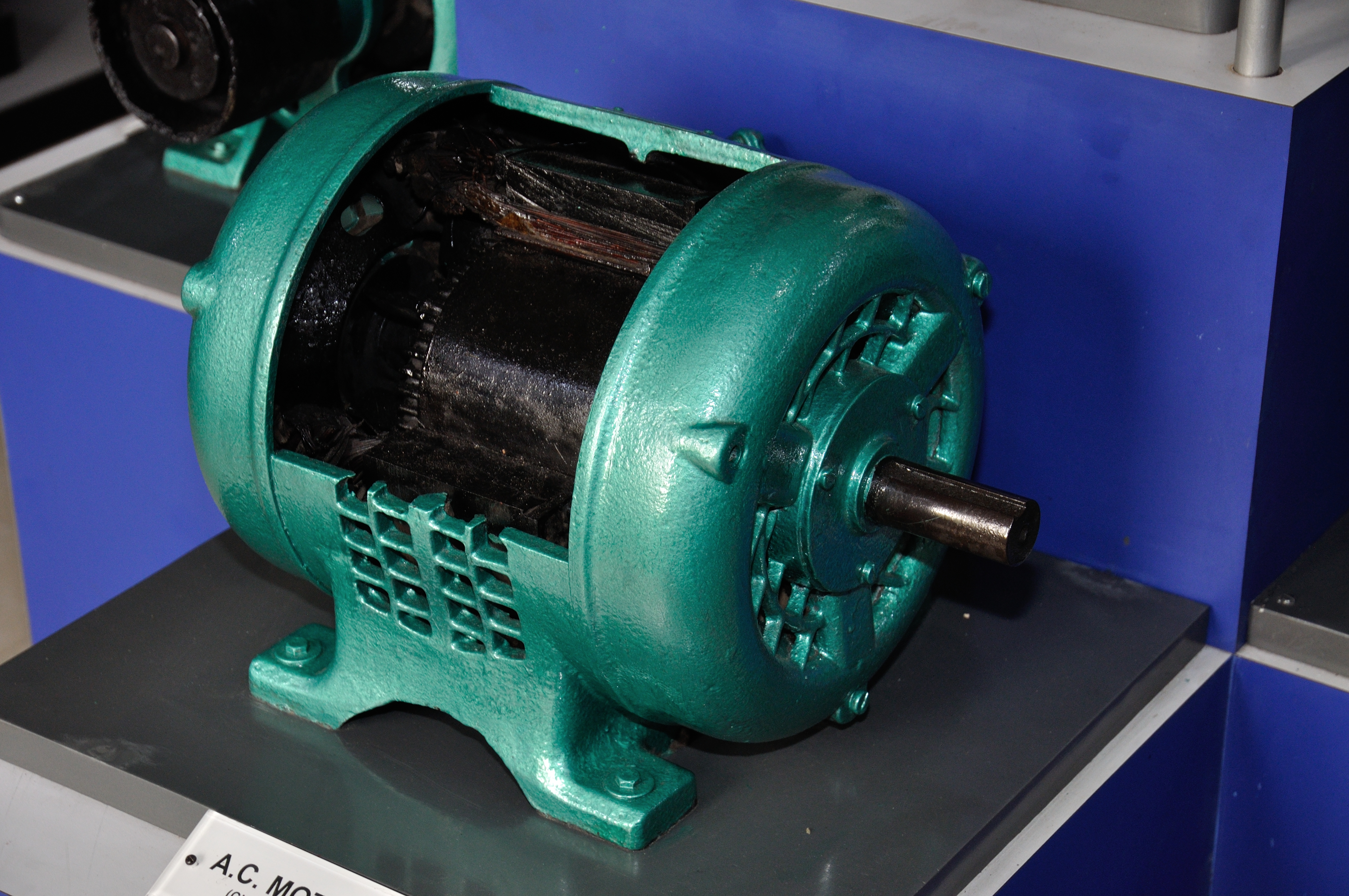
Elektromotor (aufgeschnitten) für Präsentationszwecke

## Hauptgebiete
In unserer heutigen Zivilisation werden fast alle Abläufe und Einrichtungen elektrisch betrieben oder laufen unter wesentlicher Beteiligung elektrischer Geräte und Steuerungen. Eine der Eigenschaften von Elektrizität ist, dass Elektrizität sowohl für die Energieübertragung als auch für die Informationsübertragung und die Informationsein- und Ausgabe sehr nützlich ist, weshalb sich die Elektrotechnik zuerst in diesen beiden Bereichen bemerkenswert entwickelte. Später im 20. Jahrhundert erwies sich die Elektrizität auch für die Informationsverarbeitung und für die Informationsspeicherung als sehr nützlich. Die klassische Einteilung der Elektrotechnik war deshalb die Starkstromtechnik, die heute in der elektrischen Energietechnik und der Antriebstechnik ihren Niederschlag findet, und die Schwachstromtechnik, die sich zur Nachrichtentechnik formierte. Als weitere Gebiete kamen die elektrische Messtechnik und die Automatisierungstechnik sowie die Elektronik hinzu. Die Grenzen zwischen den einzelnen Bereichen sind dabei vielfach fließend. Viele Berufstätige im Bereich Elektrotechnik arbeiten und spezialisieren sich ausschließlich in einem dieser Hauptgebiete, benötigen jedoch auch viele Kenntnisse aller Hauptgebiete. Mit zunehmender Verbreitung der Anwendungen ergaben sich zahllose weitere Spezialisierungsgebiete.

### Theoretische Elektrotechnik
Die Basis der Theorie und Bindeglied zur Physik der Elektrotechnik sind die Erkenntnisse aus der Elektrizitätslehre. Die Theorie der Schaltungen befasst sich mit den Methoden der Analyse von Schaltungen aus passiven Bauelementen. In der theoretischen Elektrotechnik wird unterschieden zwischen Elektrostatik und Elektrodynamik, letzteres als Beispiel die Theorie der Felder und Wellen, baut auf den Maxwell-Gleichungen und der Lorentzkraft auf. Wer sein theoretisches Grundlagenwissen noch über das Elektrotechnikstudium hinaus vertiefen möchte, kann dies mit der Quantenelektrodynamik und der Elektroschwachen Wechselwirkung tun. Ein Wissen, das zurzeit in der praktischen Elektrotechnik jedoch kaum oder nur sehr selten eine Rolle spielt und eher dem Bereich der Grundlagenforschung und den Fachgebieten Theoretische Physik und Experimentalphysik zuzuordnen ist.

### Elektrische Energietechnik

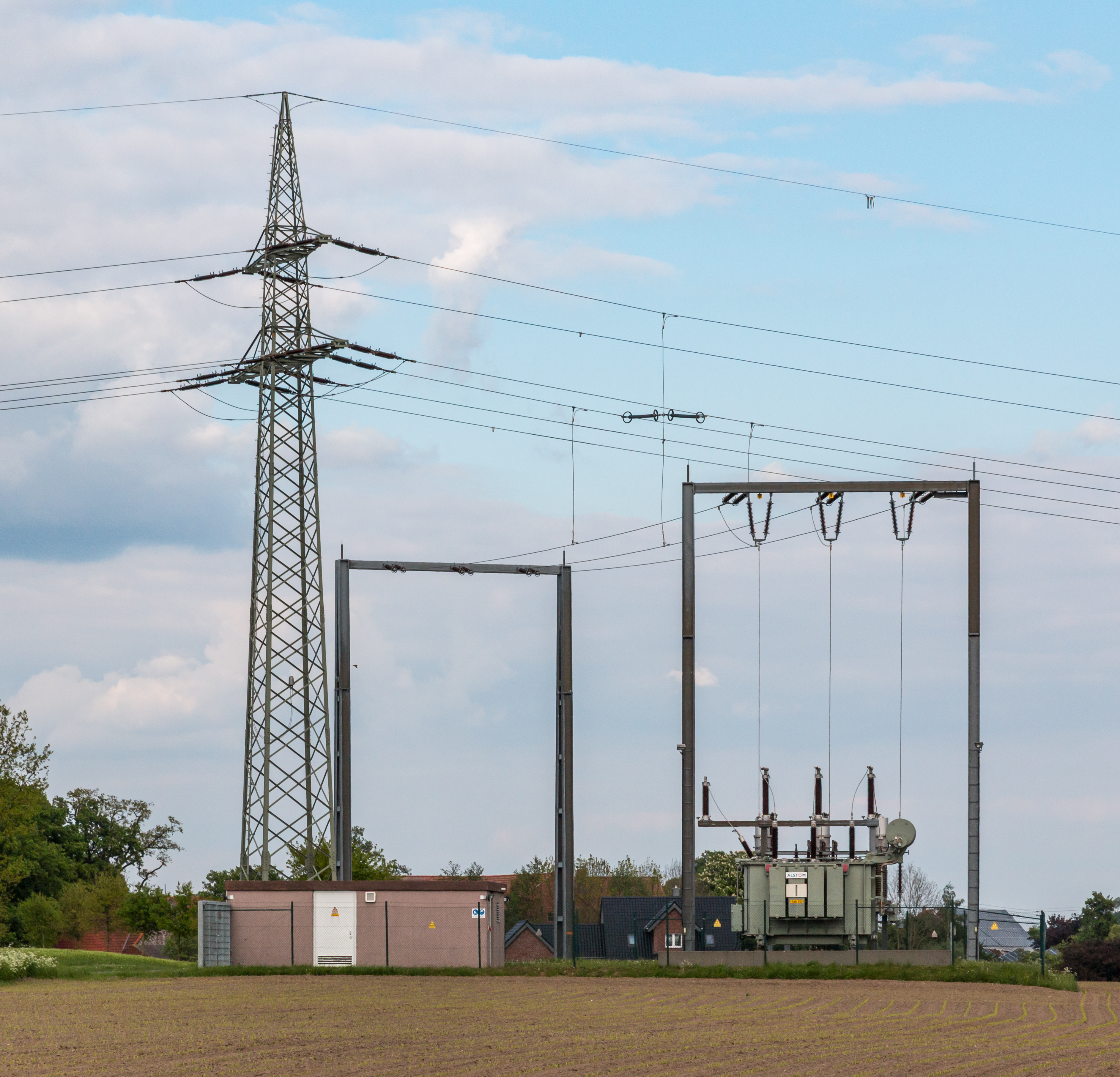
Übertragungsleitung und Umspannwerk

Die elektrische Energietechnik (früher Starkstromtechnik) befasst sich mit der Gewinnung, Übertragung und Umformung elektrischer Energie mit hoher elektrischer Leistung sowie auch der Hochspannungstechnik. Elektrische Energie wird in den meisten Fällen durch Wandlung aus mechanisch-rotatorischer Energie mittels Generatoren gewonnen. Zur klassischen Starkstromtechnik gehören außerdem der Bereich der Verbraucher elektrischer Energie sowie die Antriebstechnik. Zu dem Bereich der Übertragung elektrischer Energie im Bereich der Niederspannung zählt auch der Themenbereich der Elektroinstallationen, wie sie unter anderem vielfältig im Haushalt zu finden sind.

#### Klassische Teilgebiete oder Unterrichtsfächer
- Elektrische Energieverteilung, Hochspannungstechnik, Leitungstheorie und Installationstechnik
- Kraftwerkstechnologien und Produktion elektrischer Energie
- Elektrische Maschinen
- Leistungselektronik, Umformer und Frequenzumformer, Stromrichter- und Umrichtertechnik
- Netzschutz- und Trenntechnik in Energienetzen
- Energiewirtschaft (insbesondere Elektrizitätswirtschaft)
- Netzleittechnik und Smart Grids
- Erneuerbare Energie und Energiespeichertechnologien

### Elektrische Antriebstechnik
Die Antriebstechnik, früher ebenfalls als „Starkstromtechnik“ betrachtet, setzt elektrische Energie mittels elektrischer Maschinen in mechanische Energie um. Klassische elektrische Maschinen sind Synchron-, Asynchron- und Gleichstrommaschinen, wobei vor allem im Bereich der Kleinantriebe viele weitere Typen bestehen. Aktueller ist die Entwicklung der Linearmotoren, die elektrische Energie ohne den „Umweg“ über die Rotation direkt in mechanisch-lineare Bewegung umsetzen. Die Antriebstechnik spielt eine große Rolle in der Automatisierungstechnik, da hier oft eine Vielzahl von Bewegungen mit elektrischen Antrieben zu realisieren sind. Für die Antriebstechnik wiederum spielt Elektronik eine große Rolle, zum einen für die Steuerung und Regelung der Antriebe, zum anderen werden Kinetische Antriebe oft mittels Leistungselektronik mit elektrischer Energie versorgt. Auch hat sich der Bereich der Lastspitzenreduzierung und Energieoptimierung im Bereich der Elektrotechnik erheblich weiterentwickelt.

#### Klassische Teilgebiete oder Unterrichtsfächer
- Elektrische Maschinen
- Gleichstrommaschinen und Drehfeldmaschinen
- Reluktanzmotoren
- Schrittmotoren
- Automatisierte Antriebstechnik
- Leistungselektronik, Umformer und Frequenzumformer, Stromrichter- und Umrichtertechnik

### Nachrichtentechnik

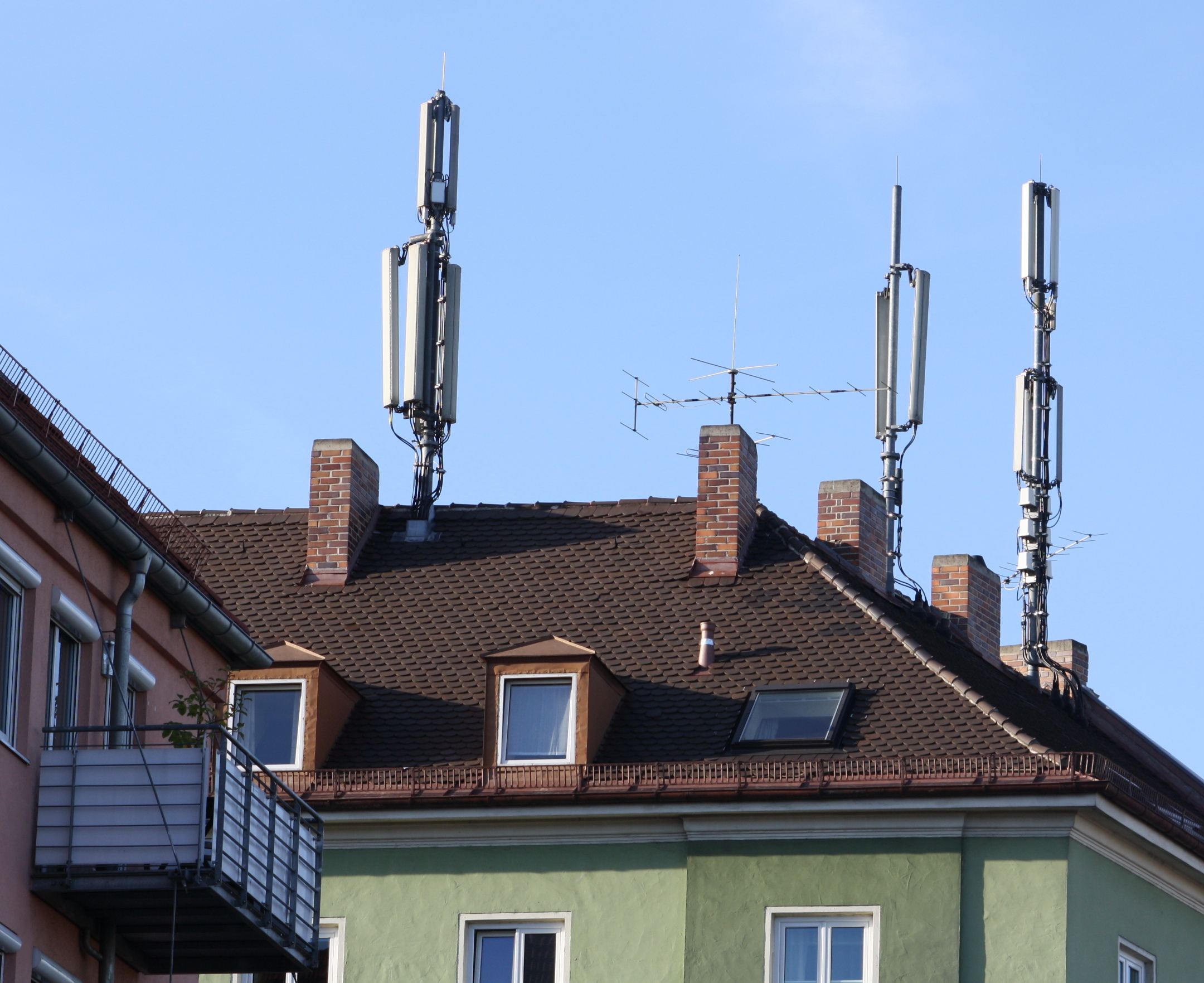
Mobilfunkmasten

Mit Hilfe der Nachrichtentechnik, auch Informations- und Kommunikationstechnik oder Telekommunikation (früher Schwachstromtechnik) genannt, werden Signale durch elektrische Leitung oder mit elektromagnetischen Wellen als Informationsträger von einer Informationsquelle (dem Sender) zu einem oder mehreren Empfängern (der Informationssenke) übertragen. Dabei kommt es darauf an, die Informationen so verlustarm zu übertragen, dass sie beim Empfänger erkannt werden können (siehe auch Hochfrequenztechnik, Amateurfunk). Wichtiger Aspekt der Nachrichtentechnik ist die Signalverarbeitung, zum Beispiel mittels Filterung, Kodierung oder Dekodierung.

#### Klassische Teilgebiete oder Unterrichtsfächer
- Kommunikation (Informationstheorie) und Kommunikationstechnik
- Kodierungstheorie und Datenkompression
- Systemtheorie, Signaltheorie, Digitale Signalverarbeitung und Signalwandlung
- Hochfrequenztechnik, Mikrowellentechnik
- Antennentechnik, Funktechnik, Mobilfunktechnik, Satellitentechnik, Radartechnik
- Rechnernetze
- Elektromagnetische Verträglichkeit (EMV) und Leitungstheorie

### Elektronik, Mikroelektronik und Nanoelektronik

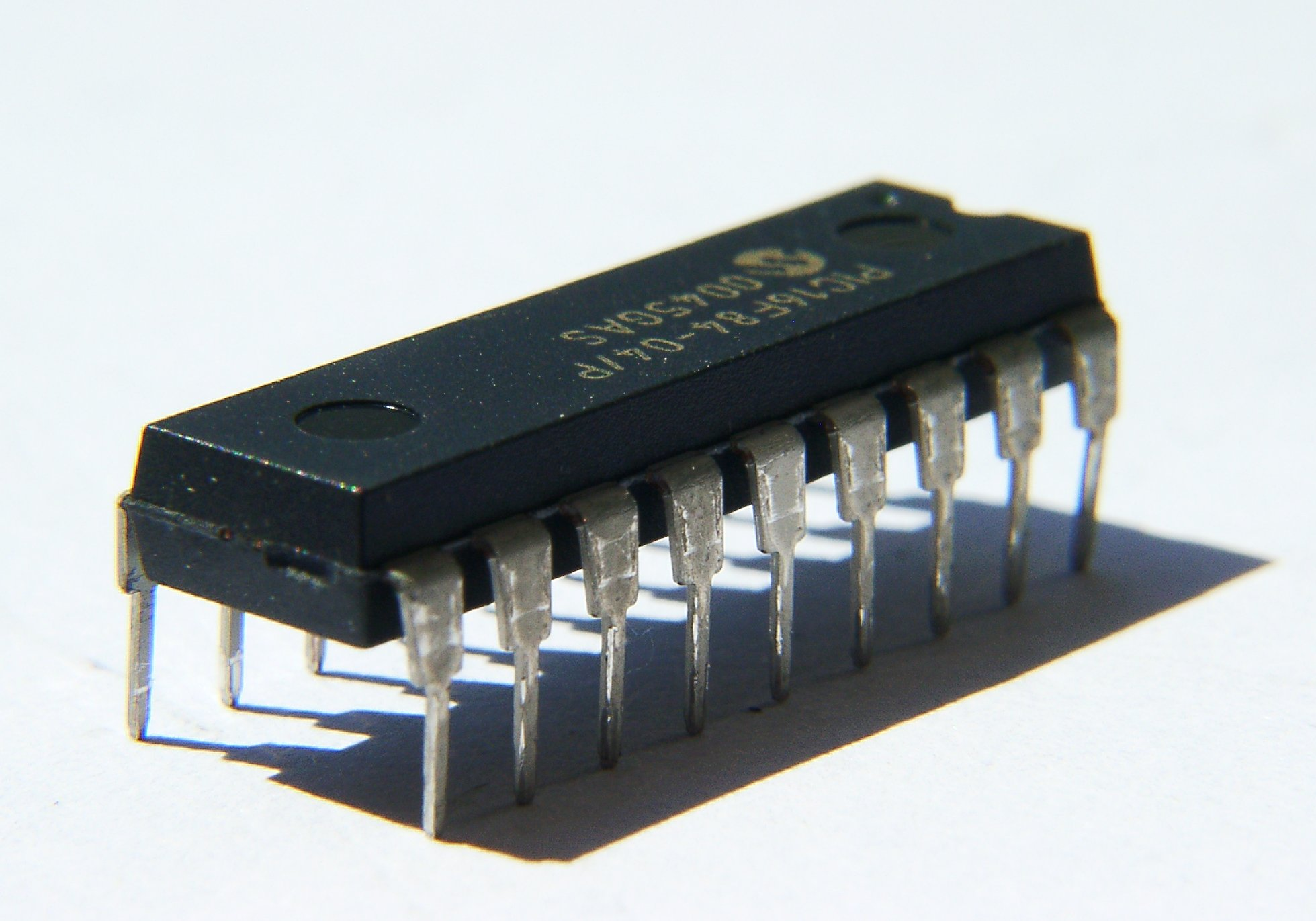
Integrierter Schaltkreis

Die Elektronik befasst sich mit der Entwicklung, Fertigung und Anwendung von elektronischen Bauelementen wie zum Beispiel Spulen oder Halbleiterbauelementen wie Dioden und Transistoren. Die Anwendungen werden im Allgemeinen praktisch auf Leiterplatten mit der Leiterplattenbestückung realisiert.
Die Digitaltechnik lässt sich insoweit der Elektronik zuordnen, als die klassische Logikschaltung aus Transistoren aufgebaut ist. Andererseits ist die Digitaltechnik auch Grundlage vieler Steuerungen und damit für die Automatisierungstechnik bedeutsam. Die Theorie ließe sich auch der theoretischen Elektrotechnik zuordnen.
Die Entwicklung der Leistungshalbleiter (Leistungselektronik) spielt in der Antriebstechnik eine immer größer werdende Rolle, da Frequenzumrichter die elektrische Energie wesentlich flexibler bereitstellen können, als es beispielsweise mit Transformatoren möglich ist.
Die Mikroelektronik beschäftigt sich mit der Entwicklung und Herstellung integrierter Schaltkreise. In einigen Bereichen der Halbleiterindustrie und Halbleitertechnik wurde die 100-Nanometer-Grenze unterschritten, so spricht man hier bereits formal von Nanoelektronik.

#### Klassische Teilgebiete oder Unterrichtsfächer
- Analogtechnik, Digitaltechnik, Hardwarebeschreibungssprachen und Schaltungssimulation
- Signaltheorie, Digitale Signalverarbeitung und Signalwandlung
- Mikroprozessortechnik, Mikrocontroller, Assembler und C-Programmierung
- Eingebettete Systeme
- Layoutentwurf und Leiterplattenentflechtung (PCB-Design)
- Hochfrequenzelektronik, Elektromagnetische Verträglichkeit (EMV) und Leitungstheorie
- Chipentwurf und Halbleitertechnik
- Leistungselektronik

### Automatisierungstechnik

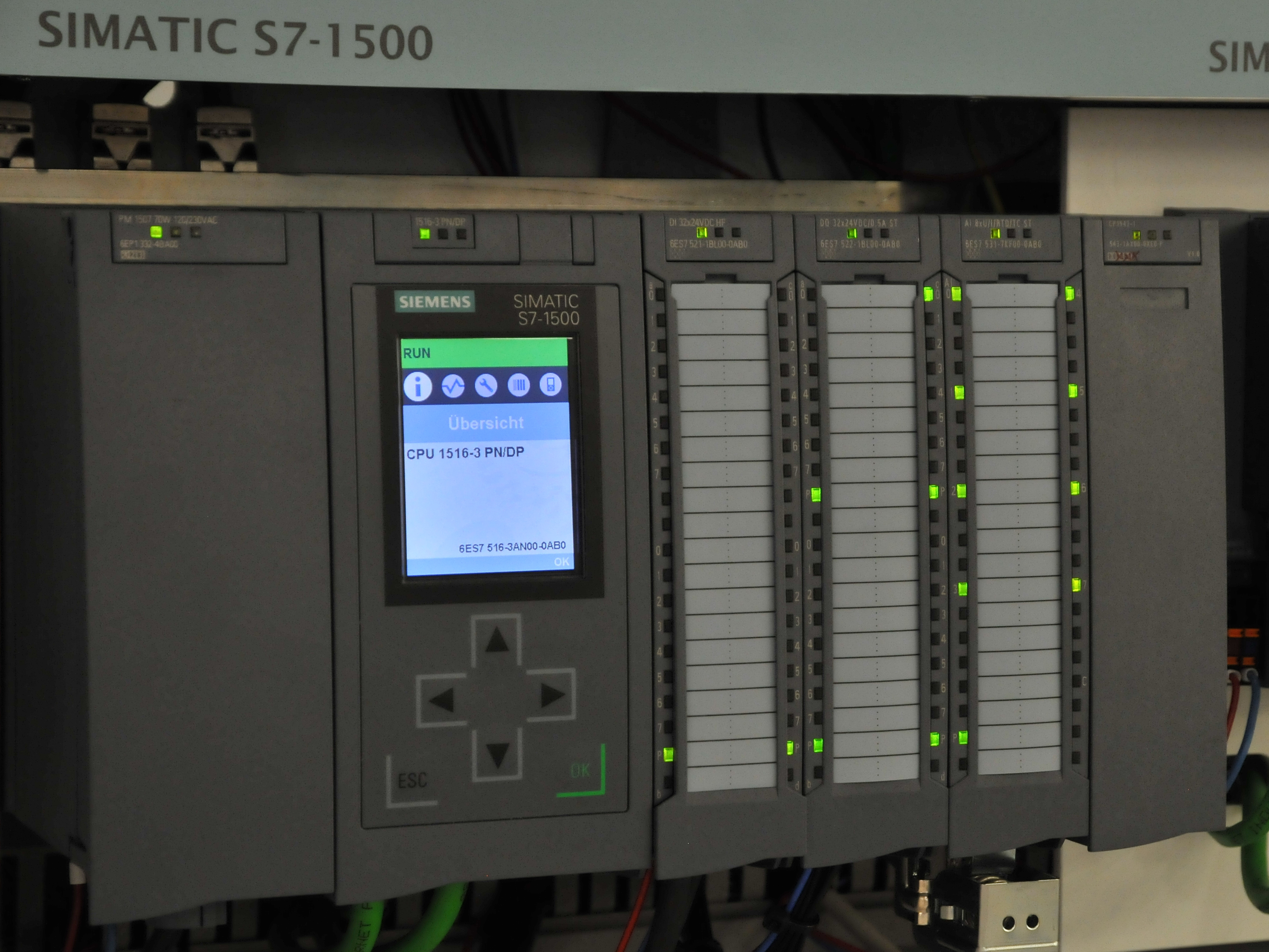
Speicherprogrammierbare Steuerung

In der Automatisierungstechnik werden mittels Methoden der Mess-, Steuerungs- und Regelungstechnik (zusammenfassend MSR-Technik genannt) einzelne Arbeitsschritte eines Prozesses automatisiert bzw. überwacht. Heute wird üblicherweise die MSR-Technik durch Digitaltechnik gestützt. Eines der Kerngebiete der Automatisierungstechnik ist die Regelungstechnik. Regelungen sind in vielen technischen Systemen enthalten. Beispiele sind die Regelung von Industrierobotern, Autopiloten in Flugzeugen und Schiffen, Drehzahlregelungen in Motoren, die Stabilitätskontrolle (ESP) in Automobilen, die Lageregelung von Raketen und die Prozessregelungen für Chemieanlagen. Einfache Beispiele des Alltags sind die Temperaturregelungen zusammen mit Steuerungen in vielen Konsumgütern wie Bügeleisen, Kühlschränken, Waschmaschinen und Kaffeeautomaten (siehe auch Sensortechnik).

#### Klassische Teilgebiete oder Unterrichtsfächer
- Systemtheorie und Technische Kybernetik
- Steuerungstechnik und Regelungstechnik
- Prozessautomatisierung wie zum Beispiel die Prozessleittechnik und Automatisierungspyramiden
- Speicherprogrammierbare Steuerung und Funktionsbausteinsprache
- Messtechnik, Sensorik und Feldbussysteme
- Robotik, Maschinelles Sehen und Bildverarbeitung

## Neu entstehende Spezialisierungsgebiete

### Gebäudetechnik
Gebräuchlich sind ebenfalls die Begriffe Technische Gebäudeausrüstung (TGA) oder Versorgungstechnik mit Schwerpunkt Elektrotechnik. In Gebäuden sorgen Elektroinstallationen sowohl für die leitungsgebundene Verteilung elektrischer Energie als auch für die Nutzungsmöglichkeit von Kommunikationsmitteln (Klingeln, Sprechanlagen, Telefone, Fernsehgeräte, Satellitenempfangsanlagen und Netzwerkkomponenten). Neben der leitungsgebundenen Informationsverteilung kommt verstärkt Funkübertragung (DECT, WLAN) zum Einsatz. Die Gebäudeautomation nutzt Komponenten der Mess-, Steuerungs- und Regelungstechnik in Gebäuden, um den Einsatz elektrischer und thermischer Energie zu optimieren, beispielsweise im Bereich der Beleuchtungs-, Klima- und Belüftungstechnik. Im Rahmen der Gebäudeautomation finden zudem verschiedene Systeme für Gebäudesicherheit Verwendung.

### Medizintechnik
Elektrotechnik-Medizintechnik Studiengänge werden an immer mehr Hochschulen angeboten. Durch die innovativen technischen Entwicklungen im Bereich der Medizin, werden in Krankenhäusern oder in Medizintechnik -Firmen und -Betrieben immer mehr spezialisierte Ingenieure benötigt.
Bereiche wären beispielsweise Myoelektrik, Elektronik künstlicher Organe, Robotik-Prothesen, Bioprinter, HF-Chirurgie, Laserchirurgie, Roboterchirurgie, Röntgenapparate, Sonografie, Magnetresonanztomographie, Optische Kohärenztomografie, Nuklearmedizin, Herz-Lungen-Maschinen, Dialysegeräte, Spezielle Anforderungen der Krankenhaustechnik.

### Computer-, Halbleiter- und Gerätetechnik
Die elektronische Gerätetechnik befasst sich mit der Entwicklung und Herstellung elektronischer Baugruppen und Geräte. Sie beinhaltet damit den Entwurf und die anschließende konstruktive Gestaltung elektronischer Systeme (Verdrahtungsträger, Baugruppen, Elektrogeräte) und bedient sich dabei der Halbleitertechnik und der Rechnertechnik. Anwendungsbeispiele sind die Entwicklung von Computerhardware, Haushaltsgeräten, medizintechnischen Geräten, Informationstechnik und Unterhaltungselektronik.

## Geschichte, bedeutende Entwicklungen und Personen

### Altertum
Das Phänomen, dass bestimmte Fischarten (wie beispielsweise Zitterrochen oder Zitteraale) elektrische Spannungen erzeugen können (mit Hilfe des Elektroplax), war im alten Ägypten um 2750 v. Chr. bekannt.

Die meteorologische Erscheinung der Gewitterblitze begleitet die Menschheit schon immer. Die Deutung, dass die Trennung elektrischer Ladungen innerhalb der Atmosphäre in Gewittern dieses Phänomen verursacht, erfolgte jedoch erst in der Neuzeit. Elektrostatische Phänomene waren allerdings schon im Altertum bekannt. 

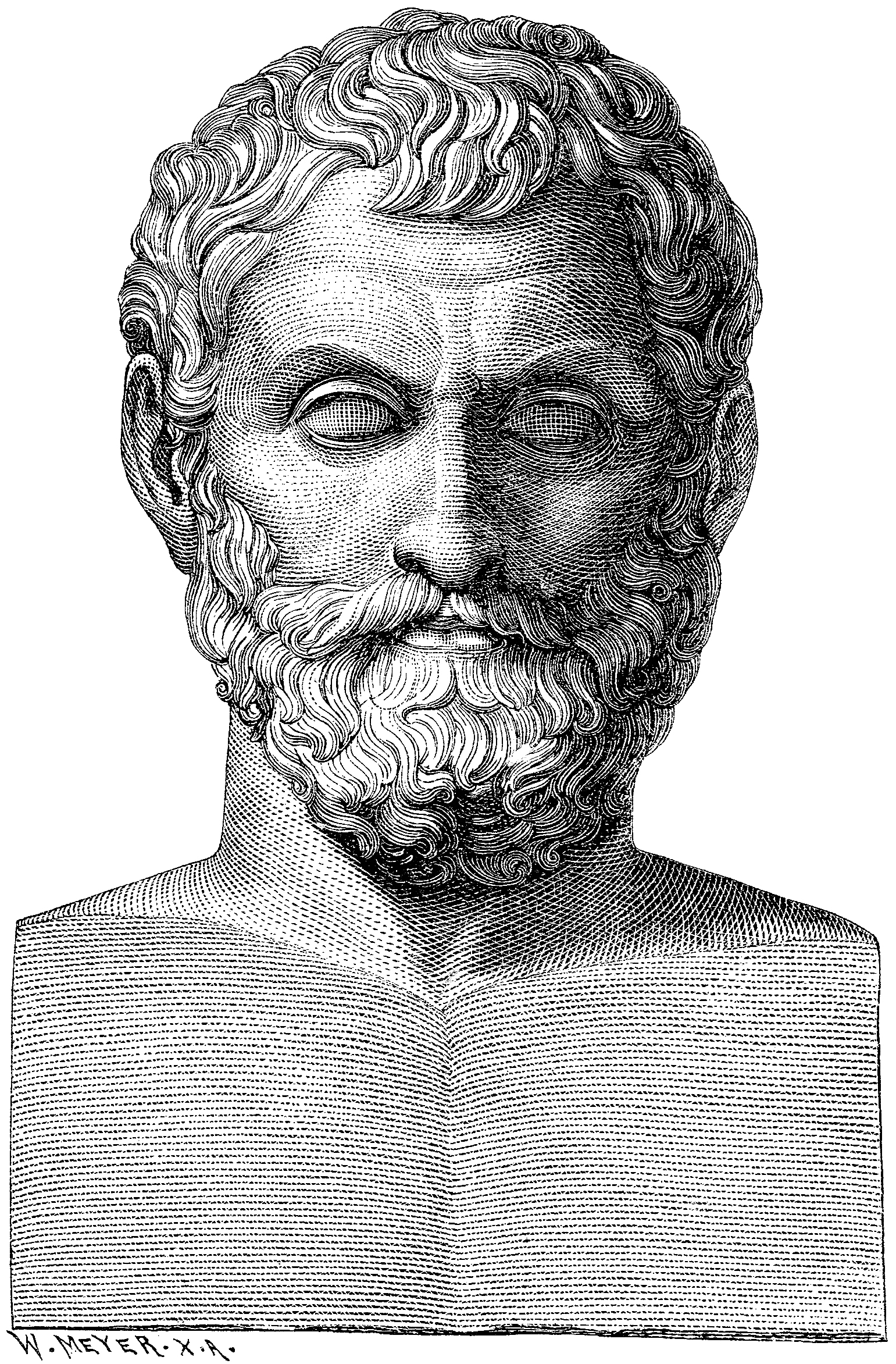
Thales von Milet

Die erste Kenntnis über den Effekt der Reibungselektrizität etwa 550 v. Chr. wird dem Naturphilosophen Thales von Milet zugeschrieben. In trockener Umgebung kann Bernstein durch Reiben an textilem Gewebe (Baumwolle, Seide) oder Wolle elektrostatisch aufgeladen werden. Was zu jener Zeit aber noch nicht bekannt war, ist, dass durch Aufnahme von Elektronen Bernstein eine negative Ladung erhält, das Reibmaterial durch Abgabe von Elektronen dagegen eine positive Ladung. Durch die Naturalis historia von Plinius dem Älteren wurde das durch diese Experimente beobachtete Wissen bis ins Spätmittelalter überliefert.

### 17. Jahrhundert

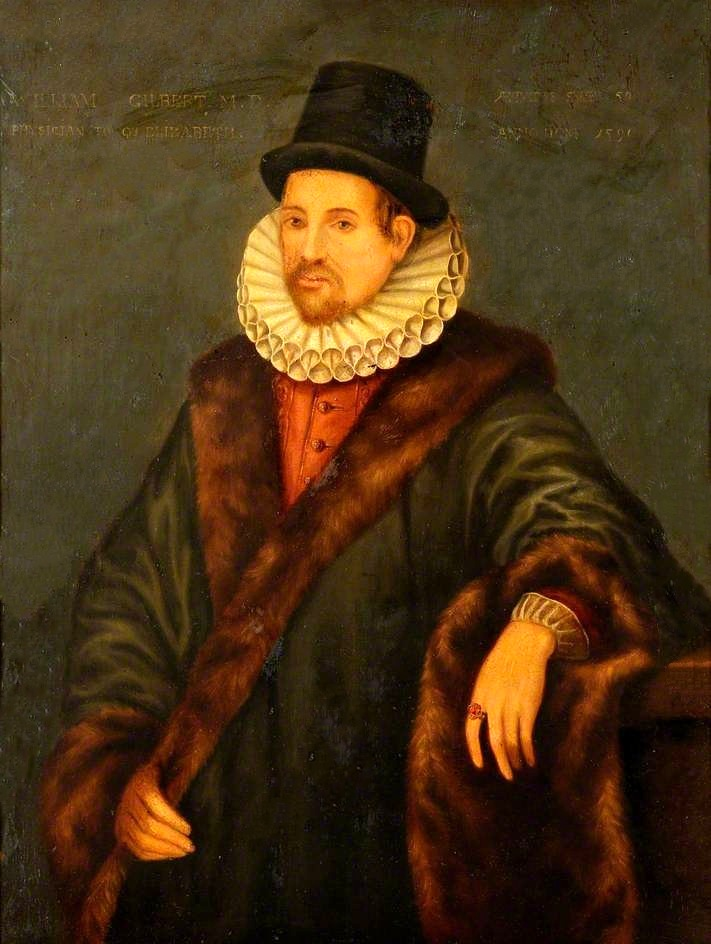
William Gilbert

- 1600 erfand der Naturforscher William Gilbert mit dem elektrischen Pfeil, das Versorium, die erste Version eines Elektroskops, mit dessen Hilfe er die Anziehungskraft des Bernsteins maß, und unterschied im zweiten Kapitel des zweiten Buchs seines erschienenen Werks über den Magneten[2] zwischen dem Magnetismus und der Reibungselektrizität („Differentia inter magnerica & electrica“). Gilbert verwendete somit als Erster den Begriff Elektrizität, den er aus dem altgriechischen Wort für Bernstein (ἤλεκτρον; transkribiert: ḗlektron; übersetzt: Hellgold) abgeleitet hatte.
- 1629 entdeckte Niccolò Cabeo in Ferrara anhand weiterer Experimente die durch Reibungselektrizität verursachte mechanische Abstoßung und Anziehung verschiedener Materialien, und beschreibt als Erster Magnetfeldlinien in „Philosophia magnetica“.[3]

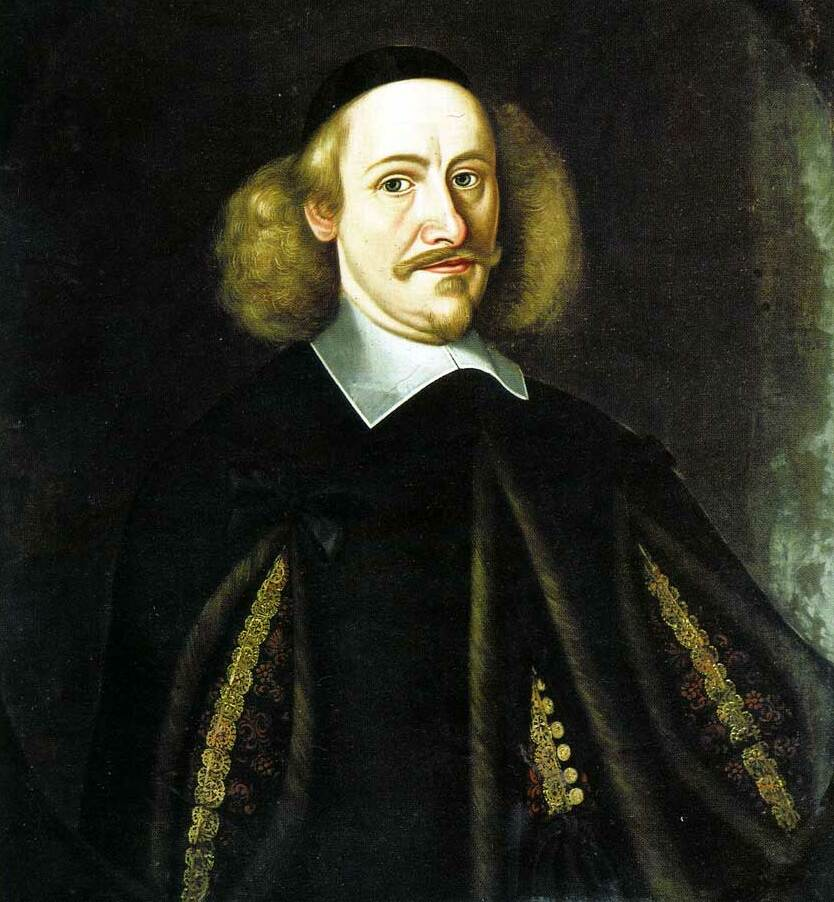
Otto von Guericke

- 1663 erfand Otto von Guericke die erste Elektrisiermaschine, eine Schwefelkugel mit einer Drehachse, die Elektrizität durch von Hand bewirkte Reibung erzeugte. Diese Maschine erzeugt hohe Spannungen.
- 1671 produzierte Gottfried Wilhelm von Leibniz elektrische Funkenentladungen mit dem Otto von Guericke Generator und einer Funkenstrecke. Publiziert wurde die Erfindung allerdings erst 1673.

### 18. Jahrhundert
- 1706 entwickelte Francis Hauksbee eine Reibungselektrisiermaschine, deren Kugel oder Zylinder nicht mehr aus Schwefel, sondern aus Glas gebaut war. Durch das Glas waren die durch die Maschine erzeugten Leuchterscheinungen der Koronaentladung, wie Kriechströme und Spitzenentladung besser sichtbar. Leichtes Kribbeln und Verbrennung bei Hautkontakt wurden beobachtet.
- 1729 teilte Stephen Gray als erster mehrere Stoffe in elektrische Leiter und Nichtleiter ein.
- 1732 schaffte Gray die Leitung elektrischer Ladung über ungefähr 150 Meter durch ein Hanfseil, das mit Seidenfäden umwickelt war, in einem ähnlichen Versuch später schickte er Elektrizität durch Metalldrähte.[4]
- 1733 entdeckte Charles du Fay in Paris zwei Arten der Elektrizität, die positive und negative Reibungselektrizität. Durch weitere Versuche erkannte er, dass sich die beiden Arten der Reibungselektrizität gegenseitig neutralisieren können.[3]

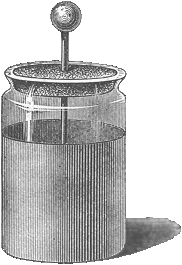
Kondensator (1800)

- 1745, also um die Mitte des 18. Jahrhunderts, wurde von Ewald Georg von Kleist und Pieter van Musschenbroek die Leidener Flasche erfunden, die älteste Bauform des Kondensators, ein Bauteil das elektrische Ladungen speichert. Gleich im nachfolgenden Jahr 1746 erlitt der Laborant von van Musschenbroek, Andreas Cuneus, bei der Arbeit mit Leidener Flaschen, den weltweit ersten dokumentierten nicht-tödlichen schweren Arbeitsunfall in Form eines Stromunfalls durch vom Menschen erzeugte Elektrizität.[5]
- 1746 publizierte Johann Heinrich Winkler seine Ansicht, dass die elektrische Wolkenladung die Ursache eines Gewitters sei und sich durch Blitze zur Erde entlade.[6]
- 1752 erfand Benjamin Franklin den Blitzableiter und veröffentlichte 1751 bis 1753 die Resultate seiner Experiments and Observations on Electricity. Er forderte und empfahl Blitzableiter als Blitzschutz an jedem hohe Gebäude zu installieren. 1874 wurden die CGS-Einheit für die elektrische Ladung und den elektrischen Fluss nach ihm benannt.
- 1756 entdeckte Franz Ulrich Theodor Aepinus bei Turmalin die Pyroelektrizität.[3]
- 1762 erfand Johan Carl Wilcke den Elektrophor, eine Influenzmaschine, eine Methode um elektrische Ladungen zu trennen bzw. um sehr hohe elektrische Spannungen zu erzeugen.
- 1763 baute der Physiker Andrew Gordon einen durch eine Leidener Flasche elektrisch geladenen sich horizontal drehenden Metallstern, welcher sich bei Entladung dreht.[7] Er gilt somit in einigen Kreisen allgemein als Erfinder des elektrischen Motors.

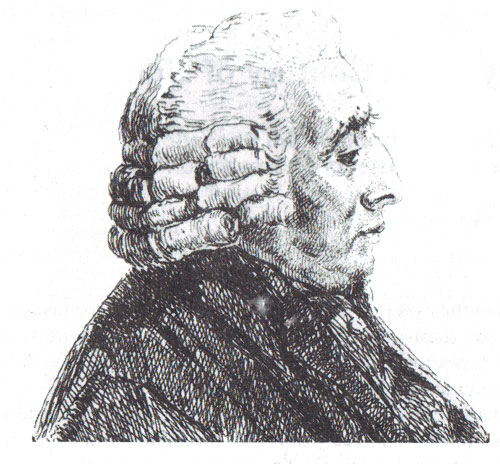
Georges-Louis Le Sage (1780)

- 1774 entwickelte und präsentierte Georges-Louis Le Sage in Berlin die weltweit erste Form der elektrischen Telegraphie, wobei er 24 verschiedene Drähte benutzte, einen für jeden Buchstaben des Alphabets. Dieser Telegraph verband in einem Gebäude zwei Räume miteinander. Dies war ein elektrostatischer Telegraph, der durch elektrische Leitung elektrischer Ladungen und den Effekten der Elektrostatik Goldblättchen bewegte.[8]
- 1775 verbesserte Alessandro Volta den Elektrophor.
- 1777 entdeckte Georg Christoph Lichtenberg die „Lichtenbergsche Figuren“ und anhand dieser die Bipolarität der elektrischen Ladung.[9] Er war es, der für elektrische Ladungen und Pole die Zeichen „plus +“ und „minus −“ einführte. Mit diesen Arbeiten half er, den Streit zwischen Unitaristen und Dualisten zu beenden.[10]
- 1782 wurde die Piezoelektrizität von R. J. Hauy entdeckt, dieser Effekt erlangte aber erst 1880 große Aufmerksamkeit als die Brüder Jacques und Pierre Curie ihn als eigene Entdeckung öffentlich vorführten.[3]
- 1785 entdeckte Charles Augustin de Coulomb das coulombsche Gesetz. 1889 wurde die SI-Einheit für die elektrische Ladung nach ihm benannt.

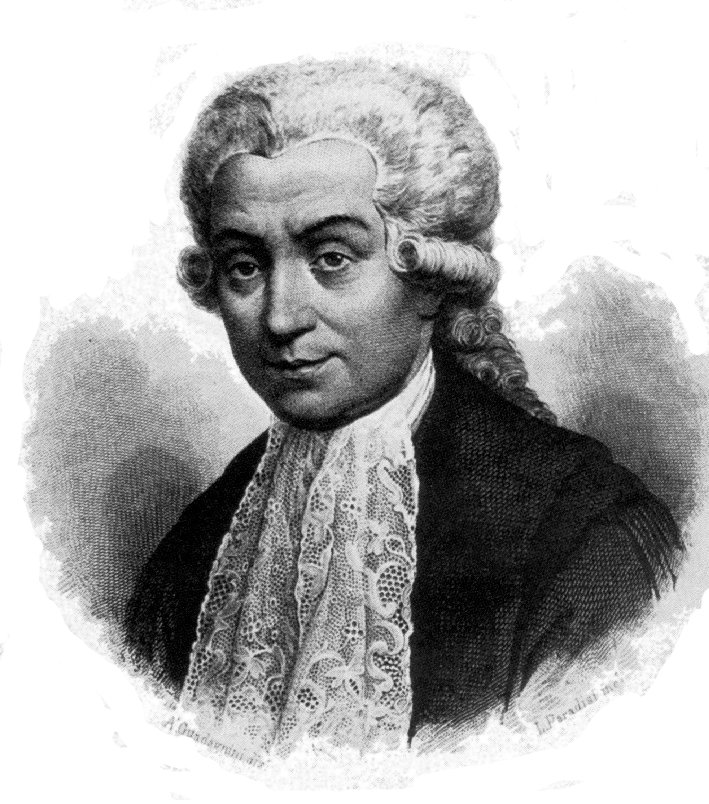
Luigi Galvani

- 1792 unternahm Luigi Galvani sein legendäres Froschschenkel-Experiment, in dem eine elektrochemische Galvanische Zelle als Spannungsquelle diente.
- 1795 berichtete Francesc Salvà i Campillo an der Akademie in Barcelona über seine ersten Versuche zur elektrischen Telegraphie und über die Hypothese einer möglichen elektrisch-drahtlosen Telegraphie.

### 19. Jahrhundert

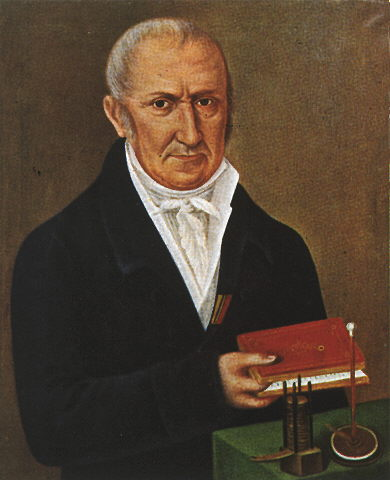
Alessandro Volta

- Von den Experimenten Galvanis angeregt, baute Alessandro Volta um 1800 die so genannte Voltasche Säule, die erste funktionierende Batterie, mit der zum ersten Mal eine kontinuierliche Spannungsquelle für die elektrotechnische Forschung zur Verfügung stand. 1893 wurde die SI-Einheit für die elektrische Spannung nach ihm benannt.
- Am 2. Mai 1800 gelang es William Nicholson und Anthony Carlisle erstmals, mit einer Gleichspannung einen elektrischen Strom durch Wasser zu leiten und somit in seine chemischen Grundbestandteile Wasserstoff und Sauerstoff zu zerlegen. Damit sind beide die Entdecker der Elektrolyse.[11]
- 1802 befasste sich Humphry Davy mit dem elektrischen Leuchten. Er leitete Strom durch Platinfäden und brachte diese zum Glühen.
- 1804 baute Francesc Salvà i Campillo in Spanien einen Elektrolyt-Telegrafen mit 26 Leitungen, an deren Enden sich Glasröhrchen befinden, in denen sich Flüssigkeit bei einem Stromstoß zersetzt.

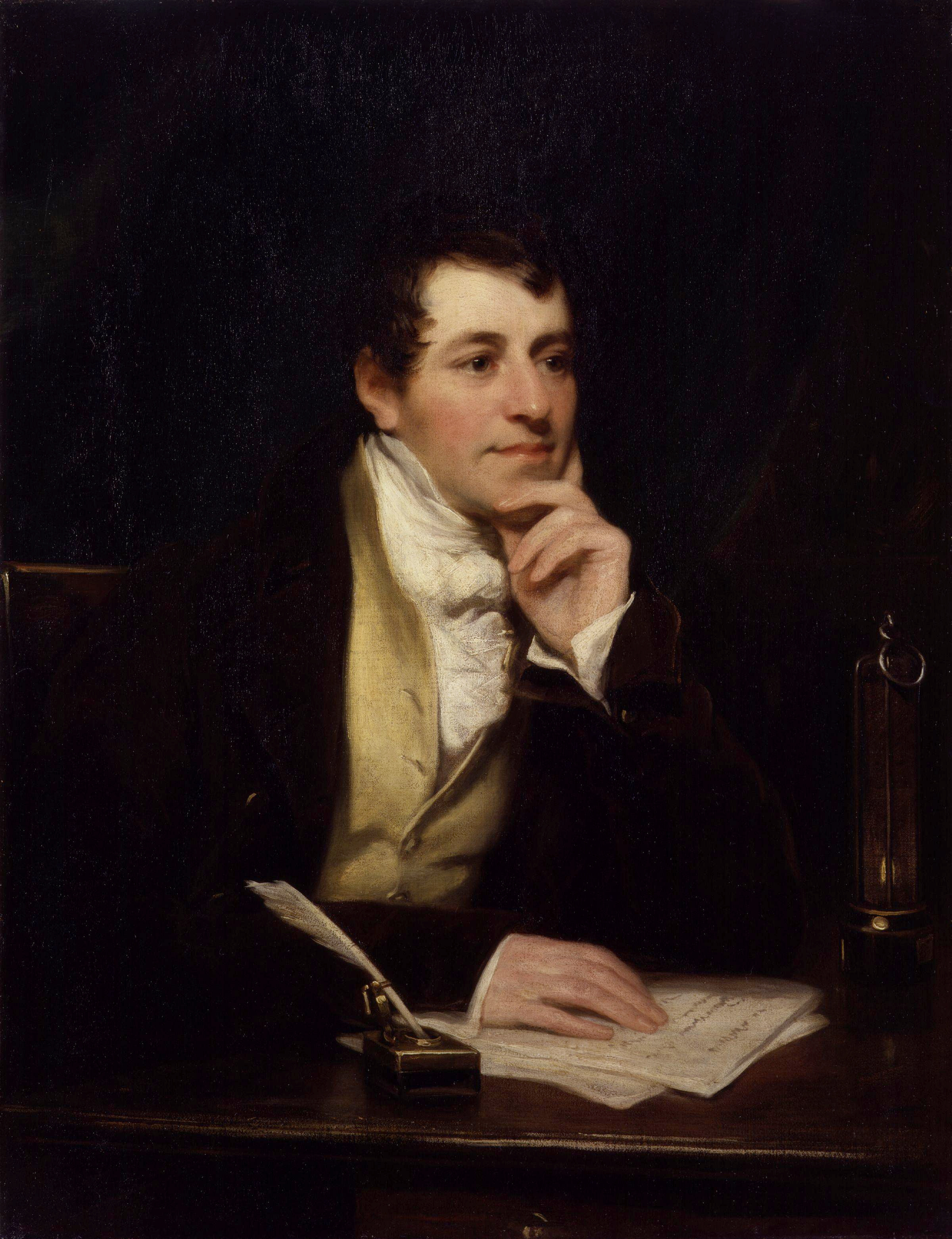
Humphry Davy (1821)

- 1809 entwickelte Davy die weltweit erste Bogenlampe. Dies war die erste elektrische Lampe die über längere Zeiträume sehr helles Licht abgeben konnte.
- 1809 baute Samuel Thomas von Soemmerring in Deutschland einen ähnlichen Elektrolyt-Telegraphen wie der von Campillo. Heute ist das Original im Deutschen Museum in München ausgestellt, ein Modell befindet sich im Museum für Kommunikation Frankfurt. Quellen beschreiben Leitungslängen bis zu 3,5 km.[12][13][14]
- 1816 demonstrierte Sir Francis Ronalds in London einen Telegraphen mit an beiden Enden sich synchronisierenden alphanumerischen Uhrwerken. Die Leitungslänge betrug 13 km.[15] Er stellte die Hypothese auf, dass die Leitung elektrischer Signale eine endliche Geschwindigkeit hat. Ein logischer Gedanke, da zu dieser Zeit die Licht- und Schallgeschwindigkeit bereits nachgewiesen war.

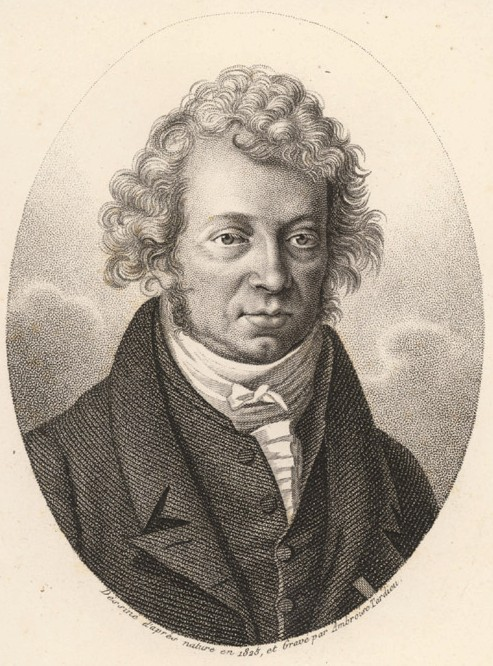
André-Marie Ampère (1825)

- 1820 machte Hans Christian Ørsted Versuche zur Ablenkung einer Magnetnadel durch elektrischen Strom und entdeckte somit die magnetische Wirkung des elektrischen Stromes. 1933 wurde die CGS-Einheit für die magnetische Feldstärke nach ihm benannt. André-Marie Ampère führte diese Experimente weiter und wies 1820 nach, dass zwei stromdurchflossene Leiter eine Kraft aufeinander ausüben. Ampère erklärte den Begriff der elektrischen Spannung und des elektrischen Stromes und legte die Stromrichtung fest. Nach ihm wurde 1893 die SI-Einheit der elektrischen Stromstärke und zugleich die SI-Einheit der magnetischen Durchflutung benannt.
- 1820 beobachtete D. F. Arago, dass Eisen durch Einwirkung von elektr. Strom magnetische Eigenschaften annimmt.[3]
- 1822 baute Peter Barlow das Barlow-Rad[16], ein Homopolarmotor, also ein (ohne Kommutator) mit Gleichstrom permanent in Drehbewegung versetztes Gerät. Erste Apparaturen, Experimente und Beschreibungen einer solchen Maschine (Ein in flüssigem Blei permanent drehender Draht) mit „Description of an Electro-magnetic Apparatus for the Exhibition of Rotatory Motion“ werden allerdings bereits 1821 Michael Faraday zugeschrieben, der somit in einigen Kreisen allgemein als Erfinder des Gleichstrommotors gilt. 1881 wurde vom internationalen Elektrizitätskongress die SI-Einheit für die elektrische Kapazität nach ihm benannt.
- 1825 erfand und veröffentlichte William Sturgeon als Erster das elektrische Bauelement Elektromagnet, also eine Spule mit Klemmen und mit Eisenkern zur Feldverstärkung.[16]

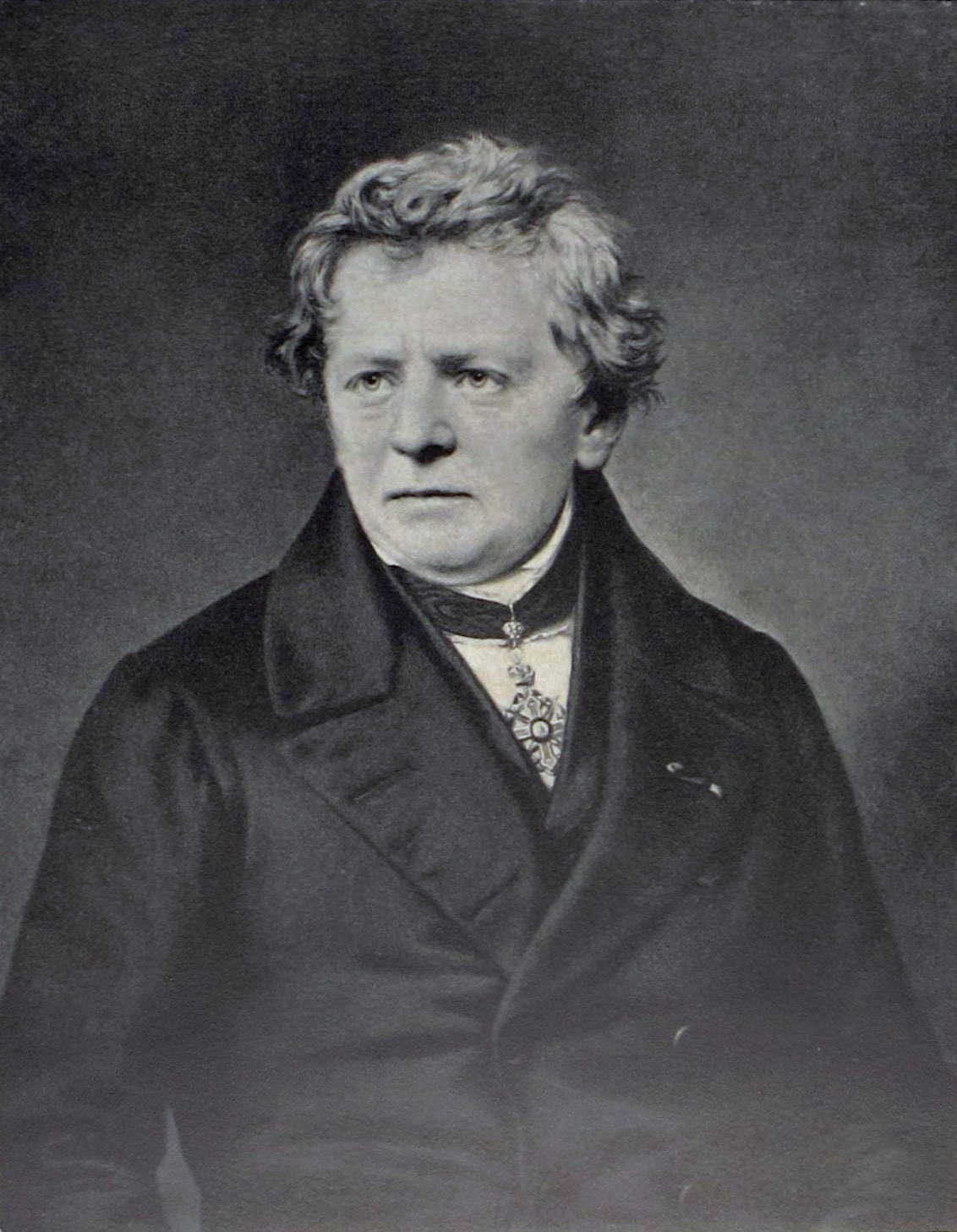
Georg S. Ohm

- 1826 konnte Georg Simon Ohm nachweisen, dass in einem stromdurchflossenen metallischen Leiter die sich einstellende elektrische Stromstärke I dem Quotienten aus angelegter elektrischer Spannung U und dem jeweiligen elektrischen Widerstand R entspricht. Zu Ehren Ohms wird dieser physikalische Zusammenhang als ohmsches Gesetz bezeichnet. 1881 wurde die SI-Einheit für den elektrischen Widerstand nach ihm benannt.
- 1828 baute Ányos István Jedlik eine neue Version des Gleichstrommotors. Allerdings berichtete Jedlik erst Jahrzehnte später öffentlich über seine Maschine, und der wirkliche Erfindungszeitpunkt ist somit nicht gesichert.[16]

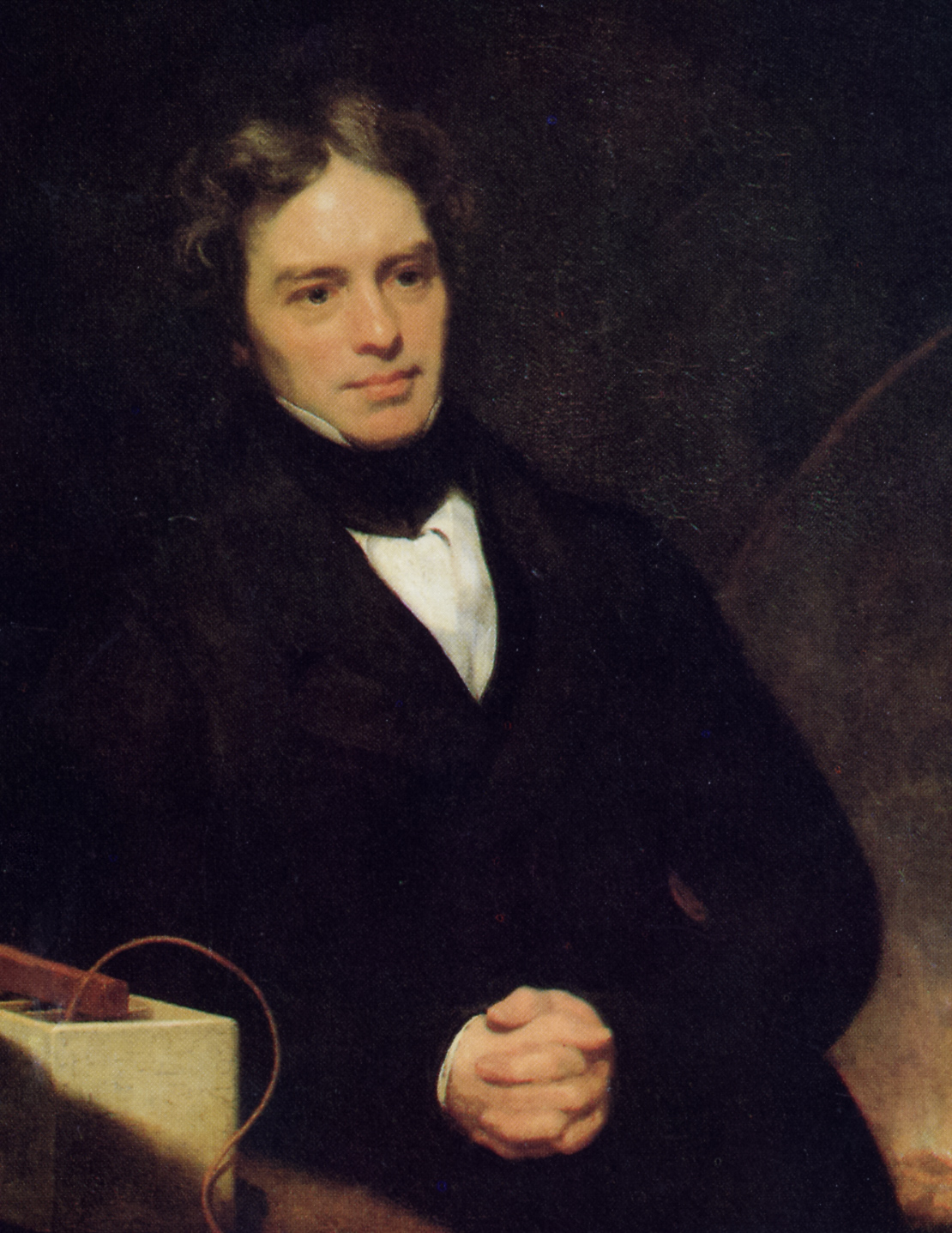
Michael Faraday (1842)

- 1831 entdeckten, erforschten und veröffentlichten Joseph Henry und Michael Faraday unabhängig voneinander die elektromagnetische Induktion, d. h. die Erzeugung eines elektrischen Stromes aufgrund eines veränderlichen Magnetfeldes (Umkehrung der Entdeckung Oersteds).[16] Nach Henry wurde die SI-Einheit für die Induktivität benannt.
- 1831 baute Joseph Henry den weltweit ersten elektromagnetischen beispielsweise elektromechanischen Telegraphen. Hierzu benutzte er 1000 Meter Kupferdraht innerhalb eines Hörsaals, einen hufeisenförmigen Elektromagneten, einen Dauermagneten, eine Batterie und einen Polwechsler. Durch Umschalten der Polarität des Elektromagneten brachte Henry den Dauermagneten dazu, eine kleine Büroklingel zu läuten.[17][18] Dies war nun eine Telegraphie, die nun nicht mehr aus einer fern ausgelösten elektrochemischen Zersetzung einer Flüssigkeit bestand, sondern einer fern ausgelösten elektromagnetisch mechanischen Bewegung.
- 1832 baute Paul Schilling von Cannstatt mit mechanisch drehenden Magnetnadeln ebenfalls einen elektromagnetischen Telegraphen. Dieser jedoch galt als sehr aufwendig und konnte sich nicht durchsetzen.[19][20][21]
- 1832 erfand Antoine-Hippolyte Pixii den Wechselstromgenerator, eine Maschine die, wenn man sie an einem Hebel dreht, eine Wechselspannung an die Klemmen gibt.[16]
- 1833 veröffentlichte Emil Lenz die Lenzsche Regel, welche in der Elektrizitätslehre von Bedeutung ist.[22]

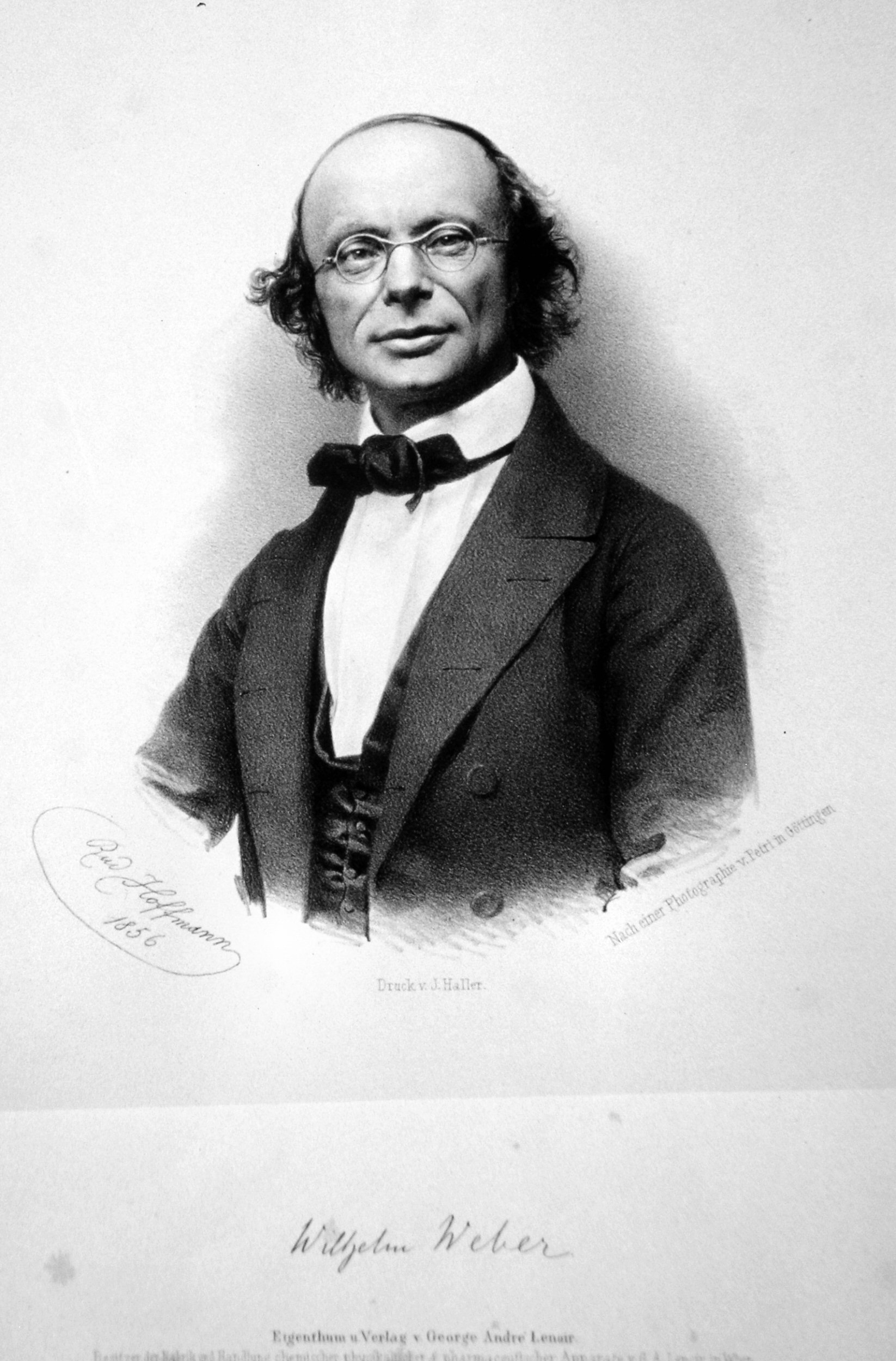
Wilhelm E. Weber (1856)

- 1833 verbanden Carl Friedrich Gauß und Wilhelm E. Weber eine Sternwarte und Physikalisches Kabinett in Göttingen (Distanz von 1500 Meter) mit zwei Drähten und bauten eine elektromagnetische Telegraphenanlage. Die verwendeten beweglichen Spulen bewegten ein Lichtsystem mit Spiegeln. Für die Nachrichtenübermittlung verwendeten sie einen Binärcode. Dieser war dem Morsecode bereits sehr ähnlich. 1900 wurde die CGS-Einheit für die magnetische Flussdichte nach Gauß benannt. Die SI-Einheit für den magnetischen Fluss wurde nach Weber benannt.
- 1833 entdeckte Michael Faraday, dass bestimmte Materialien sich elektrisch anders verhalten als die typischen metallischen Leiter. So bemerkte er, dass der Widerstand von Silbersulfid mit sinkender Temperatur abnimmt. Dies ist umgekehrt zu der bei Metallen beobachteten Abhängigkeit. Er gilt somit in vielen Kreisen als der Entdecker der Halbleiter und Begründer der Halbleitertechnik.[23]
- Im Mai 1834 entwickelte Moritz Jacobi den ersten rotierenden Elektromotor mit Gleichstrom, der tatsächlich eine bemerkenswerte und brauchbare mechanische Leistung abgab.[16] Er war somit in der Lage, das weltweit erste Elektroboot (das Jacobi-Boot) zu bauen, welches er 1838 mit einer Fahrt auf der Newa in Sankt Petersburg demonstrierte (Mit 0,3 kW 7,5 km 2,5 km/h). 1839 konnte er die mechanische Leistung seines Motors auf 1 kW erhöhen und erreichte mit dem Boot dann Geschwindigkeiten von bis zu 4 km/h.[24]
- 1834 ermittelte Charles Wheatstone experimentell in England noch relativ ungenau die Stromgeschwindigkeit zu 400 000 km/s, und verifizierte somit die Hypothese von Sir Francis Ronalds, dass die Stromgeschwindigkeit endlich ist.[3]

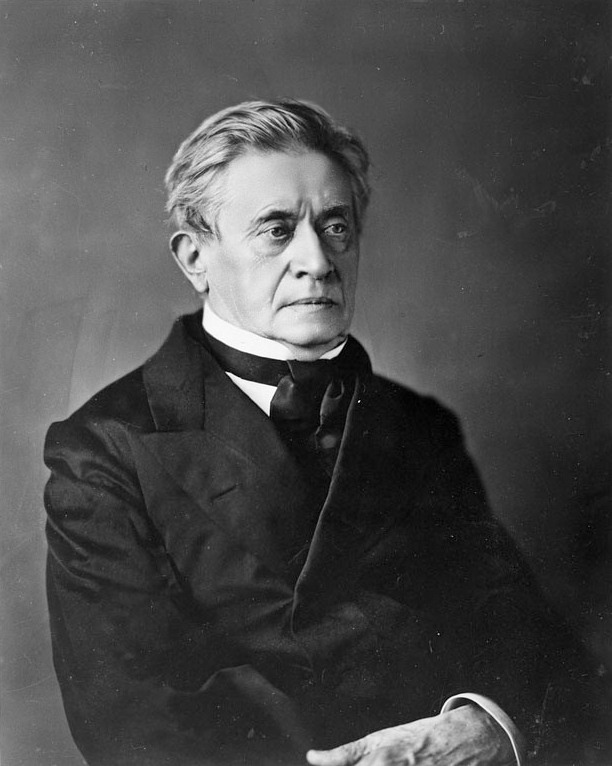
Joseph Henry (1874)

- 1835 erfand Joseph Henry das Relais. Er entwickelte einen Telegraphen von seinem Labor zu seinem Haus. Hierbei verwendete er als weltweit Erster einen klassischen Aufbau des Relais mit 2 elektrischen Stromkreisen beispielsweise mit einem Arbeitsstromkreis. Samuel F. B. Morse besserte nach Korrespondenz mit Henry das Relais in den nachfolgenden Jahren so, dass längere Distanzen bei der elektromagnetischen Telegraphie kommerziell möglich wurden.[17][18][25]
- Am 25. Juli 1835 präsentierte James Bowman Lindsay in Dundee eine elektrische Glühbirne, d. h. die weltweit erste elektrische Lichtquelle mit einem Glaskolben.
- 1835 beschrieb Emil Lenz in einer Formel die Temperaturabhängigkeit des elektrischen Widerstands bei Metallen.[22]
- 1836 entwickelte Nicholas Callan den ersten Funkeninduktor (engl. induction coil).[26][27]
- 1837 erhielt Thomas Davenport das weltweit erste Patent auf einen Gleichstrom-Elektromotor.[28] Das Patent hatte er bereits 1835 einreicht und baute im gleichen Jahr, mit dem von ihm entwickelten Elektromotor, ein Mini-Modell eines elektrisch angetriebenen Schienenfahrzeugs auf einem Schienenkreis von vier Fuß Durchmesser. Dies war somit das weltweit erste elektrisch angetriebene Schienenfahrzeug.[29]

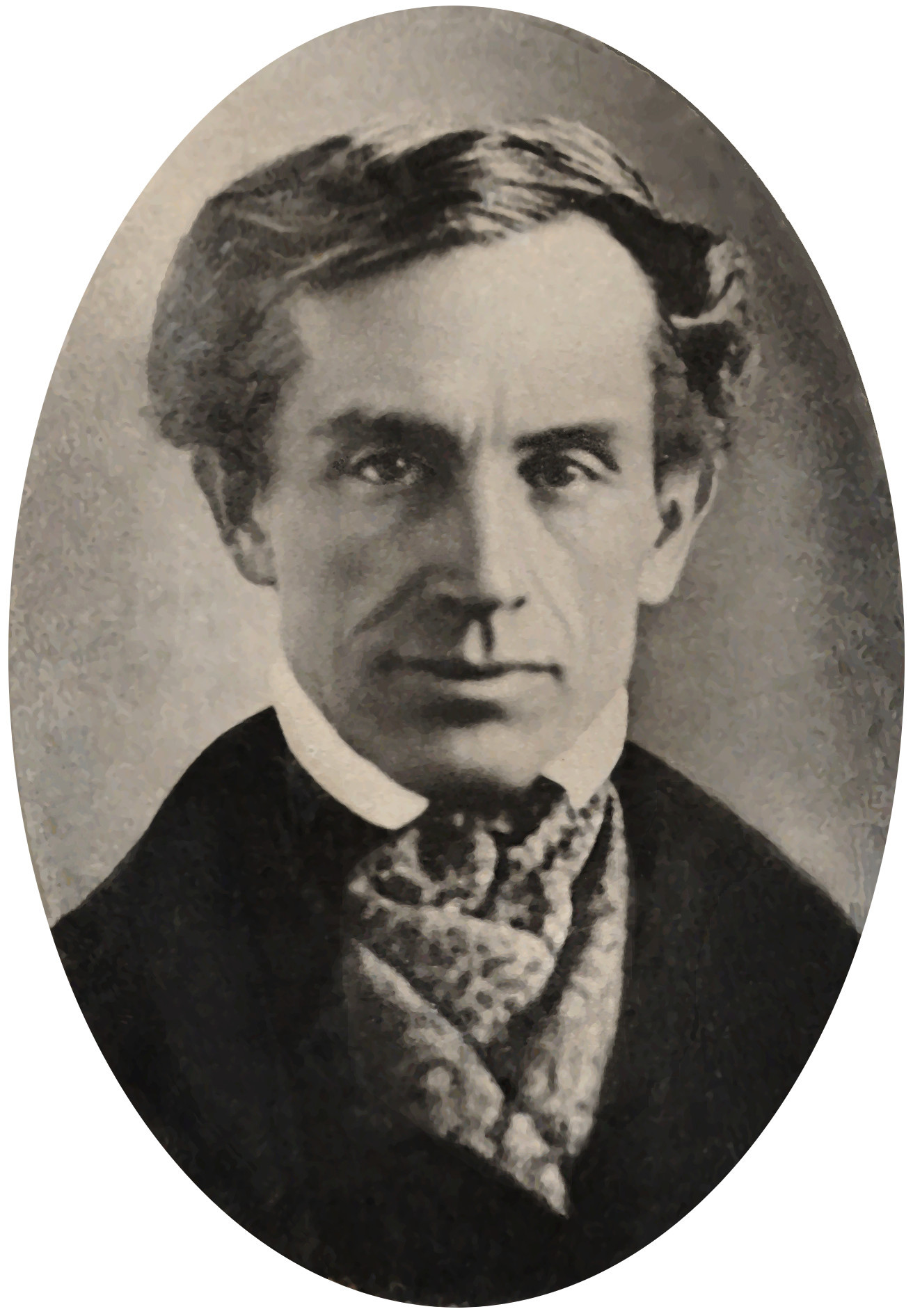
Samuel Morse (1840)

- 1840 entwickelten Samuel F. B. Morse und seine Mitarbeiter deutlich verbesserte elektrische Telegraphen. Und mit seinem erfundenen Morsecode standardisierte und revolutionierte er die telegrafische Übermittlung. Dies schuf die Basis für die spätere Entwicklung der Typendrucktelegrafen, Hellschreiber und Fernschreiber.
- 1843 entwickelte Alexander Bain einen Kopiertelegraphen und meldeten diesen zum Patent an. Dieses System konnte Texte und Zeichnungen in Form von Schwarzweiß-Bilder elektrisch übertragen. Dies war somit das weltweit erste Telefaxgerät.[30] Hierfür entwickelte er einfache Grundlagen der elektrischen Bildzerlegung und damit auch eine erste theoretische Basis für die spätere Bildtelegrafie und das spätere Fernsehen.
- 1845 formulierte Gustav Robert Kirchhoff die Kirchhoffsche Regeln, grundlegende Gesetze der Elektrotechnik.
- 1847 veröffentlichte Louis Clément François Breguet die Idee der Schmelzsicherung, um Geräte und Leitungen vor einschlagenden Blitzen zu schützen. Patentiert (US438305A Fuse Block) wurde sie allerdings erst am 14. Oktober 1890 von Thomas Edison, der ebenso ihre Wichtigkeit als Schutzelement für zukünftige Stromnetze vor Blitzen oder zu hohen Strömen erkannte.
- 1854 erfand Wilhelm Josef Sinsteden den Bleiakkumulator.
- 1857 erfand Heinrich Geißler die Leuchtstofflampe.
- 1858 entstand die erste transatlantische Telegrafenverbindung. Verlegt wurde ein über 4500 Kilometer langes Seekabel zwischen Irland und Neufundland.
- 1858 entdeckt Julius Plücker die Kathodenstrahlen.[31]
- 1859 meldete George B. Simpson das Patent (US25532A electrical heating apparatus) und erfand somit den Elektroherd. In die Platte eines Kohleherdes integrierte er einen Draht und die Spannungsquelle war damals noch eine Batterie.
- 1860 erfanden Antonio Meucci und Philipp Reis das elektrische Telefon. Philipp Reis erfand 1860 am Institut Garnier in Friedrichsdorf das Telefon und damit die elektrische Sprachübermittlung. Allerdings wurde seiner Erfindung keine große Beachtung geschenkt, so dass erst 1876 Alexander Graham Bell in den USA das erste wirtschaftlich verwendbare Telefon konstruierte und auch erfolgreich vermarktete.
- 1861 erfand Ányos István Jedlik den Gleichstromgenerator, assoziiert mit dem Begriff Dynamo. Falls dies stimmt, wären das 5 Jahre vor Werner von Siemens der in vielen Kreisen als Erfinder des Dynamo angesehen wird. Es soll Aufzeichnungen geben, die sogar besagen, dass Søren Hjorth bereits im Jahr 1854 das erste Patent auf eine selbsterregte Dynamomaschine erhielt.

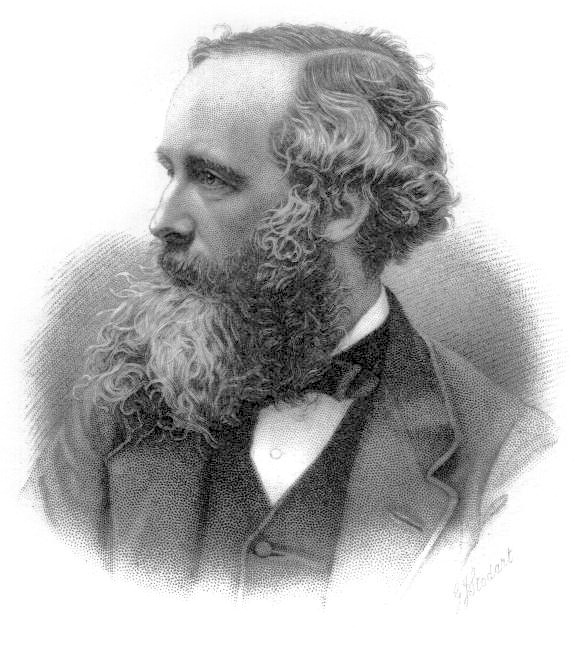
James Clerk Maxwell

- Michael Faraday leistete einen großen Beitrag auf dem Gebiet der elektrischen und magnetischen Felder, von ihm stammt auch der Begriff der „Feldlinie“. Die Erkenntnisse Faradays waren die Grundlage für James Clerk Maxwells Arbeiten. Er vervollständigte die Theorie des Elektromagnetismus zur Elektrodynamik und deren mathematische Formulierung. Die Quintessenz seiner Arbeit, die 1864 eingereichten und 1865 veröffentlichten Maxwell-Gleichungen,[32] sind eine der grundlegenden Theorien in der Elektrotechnik. 1935 wurde die CGS-Einheit für den magnetischen Fluss nach ihm benannt.

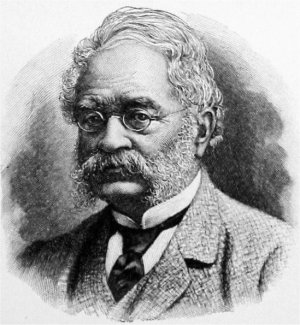
Werner von Siemens

- Zu den Wegbereitern der „Starkstromtechnik“ gehörte Werner Siemens (ab 1888 von Siemens), der 1866 mittels des dynamoelektrischen Prinzips die ersten leistungsstarken elektrische Gleichstromgeneratoren für industrielle Zwecke entwickelte und industriell herstellen ließ. Elektrische Energie war somit erstmals in nennenswert nutzbarer Menge verfügbar. Er ist Mitgründer des Technologiekonzerns Siemens. Nach ihm wurde die SI-Einheit für den elektrischen Leitwert benannt.
- 1868 entdeckte Johann Wilhelm Hittorf die magnetische Ablenkung der Kathodenstrahlen.
- 1871 zeigte Zénobe Gramme eine neuartige Version der Gleichstrommaschine, die Gramme-Maschine bzw. Grammescher Ring. 1873 fand dann Hippolyte Fontaine heraus, dass ohne Modifikation die Gramme-Maschine, ein Gleichstrommotor, auch als Gleichstromgenerator genutzt werden kann. Somit entdeckte er die Energie-Reversibilität elektromagnetischer Maschinen.
- 1873 entdeckte Frederick Guthrie, dass ein positiv geladenes Elektroskop entladen wird, wenn man ein geerdetes, glühendes Metallstück in die Nähe brachte. Bei negativ geladenem Elektroskop passiert nichts, woraus er folgte, dass der elektrische Strom in diesem Metallstück nur in eine Richtung fließen konnte. 1874 entdeckte Karl Ferdinand Braun an der Universität die richtungsabhängige elektrische Leitung in bestimmten Kristallen. Somit entdeckten beide den Gleichrichteffekt von Halbleitern und erfanden die Halbleiterdiode, ein Bauteil das zu den wichtigsten Halbleiterbauteilen der Elektronik gehört.[33]
- 1876 entwickelte Pawel Nikolajewitsch Jablotschkow eine verbesserte Form der Kohlebogenlampe, die Jablotschkowsche Kerze, und verwendete für deren Betrieb Induktionsspulen, einige Quellen sehen darin, dass dies prinzipiell den weltweit ersten praktischen Transformator darstellt.[26][34]
- Zwischen 1877 und 1888 wurden die ersten Klinkenstecker (engl. phone jack, audio jack) entwickelt (Patente: US293198A telephone switch, US305021A multiple switch board, US385528A spring jack switch)[35], welche auch heute noch (unter anderem als Klinkenstecker mit 3,5 mm Durchmesser für Kopfhörer) verwendet werden.

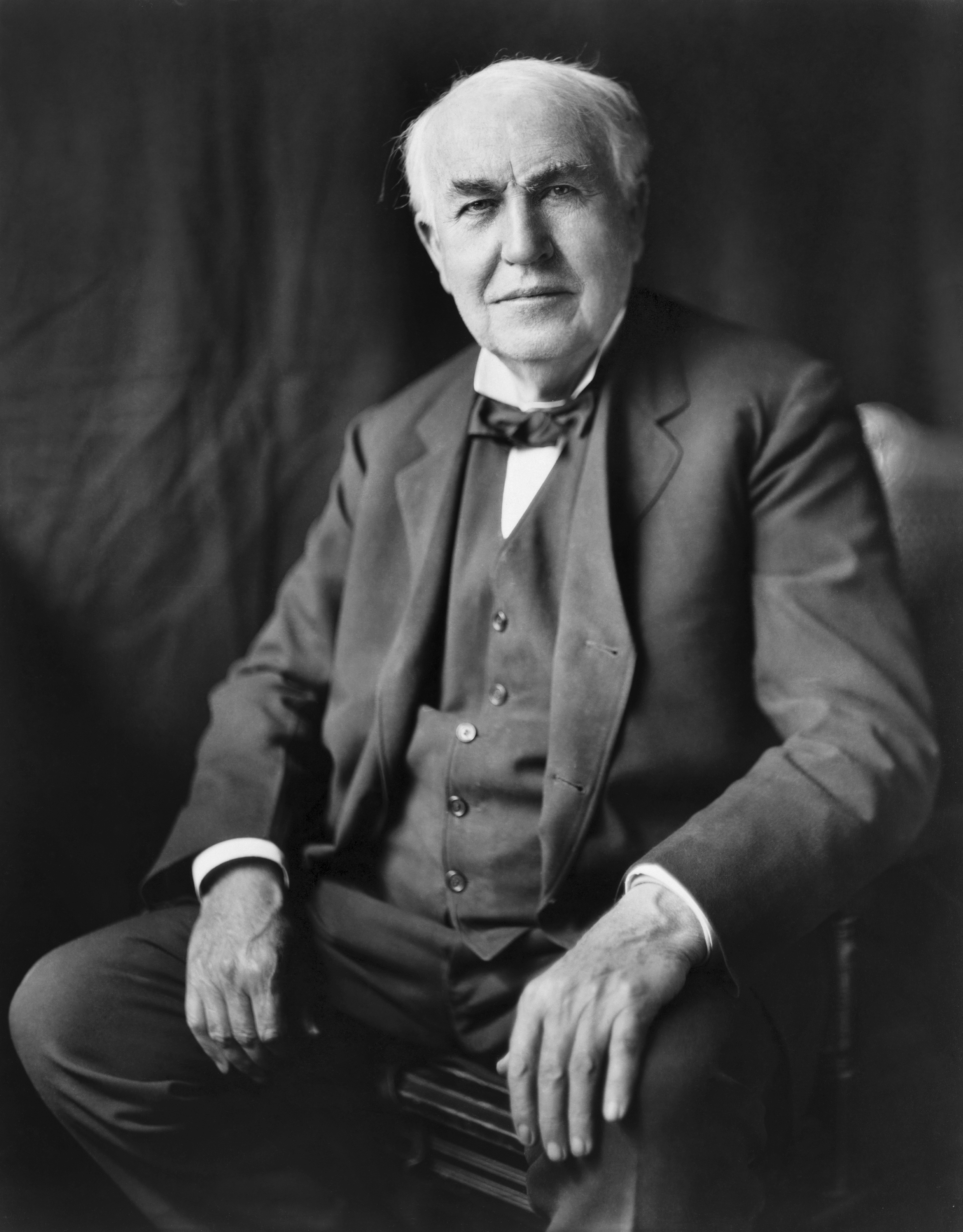
Thomas Edison (1922)

- 1879 erfand Thomas Alva Edison mit der Kohlefadenglühlampe eine deutlich verbesserte Version bisheriger Glühlampen, und brachte somit das elektrische Licht zu den Menschen. In der Folge hielt Elektrizität Einzug in immer größere Bereiche des Lebens. Zur gleichen Zeit wirkten Nikola Tesla und Michail von Dolivo-Dobrowolsky, die Pioniere des Wechselstroms waren und ein Jahrzehnt später durch ihre bahnbrechenden Erfindungen die Grundlagen der heutigen Energieversorgungssysteme schufen. Edison ist Mitgründer des Technologiekonzerns General Electric.
- 1879 wurde der weltweit erste tödliche Stromunfall durch vom Menschen erzeugte Elektrizität dokumentiert, als ein Bühnenarbeiter in Lyon, Frankreich, eine 250-Volt-Leitung berührte.[36][37]
- 1879 entdeckte William Crookes, dass Kathodenstrahlen aus Teilchen bestehen.
- 1879 wurde von Siemens & Halske die erste öffentliche elektrische Bahn der Welt in Betrieb genommen. 3 PS, 150 VDC, 6.5 km/h auf der Berliner Gewerbeausstellung.[38]
- 1879 prägte Siemens das Wort Elektrotechnik, als er Heinrich von Stephan die Gründung eines Elektrotechnischen Vereins vorschlug. Als dessen erster Präsident setzte er sich für die Errichtung von Lehrstühlen der Elektrotechnik an technischen Hochschulen in ganz Deutschland ein.
- 1880 ging der weltweit erste elektrische Personenaufzug in Betrieb.[39]
- Am 12. Mai 1881 wurde von Siemens & Halske die erste öffentliche elektrische Straßenbahn der Welt in Betrieb genommen. 2,5 km, 30 km/h in Berlin-Lichterfelde.[38][40] Bereits 13 Jahre später um 1894 waren in Europa 300 km und in den USA 12.000 km elektrische Bahnstrecken in Betrieb.[12]
- Im August 1881 fand in Paris die erste Internationale Elektrizitätsausstellung und erster internationaler Elektrizitätskongress statt.

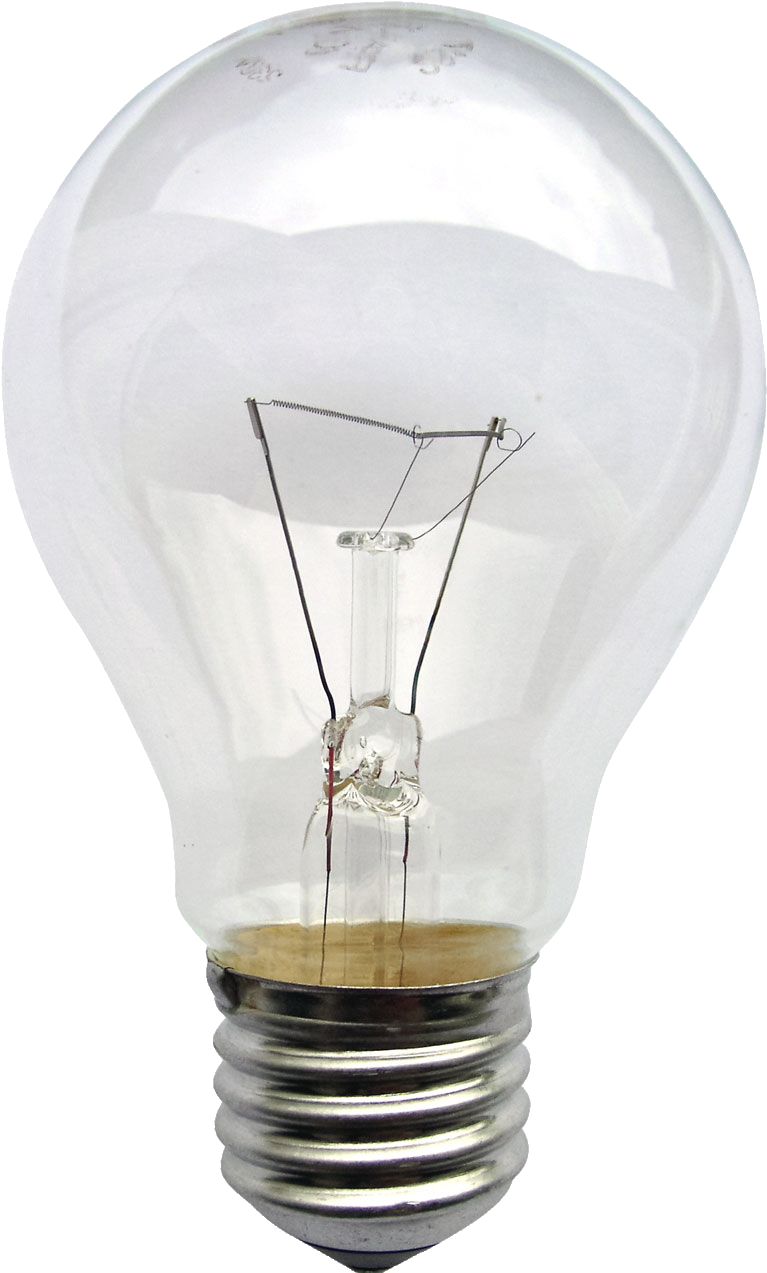
Moderne Edisonsockel-Glühlampe (2004)

- Im Dezember 1881 patentierte Edison den Lampensockel bzw. Edisonsockel (US251554A Electric lamp socket or holder).
- Im September 1882 begann Edison in Manhattan erste Kraftwerke zu errichten, die den Strom für seine Gleichspannungsnetze in der Stadt lieferten.[41] Um die Städte zu elektrifizieren und zu beleuchten, musste alle 800 m ein Kraftwerk errichtet werden, da Gleichstrom über weite Strecken zu transportieren und zu verteilen sehr unwirtschaftlich ist. So war bereits klar, dass die Elektrifizierung auf dem Land sehr unwirtschaftlich sein wird.
- Im Juli 1882 reichte Henry W. Seely das weltweit erste Patent eines elektrischen Bügeleisens ein (US259054A Electric flat iron).[42]
- 1882 erfanden Lucien Gaulard und John Dixon Gibbs einen Transformator, den sie am Anfang noch „Sekundär-Generator“ nannten, und entwickelten damit die weltweit erste Wechselstromübertragung. Mit ihrer Erfindung waren sie 1883 in der Lage einen Wechselstrom mit 2000 Volt über eine Versuchsstrecke von 40 km mit geringen Verlusten und kleinen Kupferleiterleiterquerschnitte zu übertragen, und 1884 eine Versuchsstrecke zwischen Turin und Lanzo von 80 km zu ermöglichen. Dies zeigte, dass der Wechselstrom, zu dieser Zeit, wirtschaftlicher transportiert und verteilt werden kann als der von Edison für das Stromnetz favorisierte Gleichstrom. Lampen für den Wechselstrom gab es bereits. Allerdings gab es noch keine brauchbaren Wechselstrommotoren.
- Am 1. Februar 1883 führte Edison für seine Stromnetze den weltweit ersten Stromzähler ein. Dieser als Edisonzähler bezeichnete Stromzähler konnte nur Gleichströme erfassen.
- 1883 begründete Erasmus Kittler an der TH Darmstadt (heute TU Darmstadt) den weltweit ersten Studiengang für Elektrotechnik. Der Studiengang dauerte vier Jahre und schloss mit einer Prüfung zum „Elektrotechnikingenieur“ ab. 1885 und 1886 folgten das University College London (GB) und die University of Missouri (USA), die weitere eigenständige Lehrstühle für Elektrotechnik einrichteten. Die so ausgebildeten Ingenieure waren erforderlich, um eine großflächige Elektrifizierung zu ermöglichen.
- 1884 patentierte Paul Nipkow die Nipkow-Scheibe, welche er als „Elektrisches Teleskops“ bezeichnete. Dies schuf die Grundlage für das (elektromechanische) Fernsehen.

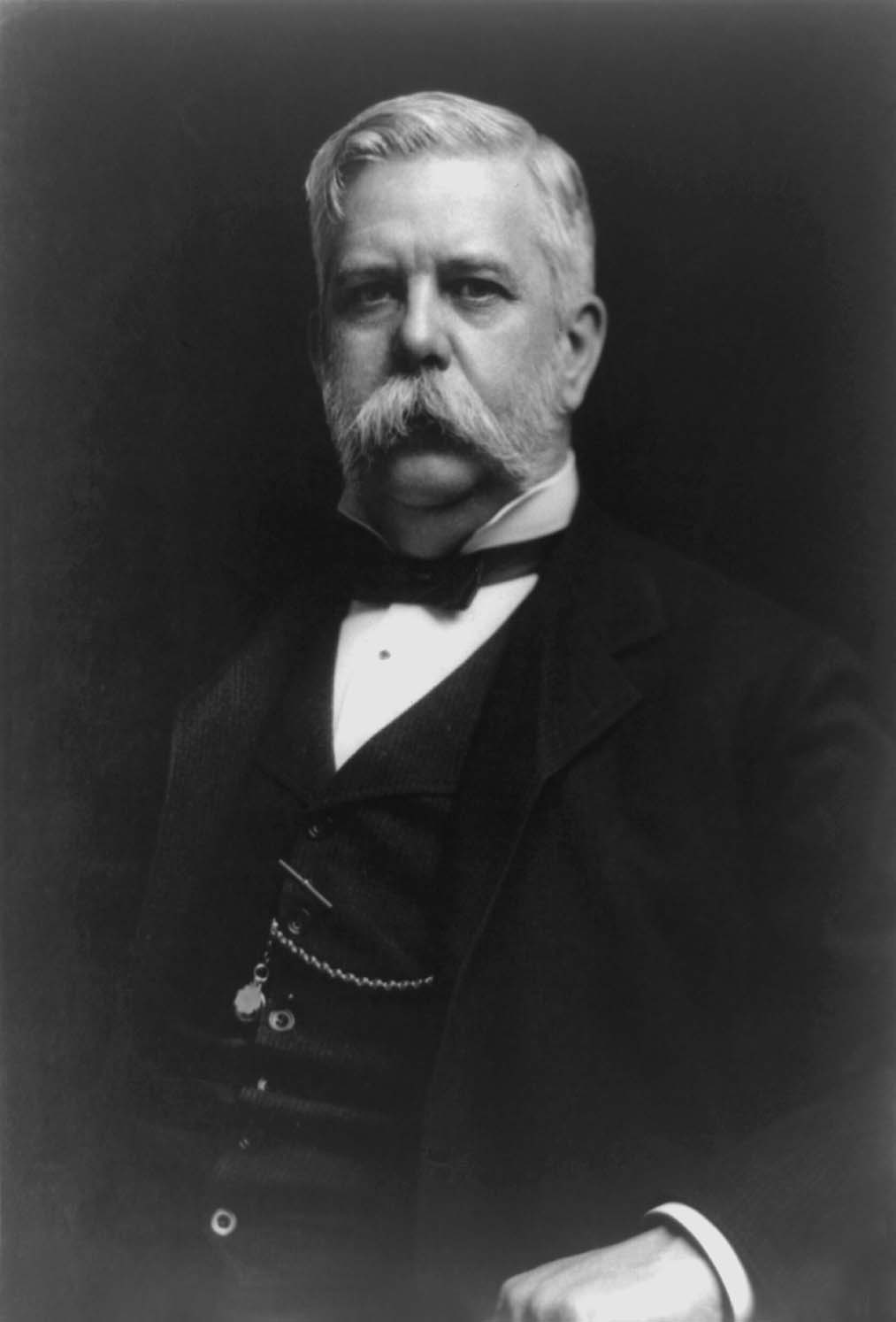
George Westinghouse

- Am 20. März 1886 demonstrierte William Stanley in Great Barrington Massachusetts die erste U.S. amerikanische Wechselspannungsübertragung und Verteilung mittels Generatoren, Transformatoren und einer Hochspannungsleitung über eine Kurzstrecke von mehreren hundert Metern. Er setzte einen weiterentwickelten Transformator ein (US349611A Induction coil). Dies war der erste für kommerzielle Zwecke produzierte Transformator.[34] Im Sommer 1886 testete der Industrielle George Westinghouse in Pittsburgh das gleiche System mit einer Versuchsstrecke von 3 Meilen. Ab diesem Zeitpunkt begann Edisons Propaganda gegen das Wechselstromsystem, dies sollte in den USA als sogenannter Stromkrieg (AC (alternating current) gegen DC (direct current)) und weltweit als erster Formatkrieg in die Geschichte eingehen.

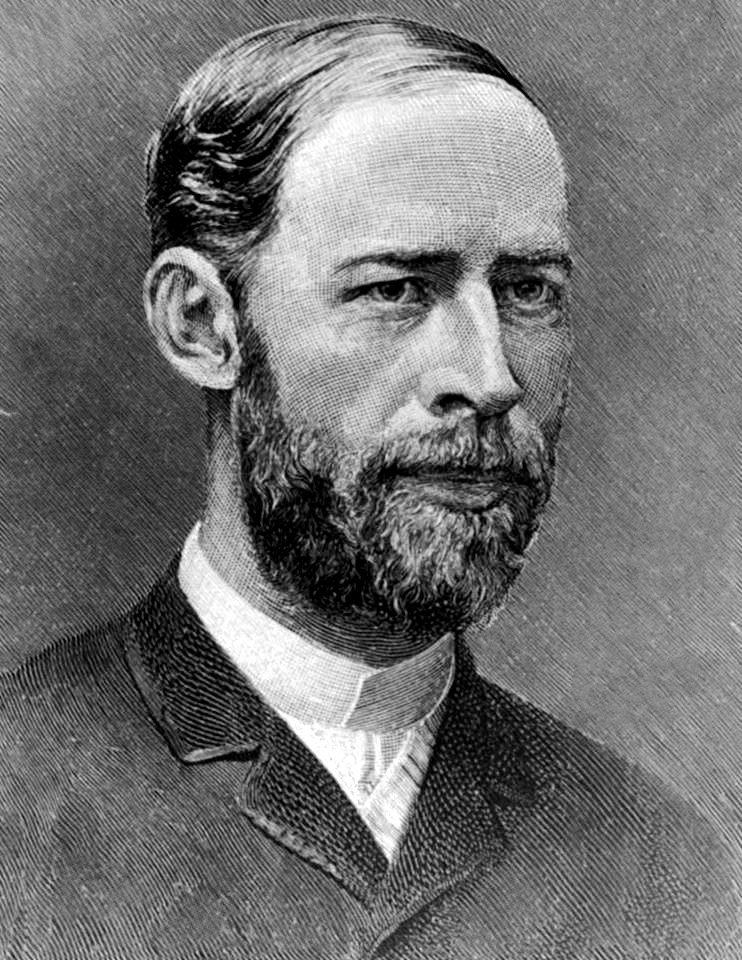
Heinrich Hertz

- Am 13. November 1886 gelang Heinrich Hertz der experimentelle Nachweis der Maxwell-Gleichungen.[43] Die Berliner Akademie der Wissenschaften unterrichtete er am 13. Dezember 1888 in seinem Forschungsbericht „Über Strahlen elektrischer Kraft“ über die elektromagnetischen Wellen. Durch den Nachweis der Existenz elektromagnetischer Wellen wurde er zum Begründer der drahtlosen Nachrichtentechnik. 1930 wurde die abgeleitete SI-Einheit der Frequenz nach ihm benannt.

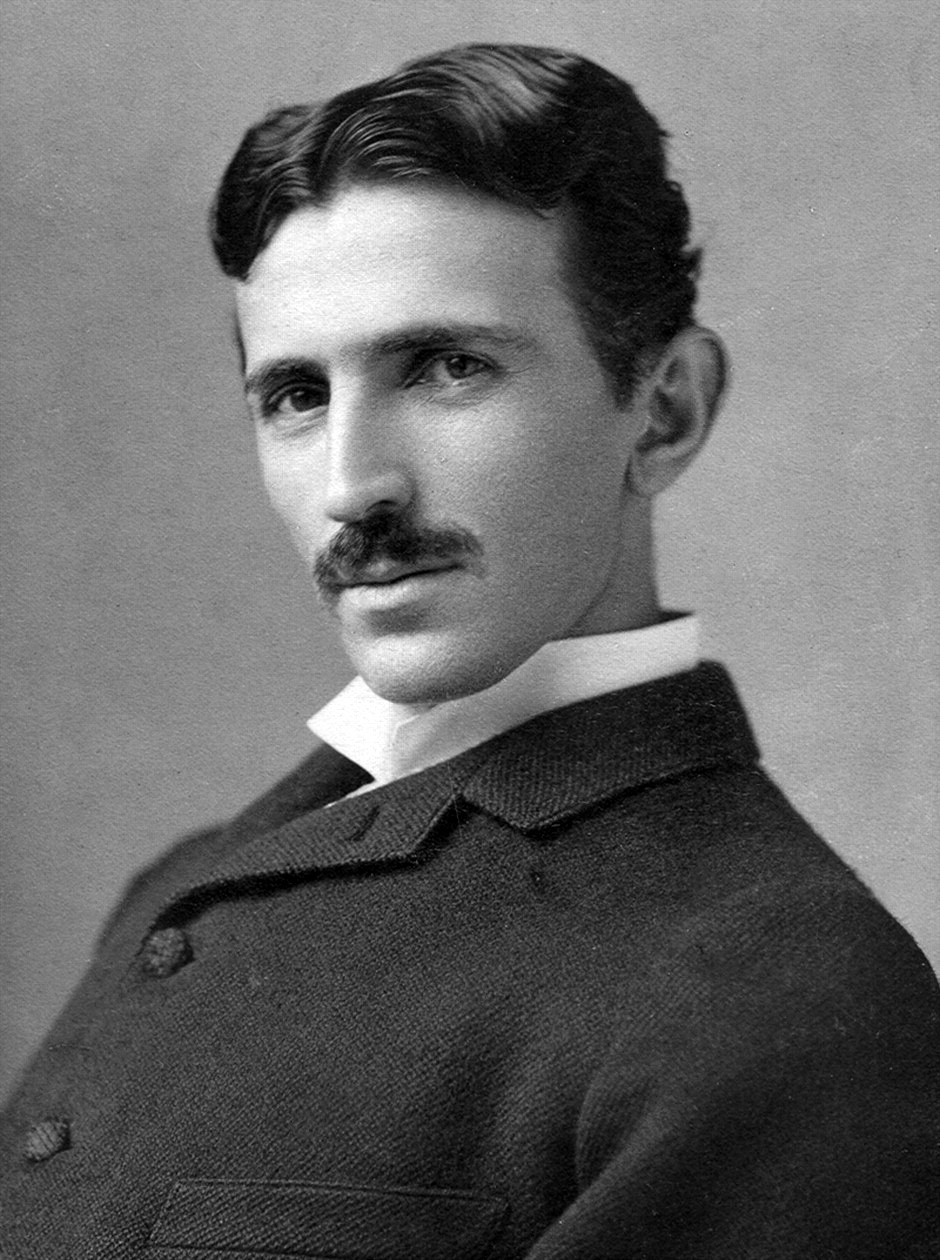
Nikola Tesla (1890)

- Am 12. Oktober 1887 meldete Nikola Tesla einen zweiphasigen Synchron-Wechselstrommotor zum Patent (US381968A Electro-magnetic motor) an. Nach seinen Angaben hatte er das Prinzip bereits 1882 erfunden. Dies war der erste brauchbare Motor für Wechselstrom. Durch diese Erfindung entstand die Bekanntschaft mit Westinghouse der ebenso bereits die großen Vorteile des Wechselstroms erkannte und bereit war alle Patente von Tesla zu kaufen. 1970 wurde die abgeleitete SI-Einheit für die magnetische Flussdichte nach ihm benannt.
- Am 11. März 1888 veröffentlicht Galileo Ferraris an der Universität seine Forschungsergebnisse zu seinen erfundenen zwei- und mehrphasigen Asynchron-Wechselstrommotoren (Induktionsmotoren). Drehfeldmaschinen wie diese haben den Vorteil, dass sie ohne Schleifringe und Kommutator auskommen. Allerdings schlussfolgerte er in seiner Arbeit fälschlicherweise anhand eines Denkfehlers, dass diese Motoren energieineffizient seien, so dass er die Forschung auf diesem Gebiet einstellte.
- Am 1. Mai 1888 meldete Tesla den Induktionsmotor (Zweiphasen-Asynchronmotor) zum Patent (US382279A Electro Magnetic Motor) an. Somit gelten Ferraris und Tesla in vielen Kreisen als die Erfinder des Induktionsmotors (Mehrphasigen-Asynchronmaschine). 1893 wurde bei der Weltausstellung World’s Columbian Exposition das Tesla-Kolumbus-Ei (Tesla's Egg of Columbus) vorgeführt, welches das Prinzip des Induktionsmotor veranschaulichen sollte. Nach Tesla's Aussagen hatte er es bereits 1887 einem New Yorker Investor vorgeführt um Gelder für seine Wechselstromtechnik zu erhalten.

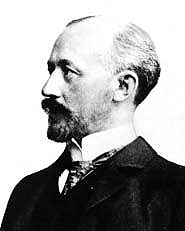
Michail Dolivo-Dobrowolski (1908)

- Inspiriert von den Forschungsergebnissen von Ferraris erfand Michail von Dolivo-Dobrowolsky 1888 die Drehstrom-Asynchronmaschine (Dreiphasen-Asynchronmotor) und Drehstrom-Synchronmaschine, und experimentierte als Erster mit Stern-Dreieck-Anlaufschaltungen und Drehstrom-Schleifringläufermotoren. Er entwickelte daraufhin auch Generatoren mit Dreiphasenwechselstrom, das Wechselstromsystem das sich bis heute in den elektrischen Energieverteilungs- und Transportnetzen als Standard durchgesetzt hat. In den USA hielt George Westinghouse allerdings noch einige Jahre an dem von Nikola Tesla erfundenen Zweiphasenwechselstrom-Vierleitersystem fest.
- Im August 1889 erhielt Michail von Dolivo-Dobrowolsky das Patent für einen dreischenkeligen Drehstromtransformator. Damit begann der Siegeszug des dreiphasigen Wechselstroms.[44]
- 1889 leiteten Oliver Heaviside und 1895 Hendrik Antoon Lorentz die korrekte mathematische Formulierung der Lorentzkraft ab.
- 1890 hatte Alexandre-Ferdinand Godefroy den Vorläufer eines Haartrockners erfunden und nutzte ihn in Paris in seinem Haarsalon.
- 1890 J. Joubert führte in Frankreich den Begriff „Impedanz“ in die Elektrotechnik (Wechselstromtechnik) ein.[3]
- 1891 leiteten und bauten der Ingenieur Oskar von Miller und Michail von Dolivo-Dobrowolsky die Drehstromübertragung Lauffen–Frankfurt, die erste Übertragung elektrischer Energie mit hochgespanntem Drehstrom (175 km mit 25 kV).[44]
- 1891 führte Silvanus Phillips Thomson den Begriff Wirkfaktor „cosφ“ in die Elektrotechnik (Wechselstromtechnik) ein.[3]
- Januar 1893, die Gründung des Verband Deutscher Elektrotechniker (VDE) heute Verband der Elektrotechnik, Elektronik und Informationstechnik (VDE), und 1895 wurden mit der VDE 0100 die ersten Sicherheitsvorschriften für elektrische Starkstromanlagen des VDE beschlossen.[45]

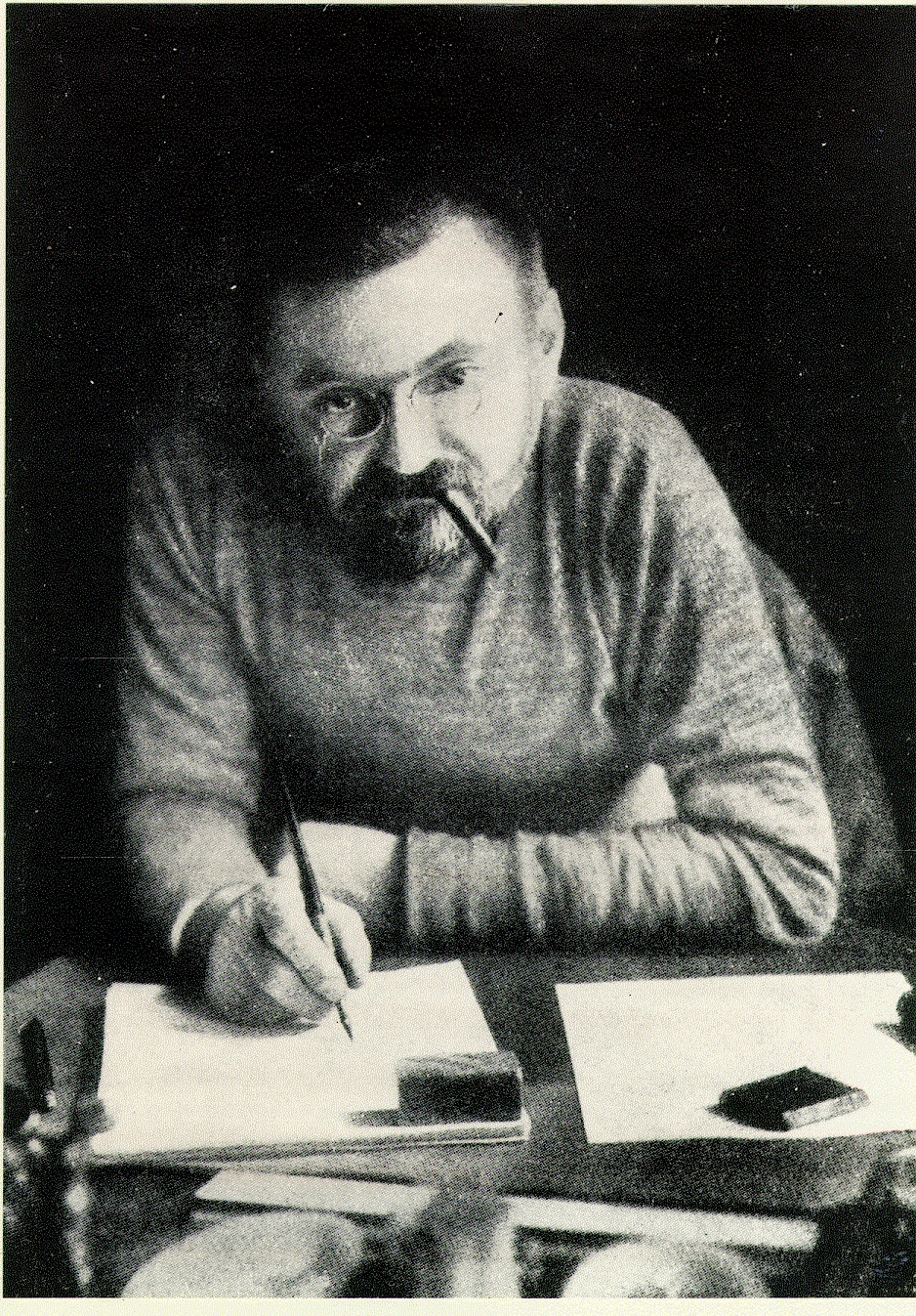
Charles Proteus Steinmetz (1910)

- 1893 legte der Elektroingenieur Charles Proteus Steinmetz mit seiner Dissertation die Grundlagen der komplexen Wechselstromrechnung. Im gleichen Jahr veröffentlichte Oliver Heaviside sein Buch Electromagnetic theory in der er die Operatorenrechnung nach Heaviside beschreibt. Beide waren somit die ersten die eine Operatorenrechnung für die Wechselstromtechnik anwendeten und entwickelten.
- 1894 führte C. P. Steinmetz den Begriff Blindwiderstand „Reaktanz“ und G. Kapp in England den Begriff „Leistungsfaktor“ in die Elektrotechnik (Wechselstromtechnik) ein.[3]
- Dezember 1895 veröffentlichte Wilhelm Conrad Röntgen die Entdeckung der Röntgenstrahlung. Anhand dieser  konnte er auf einem Fluoreszenzschirm Objekte abbilden. Somit legte er die Grundlage für die Weiterentwicklung der Röntgengeräte. Hierfür erhielt Röntgen 1901 den Nobelpreis.
- Ende 1896 wird die erste US-amerikanische elektrische Energieübertragung mittels Hochspannungsfernleitung eingeweiht. Gebaut von Tesla und Westinghouse führt sie von den Niagarafällen zur Stadt Buffalo im Staate New York über eine Distanz von 22 Meilen (35 km mit 11 kV). Diese Leitung ein dreiphasiges Drehstromsystem, allerdings mit drei einphasigen Transformatoren, da der dreischenkelige Drehstromtransformator von Dobrowolsky patentiert ist.[44] Ziel war es, die Wasserkraft der Niagarafälle in die Großstädte zu bekommen. Dieser Erfolg beendete den Stromkrieg zugunsten des Wechselstroms.

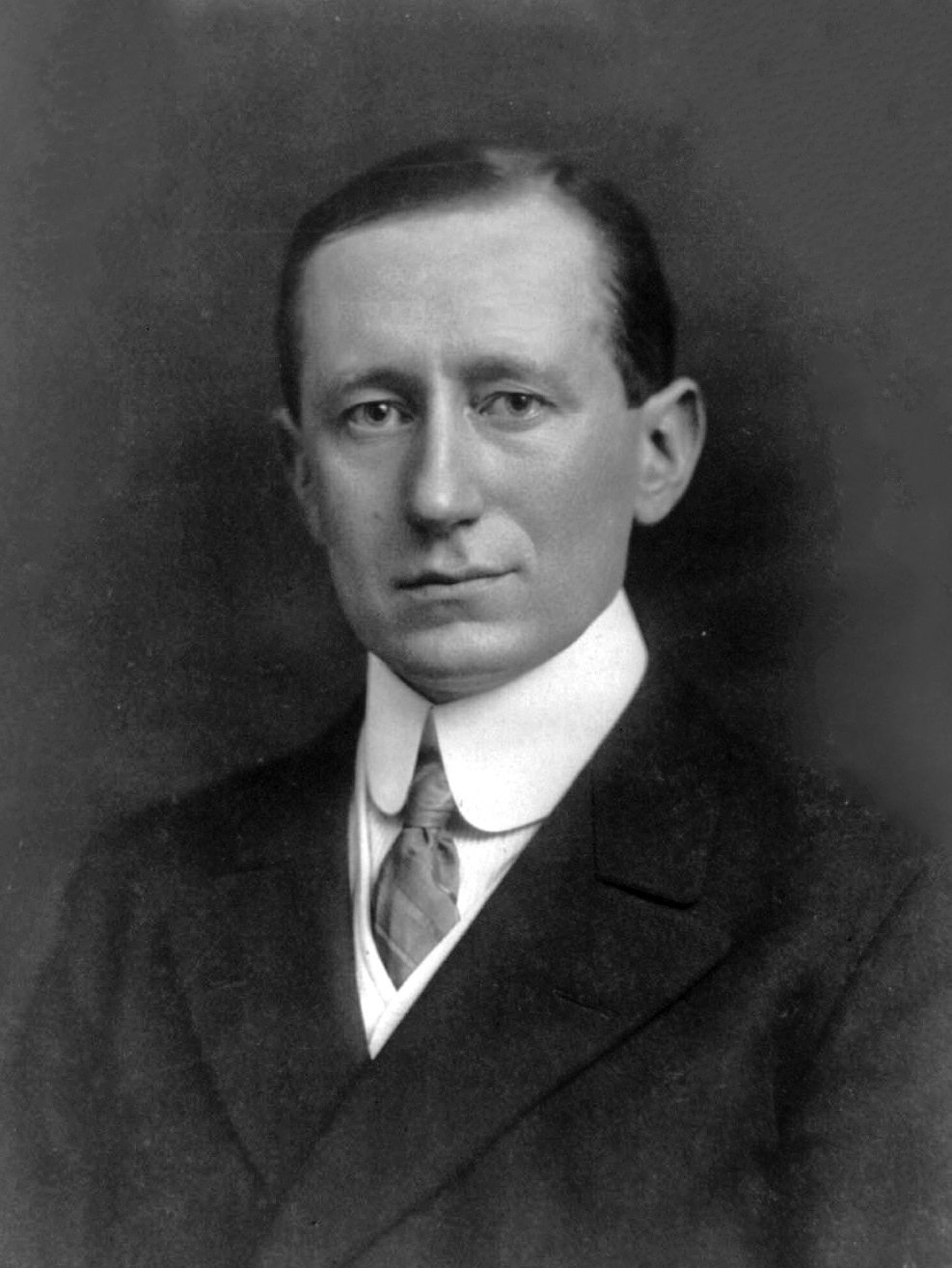
Guglielmo Marconi (1907)

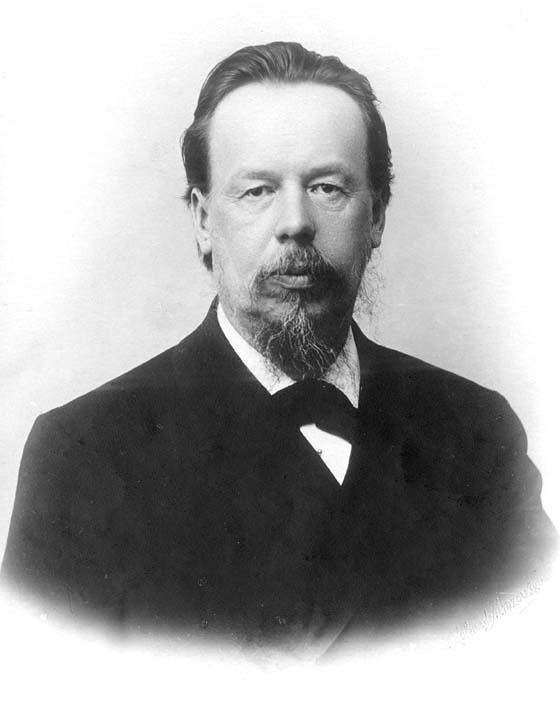
Alexander Popow

- 1896 führte Alexander Popow eine drahtlose Signalübertragung über eine Entfernung von 250 m durch. Im Gegensatz zu Marconi verabsäumte Popow aber die Patentierung seiner Erfindung. Das Verdienst der ersten praktischen Nutzung der Funken-Telegrafie stand somit Guglielmo Marconi zu. Nachdem er im Juni 1896 seinen Funken-Telegrafen in Großbritannien zum Patent angemeldet hatte, übertrug Marconi im Mai 1897 ein Morsezeichen über eine Distanz von 5,3 Kilometer.[46] Am 12. Dezember 1901 feiert Marconi seinen großen Triumph: Zum ersten Mal in der Geschichte schickt ein Mensch eine Radiobotschaft quer über den Atlantik. Er sendet per Morsecode den Buchstaben „S“. 1909 erhalten Marconi und Ferdinand Braun für diese Leistung den Nobelpreis. Tesla soll jedoch bereits 1893 solche Funksysteme vorgeführt und in den darauffolgenden Jahren auch mehrere Patente eingereicht haben. Tesla widmete allerdings seine Zeit der Realisierung drahtloser Übertragung von Energie anstatt der Übertragung von Nachrichten. 1943 wurde vom obersten Gerichtshof von Amerika Nikola Tesla als alleiniger Erfinder des Radios anerkannt, denn Marconi verletzte bei seinen Radiofunksystemen 17 von Tesla's Patenten.[47][48]
- Das Elektron wurde 1897 von Joseph John Thomson als Elementarteilchen erstmals nachgewiesen (er nannte es erst corpuscule). Er gab dann der Elementarladung später den Namen Elektron. 1906 erhielt er dafür den Nobelpreis für Physik.
- 1897 entwickelte Karl Ferdinand Braun die erste Kathodenstrahlröhre. Verbesserte Varianten kamen zunächst in Oszilloskopen und Jahrzehnte später als Bildröhren in vollelektronischen Fernsehgeräten und Computermonitoren zum Einsatz.

### 20. Jahrhundert
- 1903 erfindet und patentiert die Firma Schuckert den Fehlerstromschutzschalter (auch RCD) unter der Bezeichnung Summenstromschaltung zur Erdschlusserfassung (DRP Patent Nr. 160.069[49]). Ein technischer Apparat der in der heutigen Zeit bei allen modernen Sicherungskästen und in Stromnetzen zur Anwendung kommt.
- Christian Hülsmeyer gilt als Erfinder des Radars. Im Jahr 1904 erhielt er ein Patent (Reichspatent Nr. 1655461) für ein Gerät, welches er „Telemobiloskop“ nannte.[50][51]
- 1905 erfand der Elektroingenieur John Ambrose Fleming die erste Radioröhre, die Diode.[12]
- Am 4. März 1906 meldete Robert von Lieben ein Patent an: Das „Kathodenstrahlrelais“, heute Elektronenröhre genannt, diese ermöglichte erstmals die Verstärkung von elektrischen Signalen wie z. B. Tonfrequenzen auf einer elektrischen Leitung.

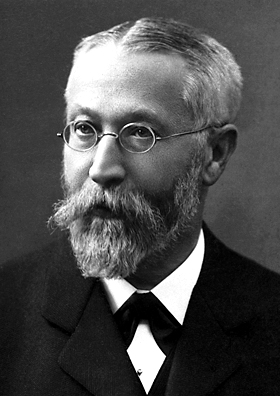
Ferdinand Braun (1909)

- Dies bewies die Eignung der Kathodenstrahlröhre als Bildschreiber (für die Übertragung von Schriftzeichen). Im gleichen Jahr nutzte er eine braunsche Röhre zur Wiedergabe von 20-zeiligen schemenhaften Schattenbildern im Format 3 × 3 cm. Dies war vermutlich der weltweit erste voll-elektrische Fernsehmonitor.

International Electrotechnical Commission

- 26. Juni 1906 Gründung der International Electrotechnical Commission (IEC), eine internationale Normungsorganisation für Normen im Bereich der Elektrotechnik und Elektronik.
- Im Dezember 1906 gelang es dem Elektriker Reginald Fessenden mit einem Maschinensender, ebenso wie 1904 (veröffentlicht 1906) Valdemar Poulsen mit seinem Lichtbogensender, die weltweit erste drahtlose Übertragung von einfachen Tönen.
- Im Oktober 1906 erfand und patentierte Lee De Forest das Audion, dieses bestand aus einer Audion-Röhre und einer Audionschaltung mit der schwache elektrische Signale anhand einer Röhrenschaltung verstärkt werden konnten. Er gilt somit zusammen mit Robert von Lieben als der Erfinder der Elektronenröhre und Triode und sie gelten als Väter des Elektronikzeitalters, da die Elektronenröhre und das Audion wesentlich zur Verbreitung elektronischer Geräte beitrug.[12] Zu dieser Zeit gaben diese Erfindungen der Funktechnik einen wesentlichen Impuls.
- 1907 kam die erste elektrisch angetriebene kommerzielle Waschmaschine auf den Markt, von der “1900” Washer Company aus Binghamton (New York) und der Hurley Machine Co. aus Chicago.
- 1907 wurde die elektrische Ladung durch Robert Millikan bestimmt. Die Elektronenladung, als kleinstes frei auftretendes Ladungsquantum auch Elementarladung genannt, beträgt 1,602·10−19 C (Coulomb). Millikan erhielt für diese Entdeckung 1923 den Nobelpreis für Physik.
- 1907 entdeckte Henry Joseph Round den Round-Effekt, auch Elektrolumineszenz genannt, den er im selben Jahr in der Fachzeitschrift Electrical World veröffentlichte, der Effekt, dass anorganische Stoffe beim Anlegen einer elektrischen Gleichspannung Licht aussenden, eine Entdeckung die dann 1927 Oleg Wladimirowitsch Lossew zur Entwicklung einer praktischen Anwendung antrieb, der Leuchtdiode (LED). Die ersten LED konnten jedoch nur Infrarotstrahlung abgeben und leuchteten somit nicht im sichtbaren elektromagnetischen Spektrum.
- 1911 führen Johann Koenigsberger und sein Student Josef Weiss den Begriff „Halbleiter“ und „Halbleitertechnik“ in der Elektrophysik und Elektrotechnik ein.[3]
- 1911 entwickelte Elmer Sperry den weltweit ersten praktischen PID-Regler, 1922 leitete dann der Elektroingenieur Nicolas Minorsky die korrekte mathematische Formulierung des PID-Reglers her.[52] Dies war ein bedeutender Fortschritt für die Regelungstechnik.
- 1912 Henry Ford, Automobilhersteller, rüstet als weltweit Erster seine Automobile mit elektrischen Anlassern aus.[53]

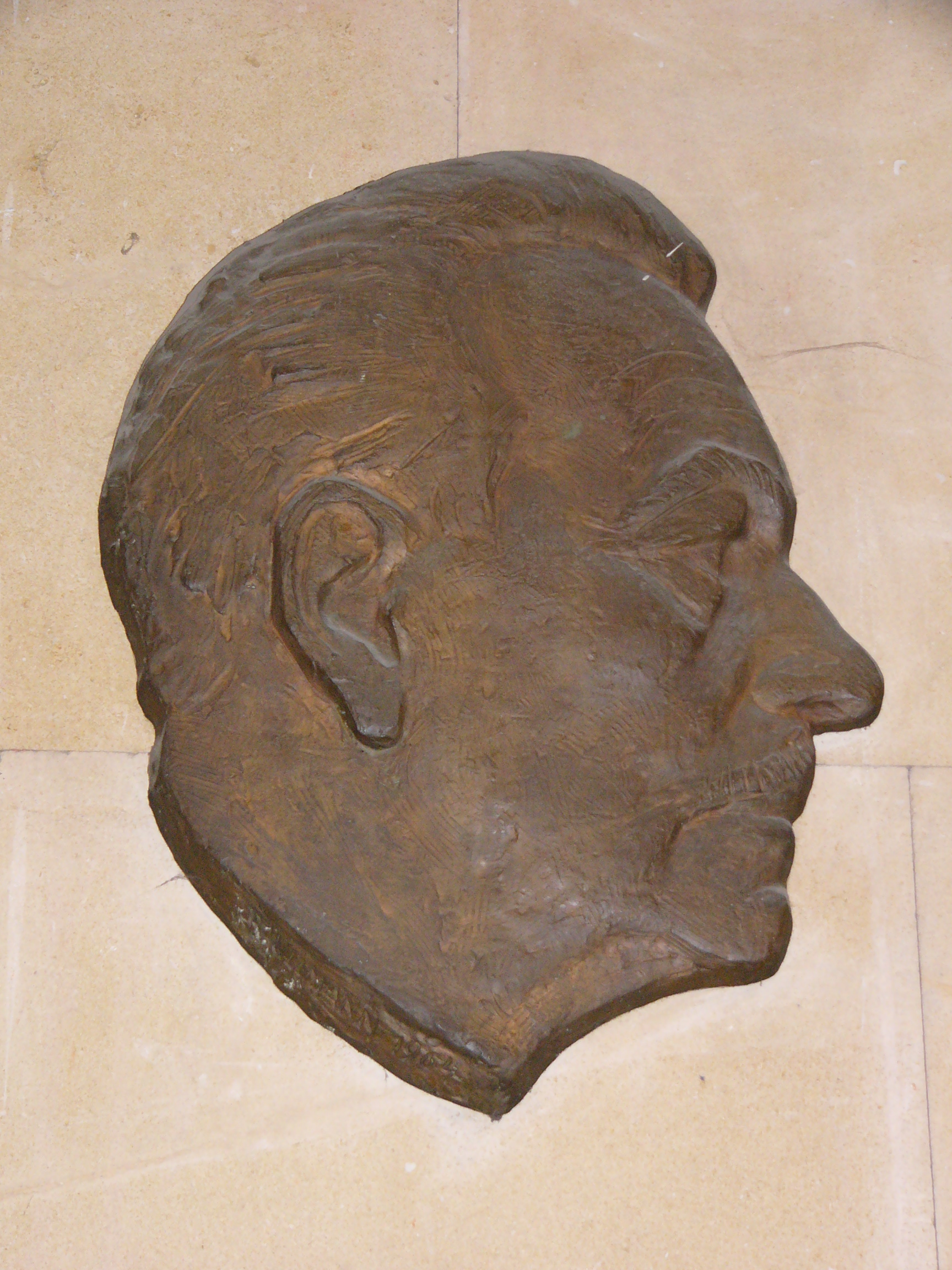
Alexander Meißner Gedenkplatte

- Im April 1913 patentierte der Ingenieur Alexander Meißner die Meißner-Schaltung. Daraufhin im Oktober 1913 patentierte Edwin H. Armstrong das Audion mit Oszillatorschaltung. Bis 1913 konnten Sender nur ein- und ausgeschaltet werden, was man bestenfalls als sehr rudimentäre Modulation bezeichnen kann. Eine Modulation mit vielfältigsten Signalen, deren feine Nuancen auch übertragen werden müssen (zum Beispiel Sprachtöne und Musik), setzt eine Oszillatorschaltung voraus, die zunächst ein konstantes Signal erzeugt – das wurde erst nach der Erfindung der Meißner-Schaltung und einer späteren Version des Audion möglich. Dies war der Beginn des Rundfunks.
- 1914 wurde die weltweit erste elektrisch betriebene Verkehrsampel errichtet, in Cleveland (US-Bundesstaat Ohio).[54]
- 1924 erfand Hugo Stotz den Sicherungsautomat (auch Leitungsschutzschalter), der in der heutigen Zeit bei allen modernen Sicherungs- und Verteilerkästen zur Anwendung kommt.
- 1925 baute der Elektroingenieur John Logie Baird mit einfachsten Mitteln den ersten (mechanischen) Fernseher auf Grundlage der Nipkow-Scheibe.[55]

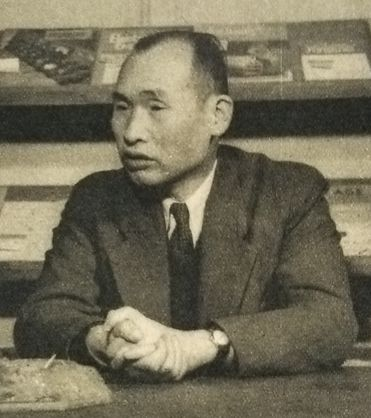
Takayanagi Kenjiro (1953)

- 1925 experimentierte der Elektroingenieur Kenjiro Takayanagi mit Bairds Art der Bildzerlegung, benutzte aber zur Wiedergabe der Bilder eine Elektronenstrahlröhre. Im Dezember 1926 gelang ihm öffentlich die weltweit erste vollelektronische Übertragung von Bildern mit Elektronenstrahlröhren auf Sender- und Empfangsseite, d. h. das weltweit erste voll-elektronische Fernsehen, dies vor Philo Farnsworth der ein ähnliches System erst einige Monate später öffentlich vorführte. Takayanagi bildete das zuvor aufgenommene Katakana-Schriftzeichen イ auf einer braunschen Röhre ab.[55] Einige Kreise bestreiten, wer nun als der Erfinder gilt, da Kálmán Tihanyi bereits im März 1926 ein Patent unter dem Namen „Radioskop“ eingereichte, dies zudem von der UNESCO als Welterbe eingestuft wurde[56], aber auch Rudolf Hell und Max Dieckmann sollen laut einigen Kreisen bereits 1925 auf der Verkehrsausstellung in München ein solches System aufgebaut und ein Patent eingereicht haben.[57]
- 1926 entwickelte der Physiker Hans Busch die theoretische Basis für die Entwicklung des Elektronenmikroskops.
- Im Oktober 1926 reicht Julius E. Lilienfeld ein gültiges Patent ein (US1745175A Method and apparatus for controlling electric currents[58]) seines erfundenen Feldeffekttransistor, diese konnten aber erst ab 1960 gefertigt werden, als mit dem Silizium/Siliziumdioxid ein Materialsystem zur Verfügung stand. Die verschiedenen Varianten der Feldeffekttransistoren zählen heute zu den wichtigsten Halbleiterbauelementen der modernen Elektronik, Mikroelektronik, Nanoelektronik und Leistungselektronik. Die Feldeffekttransistoren ermöglichen heute u. a. effiziente Umrichter, Stromrichter und Schaltnetzteile, und hohe Integrationsdichten moderner Chips.
- 1927 begann die Entwicklung des FM-Radios im Bereich des Hörfunks, welcher sich für die Ultrakurzwelle bzw. den UKW-Rundfunk in Europa durchsetzen konnte. Bis 1933 reichte der Elektroingenieur Edwin Howard Armstrong vier Patente ein, die sich mit der Technik der Frequenzmodulation beschäftigten. Weltweit erste kommerzielle FM-Radiostationen entstanden in den USA Ende der 40er Jahre.
- 1928 folgte durch Baird der erste Farbfernseher und im selben Jahr gelang ihm die erste transatlantische Fernsehübertragung (Fernsehtechnik mit mechanischer Bildzerlegung) von London nach New York.
- Am 24. Dezember 1929 patentierte der Siemens-Oberingenieur Wilhelm Klement die weltweit erste Schutzkontaktsteckdose (Patent DRP 567906). Ein dritter Pol, der Schutzkontakt, soll Fehlerströme ableiten. Heute ist es Standard in fast 40 Ländern der Erde.[59]
- 1931 bauten die Elektroingenieure Ernst Ruska und Max Knoll das weltweit erste Elektronenmikroskop. Für diese Arbeit erhielt Ruska 1986 den Physik-Nobelpreis.

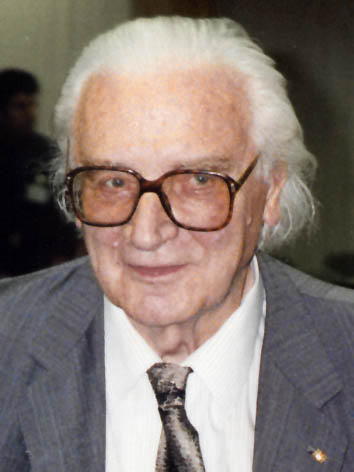
Konrad Zuse (1992)

- 1941 stellte der Ingenieur Konrad Zuse den weltweit ersten funktionsfähigen Computer, den Z3, fertig, es war der erste elektromechanische Computer. Im Jahr 1946 folgt der ENIAC (Electronic Numerical Integrator and Computer) von John Presper Eckert und John Mauchly, der erste vollelektronische und frei programmierbare Computer. Die erste Phase des Computerzeitalters begann. Die seitdem zur Verfügung stehende Rechenleistung ermöglicht es Ingenieuren und der Gesellschaft, völlig neue Technologien und Anwendungen zu entwickeln und Leistungen zu vollbringen, wie beispielsweise 1969 die Mondlandung im Rahmen des Apollo-Programms der NASA.
- 1945 findet der Ingenieur Percy Spencer durch Zufall heraus, dass man mit Mikrowellen Speisen erwärmen kann, und baut 1946 den weltweit ersten Mikrowellenherd.

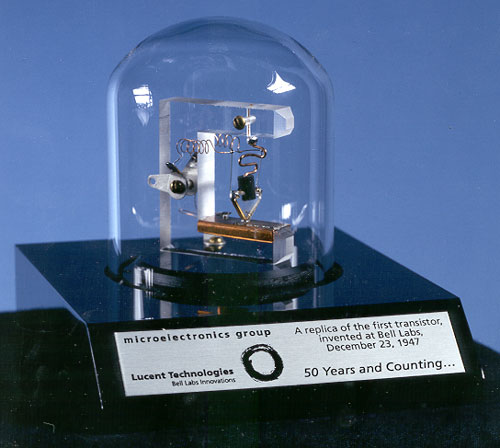
Nachbau des ersten Transistors (1947)

- Die Erfindung des Bipolartransistors 1947 in den Bell Laboratories (USA) durch William B. Shockley, Elektroingenieur John Bardeen und Walter Brattain erschloss der Elektrotechnik und der gesamten Halbleitertechnologie sehr weite Anwendungsgebiete, da nun viele Geräte sehr kompakt gebaut werden konnten.
- 1947 Elektrische Defibrillation an Menschen durch Sweet und Claude Beck.[60][61]
- Im Oktober 1948 veröffentlichte der Elektroingenieur Harry Stockman seine Arbeit über RFID, und legte somit den ersten Grundstein für deren kommerzielle Nutzung und Weiterentwicklung.[62][63]
- 1951 Weltweit erste Massenproduktion von Transistoren bei der Allentown Works.[64]
- 1953 einigten sich die Mitglieder vom National Television System Committee (NTSC) einstimmig über die weltweit erste internationale Normung bzw. Standardisierung für das Übertragen, Empfangen und Bearbeiten elektrisch analoger Farbfernsehsignale. Allerdings konnte sich der Standard in vielen Industriestaaten nicht durchsetzen, so dass, je nach Weltregion, verschiedene Standards sich durchgesetzt haben, so wie PAL und SECAM.
- 1954 entstand in Schweden, Gotland, die weltweit erste kommerzielle HGÜ-Verbindung.[20][65]
- Am 4. September 1956 stellte IBM das weltweit erste kommerzielle elektromagnetische Festplattenlaufwerk vor, die IBM 350. Lochkarten waren als Datenspeicher bis dahin noch Stand der Technik.
- Am 25. September 1956 entstand mit TAT-1 (dt. Transatlantisches Telefonkabel Nr. 1) das erste transatlantische Telefonnetz.[20]
- 1957 präsentierte General Electric (GE) den Thyristor (silicon controlled rectifier) und als zweite Variante den Triac, wichtige Bauteile der Leistungselektronik.[20]

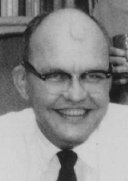
Jack Kilby

- Ein wesentlicher Schritt nach der Erfindung des Bipolartransistors war die Entwicklung der Mikroelektronik in 1957. Der Elektroingenieur Jack Kilby realisierte und patentierte erstmals eine elektrische Schaltung aus einem Transistor und mehren Widerständen und Kondensatoren auf einem Germanium-Kristall, einem (hybriden) integrierten Schaltkreis (IC). Sein Ansatz hatte noch einige Schwächen, dennoch machte dieser Schritt weg von aus diskreten Bauelementen zusammengesetzten hinzu integrierten Schaltkreisen die heutigen Prozessorchips und damit die Entwicklung moderner Computer erst möglich. Im Jahre 2000 erhielt Kilby dafür den Nobelpreis für Physik. Es gibt allerdings Quellen die beschreiben, dass der vom Siemens-Physiker Werner Jacobi am 15. April 1949 zum Patent (Patent Nummer 833.366, gewährt 1952) angemeldete Halbleiterverstärker (als theoretisches Konzept) bereits einen integrierten Schaltkreis darstellt. Jacobi beschrieb, dass in einem Träger (jedoch ohne ein praktisches Beispiel zu nennen) 5 Transistoren und elektrische Verbindungen eingesetzt werden und so ein integrierter Schaltkreis geschaffen wird.[66]
- 1958 erfanden und bauten George Devol und der Elektroingenieur Joseph Engelberger den weltweit ersten Industrieroboter. Ein solcher Roboter wurde 1960 bei General Motors erstmals in der industriellen Produktion eingesetzt. Industrieroboter sind heute in verschiedenen Industrien, wie der Automobilindustrie, ein wichtiger Baustein der Automatisierungstechnik und Robotik.
- 1958 wurde das analoge handvermittelte A-Netz von der Deutschen Bundespost unter der Bezeichnung Öffentlicher beweglicher Landfunkdienst (ÖbL) eingeführt. Das A-Netz war das erste Mobilfunksystem für Telefonie in der Bundesrepublik Deutschland und geriet bereits 1971 an seine technischen Grenzen. Der Nachfolger wurde 1972 das B-Netz.

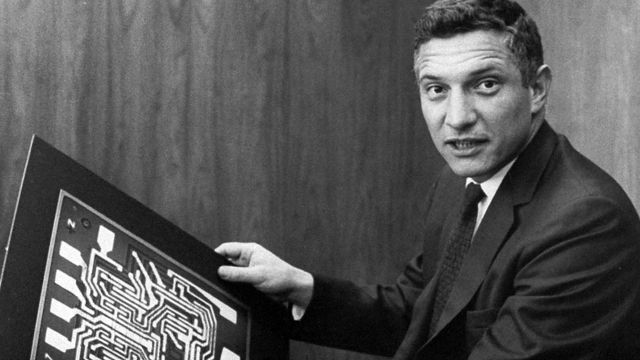
Robert Noyce (1959)

- Im Juli 1959 meldete Robert Noyce den weltweit ersten echt monolithischen, d. h. aus bzw. in einem einzigen einkristallinen Substrat gefertigten, integrierten Schaltkreis zum Patent an. Das Entscheidende an dem Patent von Noyce war die komplette Fertigung der Bauelemente einschließlich Verdrahtung auf einem Substrat. Seine Arbeit basierte auf den von Jean Hoerni entwickelten Planarprozess. R. Noyce, J. Hoerni, J. Kilby und W. Jacobi gelten somit als Erfinder des Mikrochips. 1987 erhielt Noyce dafür die National Medal of Technology and Innovation. Er wurde bei der Verleihung des Nobelpreises an Jack Kilby nicht mitberücksichtigt, weil er zum Zeitpunkt der Verleihung bereits verstorben war.

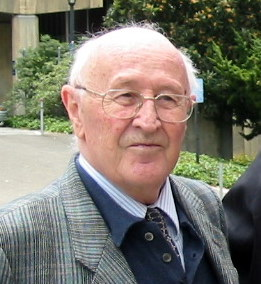
Karl Kordesch (2003)

- 1960 patentierte Karl Kordesch die Alkali-Mangan-Zelle, welche bis heute noch zu den wichtigsten elektrochemischen Energiespeichern zählt.
- Im Mai 1960 entwickelte der Physiker Theodore Maiman, Sohn eines Elektrotechnikers, mit seinem Assistenten Charles Asawa den weltweit ersten funktionstüchtigen Laser, den Rubinlaser.[20]
- Im Februar 1961 schlug Eugene F. Lally die Idee der digitalen Fotografie beispielsweise der Digitalkamera vor, mit einer mosaischen Anordnung von Fotodetektoren das analog-optische Abbild der Brennebene der Kamera in den Digitalbereich umzuwandeln, allerdings war sein Konzept seiner Zeit weit voraus und technisch noch nicht realisierbar.[67]
- Im August 1961 meldeten Gerhard Sessler und James E. West erstmalig ein Patent für ein Elektretmikrofon an.[68] Es ist das damals bis heute am häufigsten produzierte Mikrofon weltweit. Es ist zum Beispiel Bestandteil von Mobiltelefonen und Kassettenrekordern.
- Im September 1961 erfindet der Elektroingenieur James L. Buie bei TRW die TTL-Technik (US3283170A Coupling transistor logic and other circuits), welche in den 1970er und 1980er die dominante Digitaltechnik war[69] und auch heute noch ein Standard ist.
- Am 10. Juli 1962 brachten die USA Telstar 1 den weltweit ersten zivilen Kommunikationssatelliten in den Weltraum.

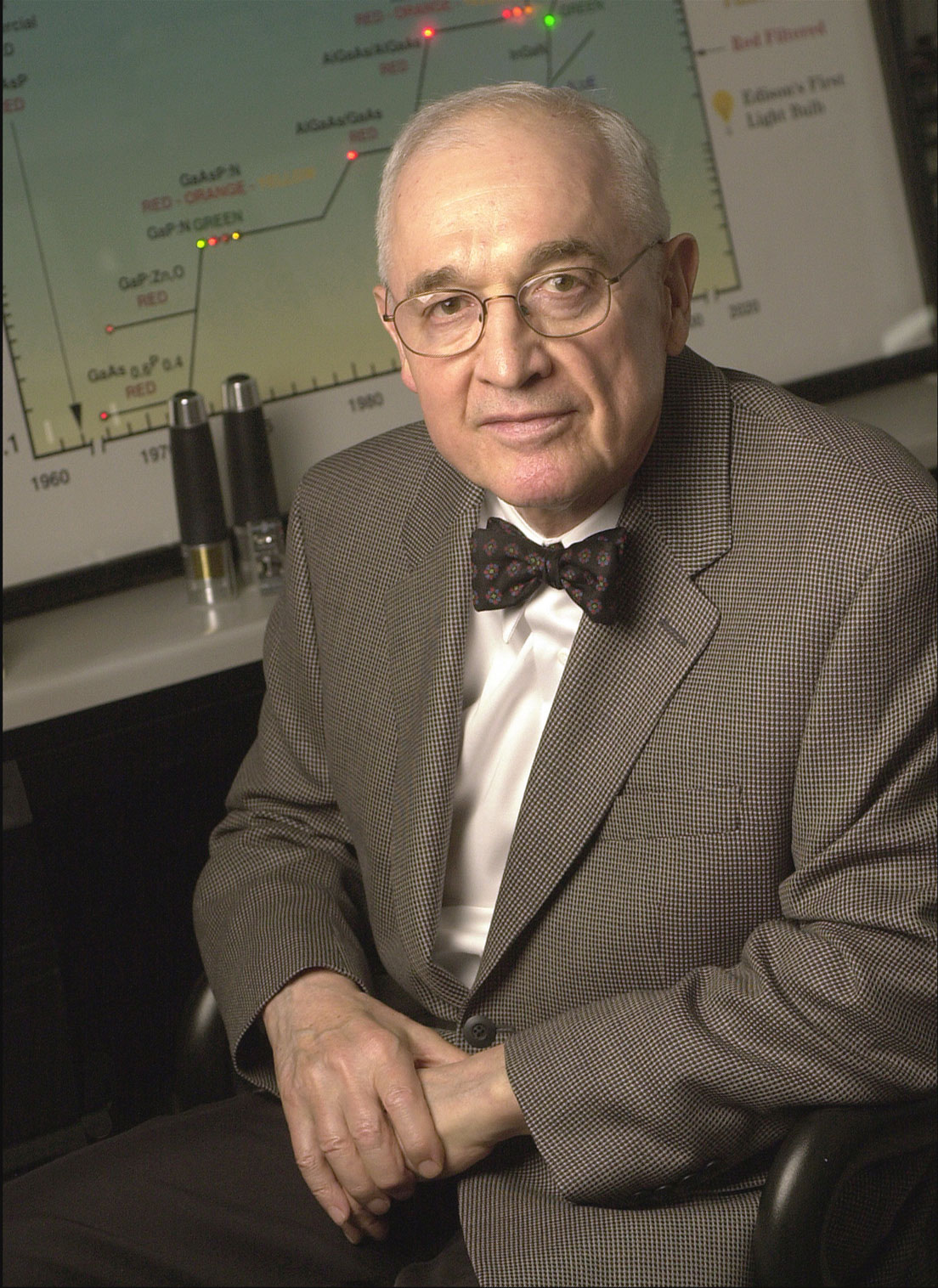
Nick Holonyak Jr. (2002)

- Im Oktober 1962 erfand der Elektroingenieur Nick Holonyak die weltweit erste LED die im sichtbaren elektromagnetischen Spektrum leuchtet anstatt in Infrarot. Seine LED leuchtete in der Farbe Rot.[70][71] Dafür erhielt er mehrere Ehrungen unter anderem 2003 die IEEE Medal of Honor und die National Medal of Technology and Innovation.[72]
- Januar 1963 Gründung des Institute of Electrical and Electronics Engineers (IEEE).
- 1963 präsentierte David Paul Gregg die erste elektronische Kamera, eine Kamera die Bilder analog-elektronisch abspeichert. Er gilt auch als Erfinder der optischen Datenträger.[67]
- 1963 entwickelten beide Elektroingenieure Chih-Tang Sah und Frank Wanlass zusammen beim Halbleiterhersteller Fairchild Semiconductor die CMOS-Technik. Die Technik führte zu erheblich geringerem Stromverbrauch im Vergleich zu bipolaren Transistoren die unter anderem in der TTL-Technik verwendet werden. Die CMOS-Technik ist heute die am meisten angewendete Digitaltechnik der modernen Elektronik, Mikroelektronik und Nanoelektronik.
- Im März 1963 erfand der Elektroingenieur Robert H. Norman den ersten Halbleiterspeicher-RAM und meldete diesen zum Patent Solid state switching and memory apparatus an.[73] Bei der Erfindung handelt es sich um statisches RAM.
- 1965 formuliert Gordon Moore das mooresches Gesetz, eine Faustregel, die auf eine empirische Beobachtung zurückgeht. Einige behaupten, dass diese vorhersagt, dass allgemein die technische Entwicklung exponentiell sein könnte.
- 1965 erhielten Shin’ichirō Tomonaga, Julian Schwinger und Richard Feynman den Nobelpreis für Physik „für ihre fundamentale Leistung in der Quantenelektrodynamik, mit tiefgehenden Konsequenzen für die Elementarteilchenphysik“. Die Quantenelektrodynamik (QED) ist im Rahmen der Quantenphysik die quantenfeldtheoretische Beschreibung des Elektromagnetismus.
- 1967 entwickelt der Elektroingenieur George Heilmeier die weltweit erste Flüssigkristallanzeige (engl. Liquid Crystal Display, LCD).[74]

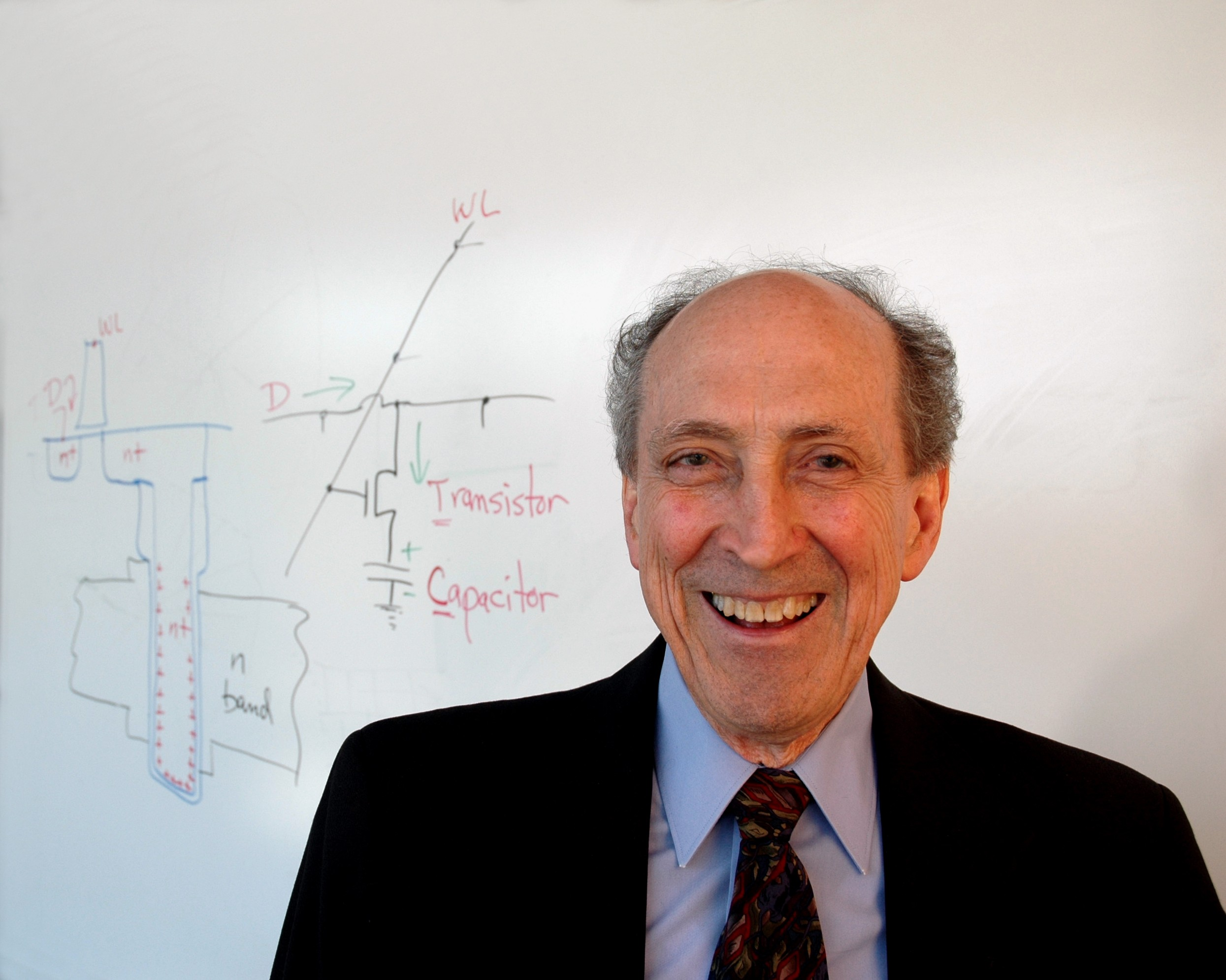
Robert Dennard (2009)

- Im Juli 1967 reichte der Elektroingenieur Robert H. Dennard für IBM ein Patent über das DRAM ein, und gilt somit als Erfinder.[75] Der DRAM wird bis heute in praktisch allen Computern eingesetzt. Dafür erhielt er 1988 die National Medal of Technology and Innovation[76] und 2009 die IEEE Medal of Honor[72].

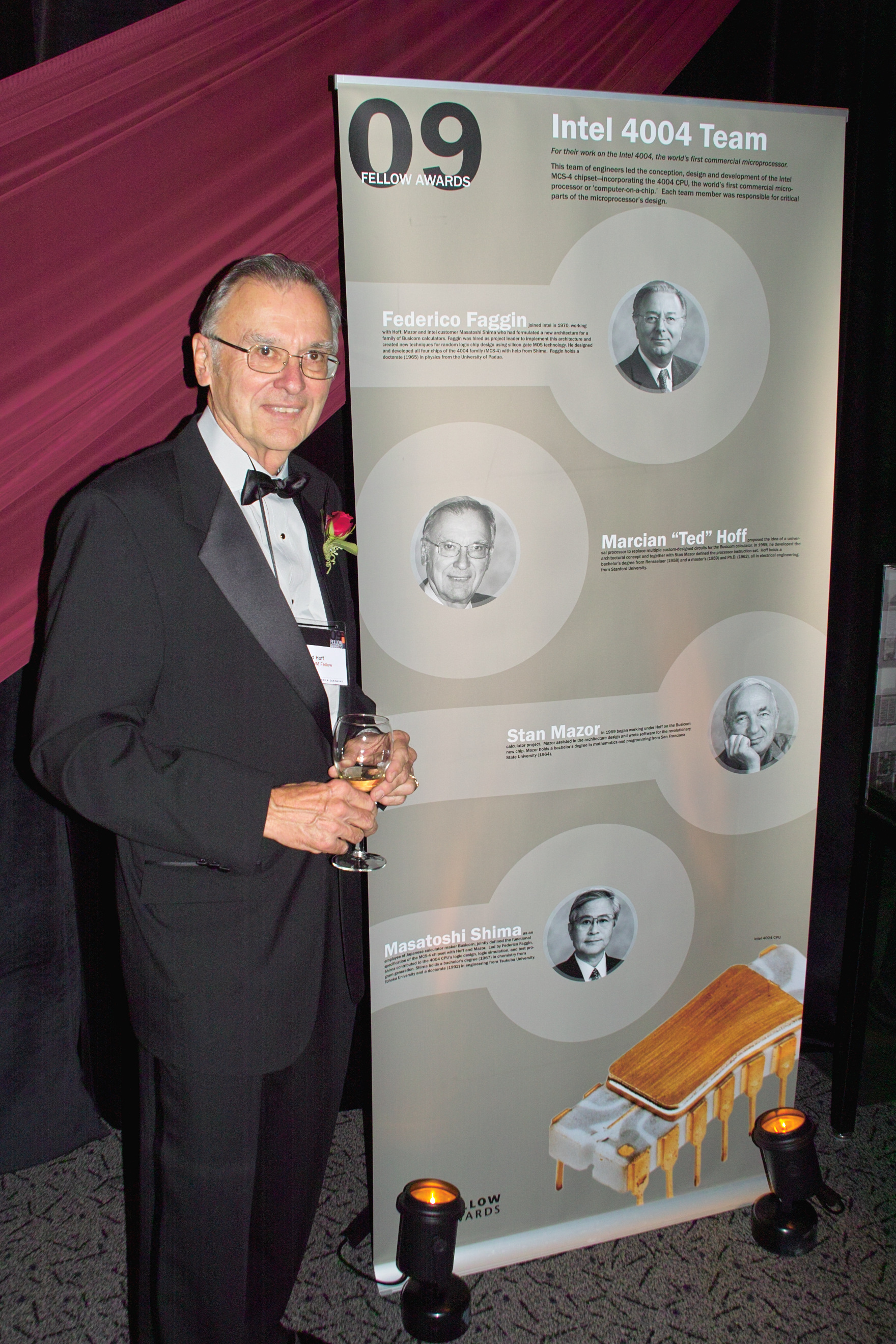
Marcian Ted Hoff (2009)

- 1968 erfand der Elektroingenieur Marcian Edward Hoff, bekannt als Ted Hoff, bei der Firma Intel den Mikroprozessor und läutete damit die Ära des Personal Computers (PC) ein. Zugrunde lag Hoffs Erfindung ein Auftrag einer japanischen Firma für einen Desktop-Rechner, den er möglichst preisgünstig realisieren wollte. Die erste kommerzielle Realisierung eines Mikroprozessors entwickelte 1971 Federico Faggin fast im Alleingang, den Intel 4004, ein 4-Bit-Prozessor. Aber erst der Intel 8080, ein 8-Bit-Prozessor aus dem Jahr 1973, ermöglichte den Bau des ersten PCs, des Altair 8800.
- Im September 1968 wurden von Edward H. Stupp, Pieter G. Cath und Zsolt Szilagyi das erste Patent (US3540011A All solid state radiation imagers) für den ersten realisierbaren Bildsensor beantragt, der optische Bilder durch den Einsatz von Halbleiterbauelementen aufnehmen kann, und damit das erste praktische Konzept der Aufzeichnung von Standbildern durch das Digitalisieren von Signalen eines diskreten Sensorelements darstellte.[67]
- Am 18. Oktober 1969 wurde von Willard Boyle und George Smith die Basis des CCD-Bildsensors (charge-coupled device) erfunden, und dafür 2009 mit dem Nobelpreis für Physik ausgezeichnet.[67] Diese Basis führte in den 1980er und 1990er zur Entwicklung eines erweiterten sehr erfolgreichen Bildsensortyp, dem CMOS-Bildsensor. Beide Technologien haben ihre Vor- und Nachteile.
- Das Internet begann am 29. Oktober 1969 als Arpanet. Es wurde zur Vernetzung der Großrechner von Universitäten und Forschungseinrichtungen genutzt. Das Internet wird auf elektrotechnischen Geräten und Leitungen betrieben.
- Im Mai 1970 präsentierte die amerikanische Uhrenmarke Hamilton die weltweit erste vollelektronische Armbanduhr, die ohne bewegliche Teile auskommt. Im April 1971 ging diese mit dem Namen Pulsar in Serienproduktion.[77]
- 1970 produzierte und entwickelte Corning Inc. den ersten Lichtwellenleiter, der in der Lage war, Signale auch über eine längere Strecke ohne größere Verluste zu übertragen. Dies war ein revolutionärer Schritt und ermöglichte den wirtschaftlichen Aufbau von Glasfasernetzen.[20]
- Im Juni 1971 reichten Louis A. Lopes Jr. und Owen F. Thomas das erste Patent für eine Digitalkamera ein. Im Oktober 1971 erfanden und bauten Thomas B. McCord vom MIT und James A. Westphal von CalTech die weltweit erste benutzbare Digitalkamera. Ihre Kamera hatte 256 × 256 Pixel (0,065 Megapixel), welche digitale 8-Bit-Bilddaten in ungefähr 4 Sekunden auf einer 9-spurigen elektronisch-magnetisch Digitalkassette abspeicherte.[67]

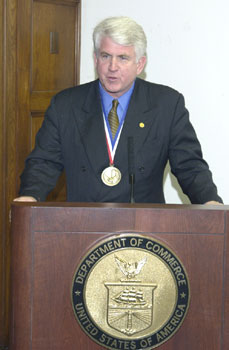
Robert Metcalfe (2005)

- Am 22. Mai 1973 präsentierte der Elektroingenieur Robert M. Metcalfe seinen Vorgesetzten die Idee des Ethernet.[78] 2003 erhielt er dafür die National Medal of Technology.
- Der Elektroingenieur Martin Cooper gilt mit seinem im Oktober 1973 eingereichten Patent (US3906166A Radio telephone system) als Erfinder des portablen Mobiltelefons („Taschentelefons“), d. h. das weltweit erste für den Menschen zum Mittragen konzipierte kompakte Mobiltelefon. Es gab zu dieser Zeit bereits Vorläufer des Mobiltelefons die beispielsweise in Zügen und in PKWs fest installiert waren und das A-Netz nutzten.
- 1973 entwickelte Paul C. Lauterbur die bildgebende magnetische Kernspinresonanz, die Magnetresonanztomographie MRT.[3] Im Jahre 2009 erhielten in Deutschland rund 5,89 Millionen Menschen mindestens eine Magnetresonanztomographie.

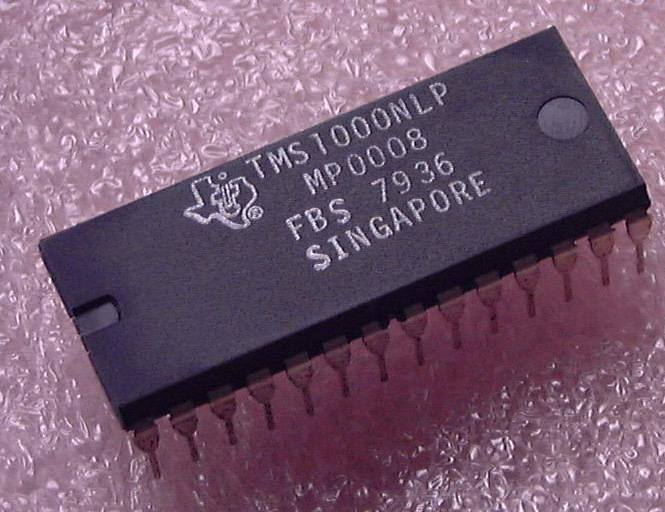
Mikrocontroller TMS1000 (1979)

- 1974 erschien der erste Mikrocontroller, einige davon heute auch System-on-a-Chip (SoC) genannt, auf dem Markt, der Texas Instruments TMS1000.
- 1976 entwickelte H. Shirakawa leitende Polymere und damit die Grundlage für organische Leuchtdioden.[3] Diese Technik findet u. a. Anwendung bei OLED-Bildschirmen.[3] Die Halbleiter auf Polymerbasis werden dem neuen Bereich organische Elektronik zugeordnet.
- 1976 wurde von der CENELEC für Europa ein harmonisiertes Kurzzeichensystem entwickelt zur einheitlichen Kennzeichnung von elektrischen Leitungen und Kabeln. Diese sollte die nationalen Normen ablösen, jedoch sind bei manchen Leitungstypen weiterhin nationale Kennzeichnungen üblich.
- Die Firma Philips erfand 1978 die Compact Disc (CD) zur Speicherung digitaler Informationen. 1982 resultierte dann aus einer Kooperation zwischen Philips und Sony die Audio-CD. 1985 folgte die CD-ROM.
- 1979 erhielten Sheldon Glashow, Steven Weinberg und Abdus Salam den Nobelpreis für Physik „für ihre Beiträge an der Theorie der vereinigten schwachen und elektromagnetischen Wechselwirkung zwischen Elementarteilchen, einschließlich u. a. die Voraussage der schwachen neutralen Ströme“ (Elektroschwache Wechselwirkung).
- In den 1970er Jahren beginnen die ersten Versuche zur Digitalisierung der Telefonnetze, aber erst 1980 erscheint ISDN als internationaler Standard für das digitale Telekommunikationsnetz.
- 1978 wurde mit SCART ein europäischer Standard für Steckverbindungen von Audio- und Video-Geräten wie etwa Fernseher und Videorecorder veröffentlicht.[79] Dieser Standard wurde außerhalb von Japan und den USA über 25 Jahre lang zur gebräuchlichsten Kabelverbindung im privaten Fernseh- und Videobereich.
- Im Januar 1980 wurde die weltweit erste digitale Foto-Farbkamera mit CCD-Sensor gebaut, die XC-1.[67]
- Im Dezember 1980 hat der Elektroingenieur Jayant Baliga sein Patent (US4969028A Gate enhanced rectifier[80]) über den IGBT eingereicht[81], und gilt somit als Erfinder. Neben den Varianten der Bipolartransistoren und Feldeffekttransistoren ist dieser eine neue Art von Halbleiterbauelement und gilt bis heute als eine der bedeutendsten Neuerung im Bereich der elektrischen Energietechnik und Leistungselektronik.[82] 2010 erhielt er dafür die National Medal of Technology and Innovation und 2014 die IEEE Medal of Honor.
- 1982 haben Stanford R. Ovshinsky und Masahiko Oshitani zwischen 1962 und 1982 den Nickel-Metallhydrid-Akkumulator zur marktreifen Zelle entwickelt.
- Im Mai 1983 erhält der Elektroingenieur Charles Walton das weltweit erste Patent über die portable Nahfeldkommunikation (NFC). Eine Technologie heute verbaut unter anderem in Zahlungskarten für kontaktloses Bezahlen, Zugangskontrollen, Smartphones, Personalausweis und PKW.[83][84]

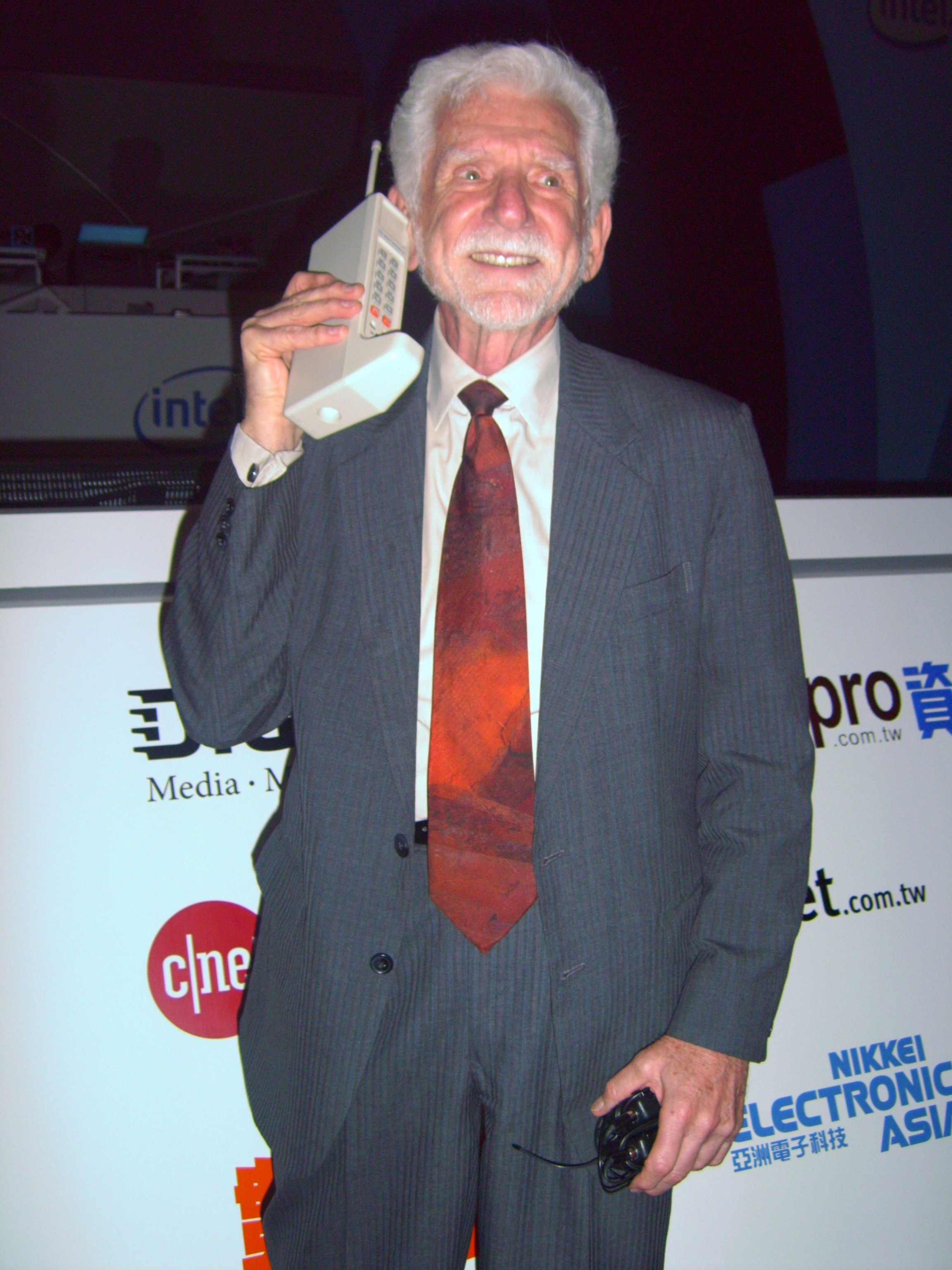
Martin Cooper (2007)

- Im September 1983 brachten zusammen mit dem Chefdesigner Rudy Krolopp und dem Elektroingenieur Martin Cooper die Firma Motorola das weltweit erste in Serie produzierte Mobiltelefon („Taschentelefon“) das DynaTAC 8000X auf den Markt. Schon ein Jahr später (1984) besaßen 300.000 Menschen den Urvater des modernen Mobiltelefons.
- 1984 veröffentlichte der Elektroingenieur Fujio Masuoka als Erfinder[85] mit der Firma Toshiba den weltweit ersten NAND-Flash-Speicher und 1988 Intel den weltweit ersten kommerziellen NOR-Flash-Speicher.[86][87] Im Jahr 1985 wurde die erste flash-basierte Solid State Disk (kurz SSD) in einen IBM Personal Computer eingebaut.
- 1986 wurde D-1 der weltweit erste Standard für digitale Videoaufzeichnung und 1987 brachte der Elektronikkonzern Sony die weltweit erste D-1-Kamera (DVR-1000) auf den Markt.[88]
- 1988 entstand mit TAT-8 das weltweit erste transatlantische Glasfasernetz.[20] TAT-8 ermöglichte 280 Mbit/s (40.000 Telefonverbindungen gleichzeitig).
- 1990 wurde GSM („2G“) der weltweit erste Mobilfunkstandard für volldigitale Mobilfunknetze.
- 1990 wurden (in den USA) von der ASTC die weltweit ersten Standards für digitales Fernsehen festgelegt.
- 1991 erschien der erste Lithium-Ionen-Akku am Markt.
- Anfang der 1990er erfanden die Elektroingenieure Isamu Akasaki und Hiroshi Amano die superhelle effiziente LED (in Grün, Rot und Gelb) auf GaN-Basis.[89] 1993 wurden erste Prototypen vorgestellt. 1994 erfand der Elektroingenieur Shuji Nakamura die superhelle effiziente blaue LED auf GaN-Basis, welche schnell zur Weiterentwicklung der superhellen weißen LED führte.[90] Nun war es möglich mit LEDs superhelle weiße Lampen herzustellen und seit 2002 Blu-ray zu entwickeln. Dafür wurden alle drei 2014 mit dem Nobelpreis für Physik geehrt.[91]

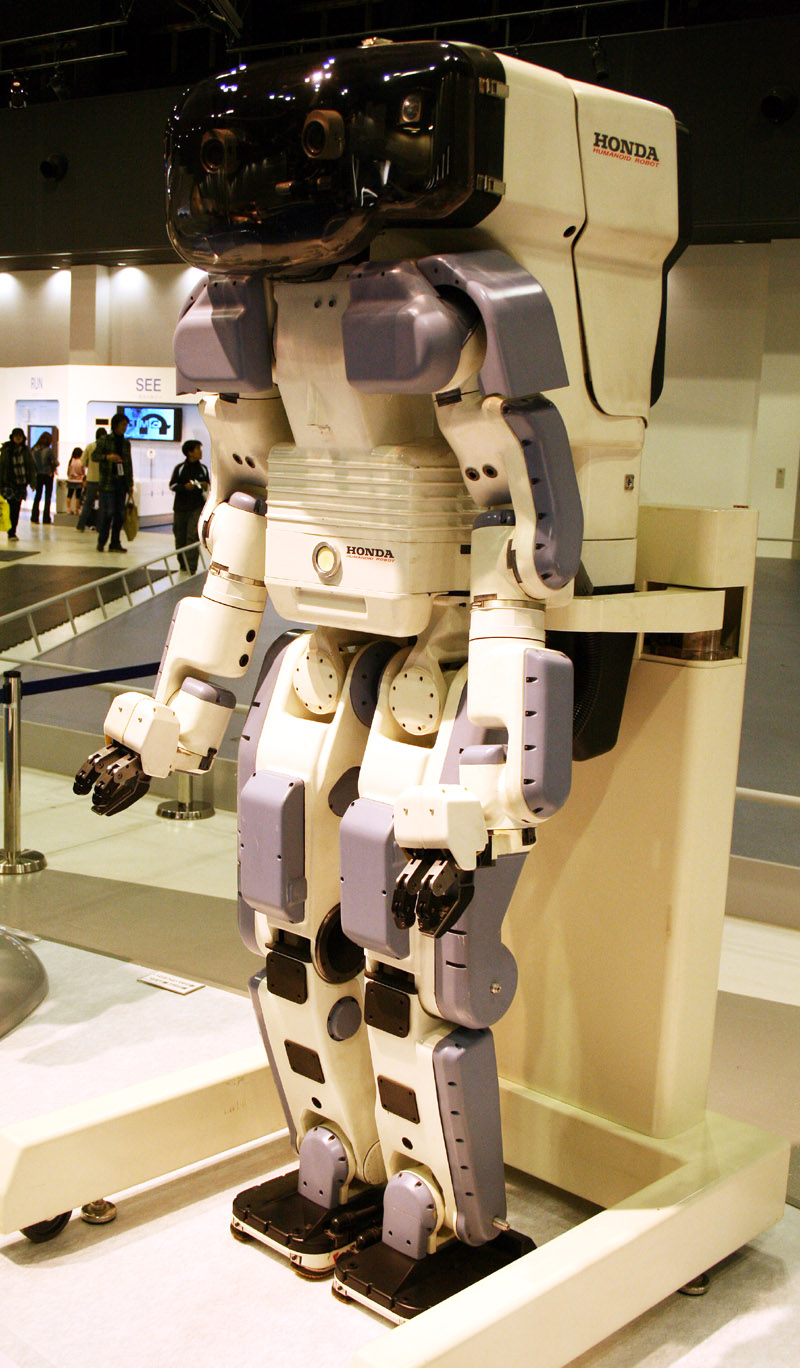
Humanoider Roboter ASIMO P2 (2008)

- 1993 präsentierte die Firma Honda den weltweit ersten funktionsfähigen humanoiden Roboter, den ASIMO P1. Einen ersten prototypischen humanoiden Roboter, der aber noch nicht voll funktionsfähig war, entwickelte bereits 1976 die japanische Waseda-Universität. Einer der zurzeit modernsten humanoiden Roboter, der 2013 vorgestellt wurde, ist Atlas. Neben elektrotechnischen Komponenten bestehen sie auch wesentlich aus mechanischen Komponenten, deren Zusammenspiel man heute als Mechatronik bezeichnet.
- 1994 wurde DVB der erste Standard für digitales Fernsehen in Europa.
- 1994 wurde das weltweit erste Digitalfernsehen kommerziell per Satellit unter dem Markennamen DirecTV in den USA angeboten.
- 1996 erschien die Spezifikation der ersten Variante des Universal Serial Bus (USB 1.0).[92]

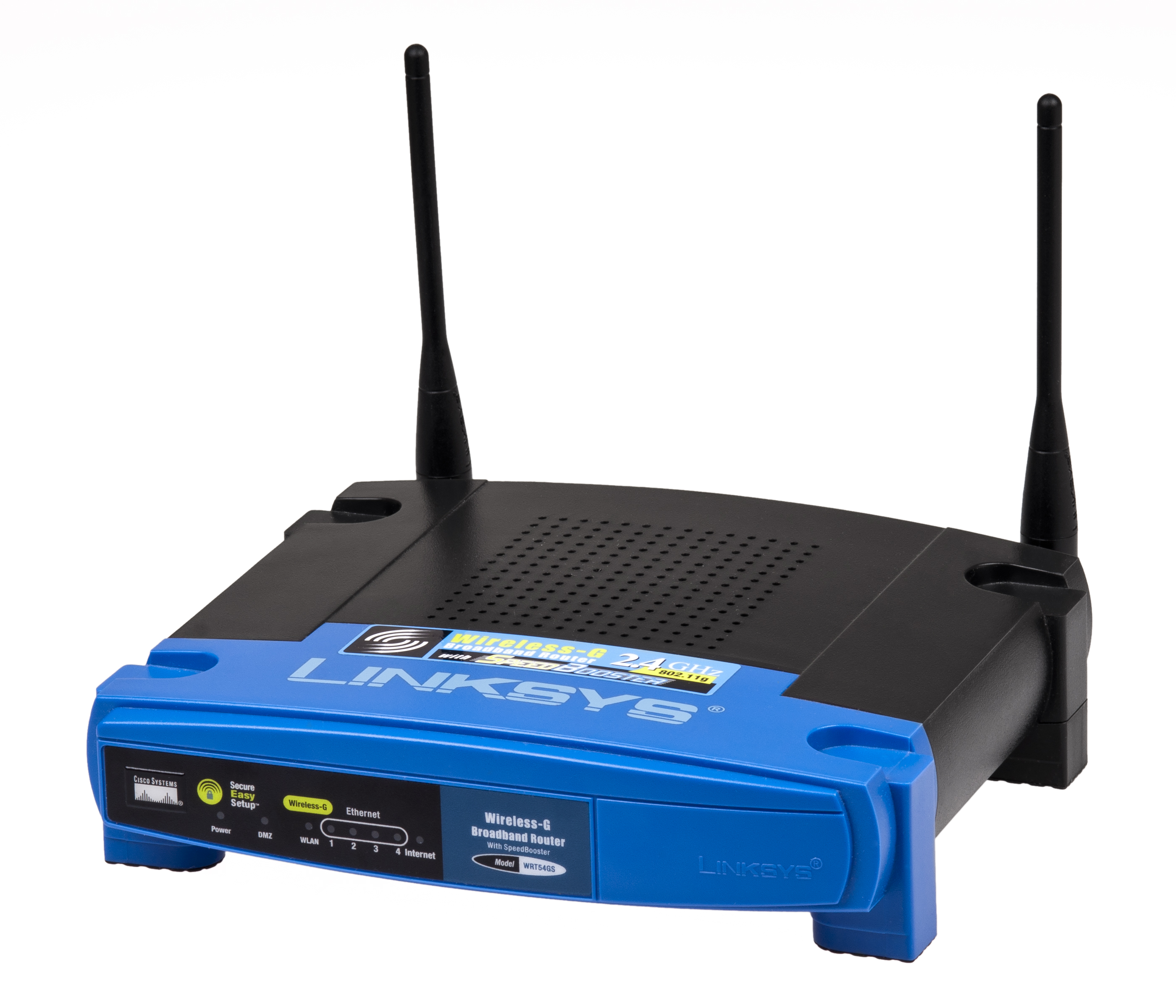
WLAN-Router (2011)

- 1997 wurde mit der IEEE 802.11 die erste Version des WLAN-Standards veröffentlicht.
- 1999 wurde Bluetooth veröffentlicht, als Industriestandard für die Datenübertragung zwischen Geräten über kurze Distanz per Funktechnik.
- 1999 fordert und empfiehlt der National Electrical Code in den USA Fehlerlichtbogen-Schutzeinrichtungen (Brandschutzschalter)[93], seit 2002 auch der Canadian Electrical Code[94], seit 2016 mit der DIN VDE 0100-420 auch in Deutschland.[95] Dieser elektronische Schutzschalter wird in Sicherungs- und Verteilerkästen eingebaut. IFS-Studien zeigen, dass in Deutschland 2002 bis 2019 Elektrizität mit 32 % die häufigste Brandursache war bei erheblichen Schäden an Gebäuden.[96] Patente sind von Siemens Energy & Automation, EU-Patent EP0653073B1[97] 1992, oder Square D, EU-Patent EP0820651B1[98] 1997.

### 21. Jahrhundert
- 2000 wurden von der Digital Audio Broadcasting (DAB) erste Standards für Digitalradio in Europa gesetzt.
- Im August 2000 wurden in Deutschland Lizenzen für den Mobilfunkstandard der dritten Generation („3G“) Universal Mobile Telecommunications System (UMTS) erteilt, welcher höhere Datenübertragungsraten für das mobile Mobilfunknetz und mobile Internet ermöglicht, bis zu 384 kbit/s, ab 2011 mit HSPA+ inkl. Abwärtskompatibilität bis zu 42 Mbit/s.
- Im Juni 2002 wurde mit der IEEE 802.15 die erste Version des WPAN-Standards veröffentlicht.[99][100][101]

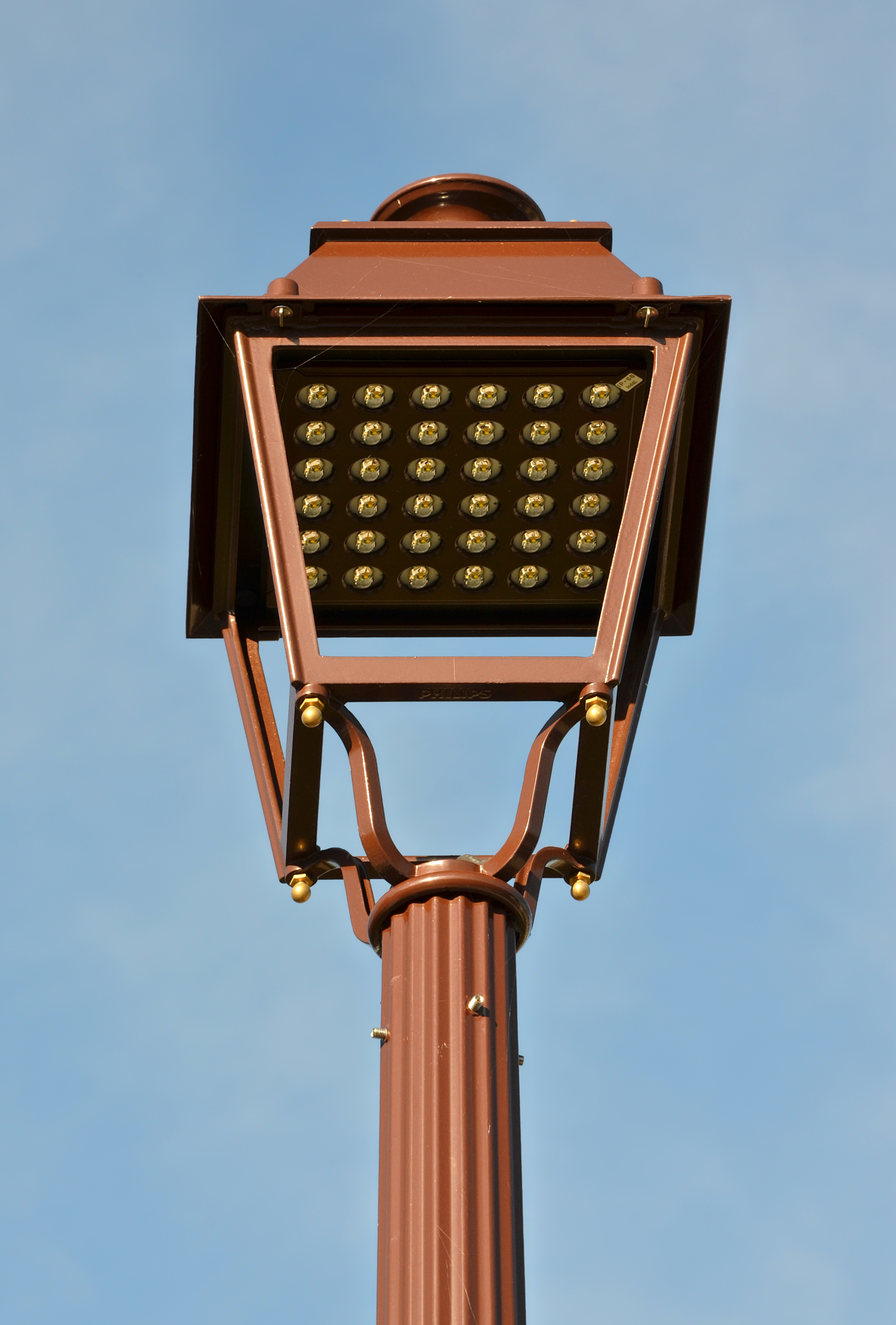
LED-Straßenlaterne (2014)

- 2002 wurden erste weiße Leuchtdioden als LED-Birnen für den Haushaltsgebrauch kommerziell angeboten, ab 2008 in LED-Fernseher, Notebooks, Smartphones und PC-Monitore verbaut, und seit 2019 gelten LED als das meist verwendete Beleuchtungsmittel auch im Bereich der Fahrzeugbeleuchtung.[90]
- Im Oktober 2002 wurden die 100 Nanometer-Strukturbreiten für kommerziell in Massenproduktion hergestellte integrierte Halbleiter-Schaltkreise unterschritten (90 nm DRAM von Toshiba).[102] Die Halbleitertechnik und -industrie unterhalb dieser Grenze wird dem nun entstandenen Bereich der Nanoelektronik und der Nanotechnologie zugeordnet.
- Im Dezember 2002 erschien von einem Elektronikindustrie-Konsortium die Spezifikation des High Definition Multimedia Interface.[103] HDMI ist zurzeit die gebräuchlichste Kabelverbindung im privaten Fernseh- und Videobereich.

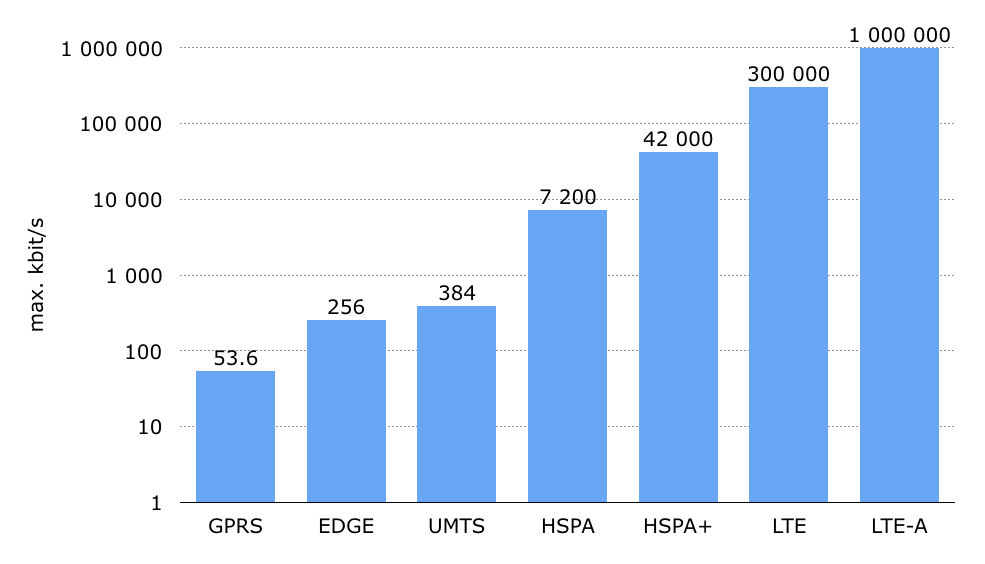
Entwicklung der Mobilfunknetze (2017)

- 2009 wurden die weltweit ersten kommerzielle LTE-Netzwerke in Betrieb genommen. Der Mobilfunkstandard der vierten Generation („4G“) ermöglicht bis zu 300 Mbit/s und niedrigere Latenzen, ab 2014 mit LTE-A („4G+“) inkl. Abwärtskompatibilität bis zu 1 Gbit/s.
- 2018 ging in der Volksrepublik China die weltweit erste kommerzielle Hochspannungs-Gleichstrom-Übertragung mit über 1 Megavolt in Betrieb. Eine 1100-kV-HGÜ-Verbindung zwischen Changji und Guquan, mit einer Länge von 3.284 km und einer Übertragungsleistung von bis zu 12 Gigawatt.[104][105] Die Distanz entspricht etwa 8,2 % des Erdumfangs und die Leistung etwa der von 13 Kernreaktoren.[106]
- 2019 gingen in Südkorea die weltweit ersten flächendeckende und kommerzielle 5G-Netze und Dienste in Betrieb.[107] Der Mobilfunkstandard der fünften Generation ermöglicht bis zu 20 Gbit/s, Latenzen von 0,5 bis 4 ms.

## Ausbildung, Fortbildung und Studium

### Fortbildung
Eine Fortbildung zum Elektromeister findet an einer Meisterschule statt und dauert 1 Jahr Vollzeit bzw. 2 Jahre berufsbegleitend.
Eine Fortbildung zum Elektrotechniker kann an einer Technikerschule in zwei Jahren Vollzeit bzw. vier Jahren berufsbegleitend absolviert werden. Im Ausland, wie zum Beispiel in Frankreich, kann an einer Technikerschule nach der Fortbildung zum Elektrotechniker ein höherer Technikerabschluss (französisch Brevet de technicien supérieur) in zwei weiteren Jahren Vollzeit an einer Technikerschule absolviert werden.

### Studienfach
Der Studiengang Elektrotechnik wurde weltweit erstmals im Januar 1883 an der Technischen Hochschule Darmstadt von Erasmus Kittler eingerichtet. Der Studienplan sah ein vierjähriges Studium mit Abschlussprüfung (zum Diplom-Elektrotechnikingenieur) vor. Elektrotechnik wird mittlerweile an vielen Hochschulen als Studiengang angeboten. An Universitäten wird während des Studiums die wissenschaftliche Arbeit betont, an Fachhochschulen steht die Anwendung physikalischer Kenntnisse im Vordergrund.

#### Anzahl der Studierenden in Deutschland
Das Studienfach Elektrotechnik war im Jahre 2020 sehr beliebt, denn es lag bei der Anzahl der Studierenden auf Platz 12. Laut dem statistischem Bundesamt waren zum Wintersemester 2020/2021 an deutschen Hochschulen insgesamt 66.255 Studierende im Studienfach Elektrotechnik/Elektronik eingeschrieben.

#### Grundlagenstudium
Die ersten Semester eines Elektrotechnik-Studiums sind durch die Lehrveranstaltungen Grundlagen der Elektrotechnik, Physik und Höhere Mathematik geprägt. In den Lehrveranstaltungen Grundlagen der Elektrotechnik werden die physikalischen Grundlagen der Elektrotechnik vermittelt. Diese Elektrizitätslehre umfasst die Themen:
- Gleichstromtechnik: Elektrisches Potential, elektrische Spannung, elektrischer Strom, ohmscher Widerstand, Kirchhoffsche Sätze, zusammengesetzte Schaltungen, elektrische Arbeit und Leistung, Leistungsanpassung;
- Wechselstromtechnik: Komplexe Wechselstromrechnung; Blindwiderstand, Wirk- und Blindleistung, passiver und aktiver Zweipol, Schwingkreis, Ortskurve;
- Mehrphasenwechselstrom, symmetrisches und unsymmetrisches Dreiphasensystem, Schaltvorgänge, periodische Schwingungen mit nichtsinusförmiger Kurvenform, Fourierreihe;
- Elektrostatik: statisches elektrisches Feld, Influenz, Coulombsches Gesetz, elektrische Ladung, elektrische Kapazität;
- Elektrodynamik: zeitlich veränderliches magnetisches und elektrisches Feld, elektromagnetische Induktion, Maxwell-Gleichungen.

Weitere Grundlagenfächer sind Elektrische Messtechnik, Digitaltechnik, Elektronik sowie Netzwerk- und Systemtheorie. Aufgrund der Interdisziplinarität und der engen Verflechtung mit der Informatik ist auch Programmierung Teil eines Elektrotechnik-Studiums. Belegen die Programmierung und die Informationstechnik einen großen Anteil im Stundenplan wird das Studium sehr oft Elektro- und Informationstechnik genannt.

#### Vertiefungsrichtung bzw. Spezialisierung
In den höheren Semestern des Bachelor- und Masterstudiums können Schwerpunkte gesetzt werden. In manchen Studiengängen sind Vertiefungsfächer aus einem breiten Katalog frei wählbar oder die Vertiefungsrichtung ist wählbar oder bereits festgelegt. Als Vertiefungsfächer bzw. Vertiefungsrichtung finden sich klassisch beispielsweise die Elektrische Energietechnik, Nachrichtentechnik, Elektronik, Automatisierungstechnik und Mess-, Steuerungs- und Regelungstechnik (MSR), Antriebstechnik. Neuartige Spezialisierungen sind beispielsweise Elektronische Systeme und Mikroelektronik, Erneuerbare Energien, Technische Gebäudeausrüstung (TGA), Medizintechnik.
Studiengänge die in einer Kombination zweier in der Praxis sehr nahestehenden Vertiefungsrichtungen spezialisieren werden ebenfalls angeboten, wie beispielsweise Energie- und Automatisierungstechnik, Energie- und Antriebstechnik, Nachrichtentechnik und Elektronische Systeme, Medizintechnik und Elektronische Systeme, Energietechnik und Erneuerbare Energien.

#### Interdisziplinäre Pflicht- und Wahlpflichtfächer
Da der Beruf des Elektroingenieurs sehr oft auch interdisziplinäre Kenntnisse erfordert, so müssen, je nach Hochschule, auch Pflicht- und Wahlpflichtfächer wie beispielsweise Werkstoffkunde, Betriebswirtschaftslehre, Englisch, Technische Mechanik, Technisches Zeichnen, Patentrecht, Arbeitsschutz, Arbeitsrecht, Kommunikation bestanden werden.

#### Akademische Titel
Der jahrzehntelang von den Hochschulen verliehene akademische Grad Diplom-Ingenieur (Dipl.-Ing. bzw. Dipl.-Ing. (FH)) wurde aufgrund des Bologna-Prozesses durch ein zweistufiges System berufsqualifizierender Studienabschlüsse (typischerweise in der Form von Bachelor und Master) größtenteils ersetzt. Der Bachelor (Bachelor of Engineering oder Bachelor of Science) ist ein erster berufsqualifizierender akademischer Grad, der je nach Prüfungsordnung des jeweiligen Fachbereichs nach einer Studienzeit von 6 bzw. 7 Semestern erworben werden kann. Dieser erste akademische Grad befähigt, den rechtlich geschützten Titel „Ingenieur“ oder „Elektroingenieur“ tragen zu dürfen. Nach einer weiteren Studienzeit von 4 bzw. 3 Semestern kann der Master als zweiter akademischer Grad (Master of Engineering oder Master of Science) erlangt werden.
Der Doktoringenieur (Dr.-Ing.) ist der höchste akademische Grad, der im Anschluss an ein abgeschlossenes Masterstudium im Rahmen einer Assistenzpromotion oder in einer Graduate School erreicht werden kann. Die Ingenieur-Ehrendoktorwürde (Dr.-Ing. E. h.) kann von Universitäten für besondere akademische oder wissenschaftliche Verdienste an Akademiker oder Nichtakademiker verliehen werden, beispielsweise 1911 von der Technischen Universität Darmstadt an Michail Ossipowitsch Doliwo-Dobrowolski.

#### Weitere im Ausland anerkannte akademische Titel
Neben den Hochschulabschlüssen Bachelor, Master und Ph.D, sind in den USA, Kanada, Australien, Hongkong und Niederlande noch das Hochschulstudium Associate Degree mit einer Regelstudienzeit von zwei Jahren anerkannt, wie zum Beispiel im Bereich Elektrotechnik das AET oder der erworbene Titel Electrical Engineering technician (franz. Ingénieur-technicien en électrotechnique). Das Associate-Degree gilt in den gelisteten Ländern als akademischer Grad, ist aber in anderen Ländern, besonders in Europa, meistens nicht als Hochschulabschluss bzw. akademischer Grad anerkannt.

#### Lehramt
An einigen Hochschulen kann der Bachelor-Studiengang Elektro- und Informationstechnik in sieben Semestern mit anschließendem dreisemestrigem Master-Studiengang Master für Berufliche Bildung studiert werden. Mit diesem Master-Abschluss und nach weiteren 1,5 Jahren Referendariatszeit besteht die Möglichkeit, eine berufliche Tätigkeit als Gewerbelehrer (höherer Dienst) an einer Berufsschule zu finden.

### Interdisziplinäres Studium
Studien die Elektrotechnik mit einer oder mehreren Fachdisziplinen kombinieren gibt es. Die Studien Maschinenbau-Elektrotechnik, Mechatronik, Robotik, Versorgungstechnik und Wirtschaftsingenieurwesen-Elektrotechnik können hier als klassische Beispiele genannt werden.

## Organisationen

### International
- IEC International Electrotechnical Commission

### Europäisch
- CENELEC European Committee for Electrotechnical Standardization
- ETSI European Telecommunications Standards Institute

### Deutschland
- DKE Deutsche Kommission Elektrotechnik Elektronik Informationstechnik

## Verbände

### International
- Der größte Berufsverband für Elektrotechnik weltweit ist das Institute of Electrical and Electronics Engineers (IEEE). Er zählt über 420.000 Mitglieder und publiziert Zeitschriften auf allen relevanten Fachgebieten in Englisch. Seit 2008 gab es den IEEE Global History Network (IEEE GHN), wobei in verschiedenen Kategorien wichtige Meilensteine (beurteilt durch ein Fachgremium) und persönliche Erinnerungen von Ingenieuren (IEEE First-Hand History) festgehalten werden können. Solche Erinnerungsberichte von Schweizer Elektroingenieuren können als Beispiele eingesehen werden.[113][114] Seit Anfang 2015 hat sich der IEEE GHN einer erweiterten Organisation Engineering and Technology History Wiki angeschlossen, welche weitere Fachbereiche des Ingenieurwesens umfasst.

### Deutschland
- Der VDE Verband der Elektrotechnik Elektronik Informationstechnik e. V. ist ein technisch-wissenschaftlicher Verband in Deutschland. Mit ca. 35.000 Mitgliedern engagiert sich der VDE für ein besseres Innovationsklima, Sicherheitsstandards, für eine moderne Ingenieurausbildung und eine hohe Technikakzeptanz in der Bevölkerung.
- Der Zentralverband der Deutschen Elektro- und Informationstechnischen Handwerke (ZVEH) vertritt die Interessen von Unternehmen aus den drei Handwerken Elektrotechnik, Informationstechnik und Elektromaschinenbau. ZVEH-Mitglied waren im Jahr 2014 55.579 Unternehmen, die 473.304 Arbeitnehmer, davon rund 38.800 Auszubildende, beschäftigten. Dem ZVEH als Bundesinnungsverband gehören zwölf Fach- und Landesinnungsverbände mit insgesamt etwa 330 Innungen an.
- Der Zentralverband Elektrotechnik- und Elektronikindustrie e. V. (ZVEI) setzt sich für die Interessen der Elektroindustrie in Deutschland und auf internationaler Ebene ein. ZVEI-Mitglied sind mehr als 1.600 Unternehmen, in denen im Jahr 2014 etwa 844.000 Beschäftigte in Deutschland tätig waren. Als ZVEI-Untergliederungen finden sich derzeit 22 Fachverbände.

### Österreich
- Der OVE Österreichischer Verband für Elektrotechnik ist eine Branchenplattform im Bereich Elektrotechnik und Informationstechnik.

### Schweiz
- Der Electrosuisse, Verband für Elektro-, Energie- und Informationstechnik.

## Auszeichnungen, Preise und Ehrungen

### International
- Die IEEE Medal of Honor ist die höchste Auszeichnung des IEEE, welche im Fachbereich Informations- und Elektrotechnik für außergewöhnliche Arbeiten und Karrieren seit 1917 jährlich vergeben wird.
- Der Kyoto-Preis ist eine jährlich verliehene Auszeichnung für überragende Leistungen in Wissenschaft und Kunst. Neben dem Nobelpreis handelt es sich um eine der höchsten Auszeichnungen in Wissenschaft und Kultur. Eine der Disziplinen innerhalb der Kategorie Hochtechnologie ist die Elektrotechnik und Elektronik.

### Deutschland
- Der VDE-Ehrenring ist die höchste Auszeichnung des VDE, für hervorragende wissenschaftliche oder technische Leistungen auf dem Fachgebiet der Elektrotechnik.[115][116]

## Unfälle
Bei der Nutzung von der Elektrotechnik kommt es immer wieder zu Stromunfällen sowohl bei der Nutzung als auch als Arbeitsunfall. 1746 wurde der weltweit erste nicht-tödliche Arbeitsunfall dokumentiert, 1879 der weltweit erste tödliche Arbeitsunfall. Akademische Fachkräfte im Bereich der Elektrotechnik sind von Arbeitsunfällen ebenfalls betroffen, sofern diese sich auf Baustellen oder Industrieanlagen aufhalten, an Schaltvorgängen im Mittel- und Hochspannungsbereich beteiligt sind, einen Dienstwagen nutzen, oder in Laboren oder Versuchsanlagen mit praktischen Anwendungen der Niederspannung oder höheren Spannungen arbeiten. Und das trifft in der Regel bei über 95 % der Arbeitsstellen zu.
Berufe, bei der die Gefahr eines Arbeitsunfalls statistisch sehr niedrig ist: Bürokaufmann, Buchhalter, Sekretärin, Fachwirt im Marketing, Fachleute in der Softwareentwicklung, Anwälte, Ärzte, Krankenschwester, Pfleger, Lehrer, Erzieher, Sozialarbeiter, Kellner, Friseure. Hierbei ist zu beachten, dass bereits ein kleiner Schnitt durch Papier am Finger als Arbeitsunfall bewertet wird. Im Gegensatz zur Elektrotechnik sind dies Berufe, in denen kein Dienstwagen gefahren wird, oder in der Nähe von gefährlichen Gerätschaften, Maschinen, Baustellen oder Industrieanlagen gearbeitet wird.

### Statistisches Bundesamt
Im Jahr 2018 gab es in Deutschland 1.163 tödliche Arbeitsunfälle. Elektriker waren hierbei die dritthäufigste Berufsgruppe mit tödlichen Arbeitsunfällen und rangieren sich zwischen Kraftfahrer und Dachdecker:
- Bauarbeiter (221)
- Kraftfahrer (131)
- Elektriker (102)
- Dachdecker (96)
- Industriearbeiter (93)
- Zimmerer (88)
- Maler und Lackierer (86)
- Schlosser (84)
- Maurer (83)
- Monteure (83)

Die meisten tödlichen Arbeitsunfälle ereigneten sich im Baugewerbe (31,6 %), gefolgt von der Industrie (26,6 %) und dem Handel (15,7 %). Die häufigsten Unfallursachen waren Stürze (33,9 %), Verkehrsunfälle (22,2 %) und Quetschungen/Pressungen (12,7 %). Die meisten tödlichen Arbeitsunfälle ereigneten sich bei Männern (96,3 %). In absoluten Zahlen machten Frauen nur 3,7 % aller tödlichen Arbeitsunfälle aus, dies liegt allerdings auch daran, dass deutlich weniger Frauen in diesen Berufen arbeiten. Der Anteil von Frauen im Elektrohandwerk ist in Deutschland sehr gering und laut einer Studie des statistischen Bundesamtes lag der Anteil im Jahr 2018 bei 2,2 % und im Jahr 2022 bei 4,3 %.

### DGUV
DGUV ist eine gesetzliche Unfallversicherungsträgerin, die für die Sicherheit und Gesundheit der Beschäftigten in Deutschland zuständig ist. 2022 hat die DGUV berichtet, dass zwischen 3.500 und 4.000 Stromunfälle laut Berufsgenossenschaft Energie Textil Elektro Medienerzeugnisse (BG ETEM) jedes Jahr gemeldet werden, bis zu zehn enden tödlich. Die beruflichen Unfälle passieren zu rund 88 Prozent im Niederspannungsbereich. „Meist ist die Ursache, dass die Beteiligten die Gefahr falsch einschätzen oder gar nicht erst erkennen“, sagt Martin Schmidt, seit 28 Jahren Aufsichtsperson bei der BG ETEM. Und dies unabhängig davon, wie viel berufliche Erfahrung sie im Umgang mit Strom haben. 48,2 % der Opfer von Stromunfällen bringen Berufserfahrung als Elektrofachkraft mit, zum Teil mehr als 20 Jahre. 25,9 % der Unfälle von Elektrofachkräften geschahen, weil sie gegen die 5 Sicherheitsregeln verstoßen haben.

### VDE
In der 2022 erschienenen Statistik vom VDE der Stromunfälle mit Todesfolge in Deutschland kommt diese zu dem Schluss, dass Sicherheit kontinuierlich zugenommen hat, trotz steigender Anwendung in Industrie, Gewerbe und Haushalt. Die VDE unterscheidet hierbei zwischen drei Kategorien: Unfälle im Gewerbe und Industrie, Haushalt und Sonstige. Zu sehen ist ein Rückgang der Stromunfälle in den letzten 45 Jahren von etwa 256 Stromunfälle mit Todesfolge in 1970 auf 36 Stromunfälle mit Todesfolge pro Jahr 2015, dabei nennt die VDE die Stromunfälle mit Todesfolge der letzten Jahre eine Stagnation auf niedriges Niveau. In der Studie zeigt sich der Durchschnitt der letzten 5 Jahre 2011 bis 2015 mit 44,4 Stromunfällen mit Todesfolge pro Jahr in Deutschland.
In dieser Studie nicht berücksichtigt sind nicht tödliche Stromunfälle mit leichter oder schwerer Verletzung.